# Polska Liga Koszykówki (2015/2016)/Sezon zasadniczy

## 1 kolejka (8-14 października)
| 8 października 201518:00 | Start Lublin                            | 59:61(14:18, 20:9, 12:19, 13:15) | BM SLAM Stal Ostrów Wielkopolski                             | Lublin Sędzia: Marcin Kowalski, Roman Putyra, Adam Wierzman |
| 8 października 201518:00 | Pkt:Kellogg 14 Zb:Trojan 5 As:Kellogg 2 | 59:61(14:18, 20:9, 12:19, 13:15) | Pkt:Millage 23 Zb:Garrett, Pisarczyk po 6 każdy As:Millage 3 | Lublin Sędzia: Marcin Kowalski, Roman Putyra, Adam Wierzman |

| 10 października 201513:00 | Trefl Sopot                             | 51:73(14:17, 8:16, 9:18, 20:22) | Asseco Gdynia                                                                      | Sopot Sędzia: Marek Maliszewski, Michał Proc, Arnaud Kom Njilo |
| 10 października 201513:00 | Pkt:Duren 18 Zb:Stefański 10 As:Duren 2 | 51:73(14:17, 8:16, 9:18, 20:22) | Pkt:Hickey 18 Zb:Hickey, Parzeński po 6 każdy As:Frasunkiewicz, Matczak po 3 każdy | Sopot Sędzia: Marek Maliszewski, Michał Proc, Arnaud Kom Njilo |

| 10 października 201517:30 | Polfarmex Kutno                         | 57:51(15:16, 12:10, 17:9, 13:16) | MKS Dąbrowa Górnicza                                        | Kutno Sędzia: Jakub Zamojski, Maciej Kotulski, Radosław Szagun |
| 10 października 201517:30 | Pkt:Fraser 20 Zb:Fraser 12 As:Johnson 4 | 57:51(15:16, 12:10, 17:9, 13:16) | Pkt:Dłoniak 12 Zb:Zmarlak 7 As:trzech zawodników po 3 każdy | Kutno Sędzia: Jakub Zamojski, Maciej Kotulski, Radosław Szagun |

| 10 października 201518:00 | Siarka Tarnobrzeg                        | 75:74(17:21, 22:15, 22:23, 14:15) | WKS Śląsk Wrocław                                                              | Tarnobrzeg Sędzia: Janusz Calik, Dariusz Lenczowski, Robert Zieliński |
| 10 października 201518:00 | Pkt:Młynarski 15 Zb:Robbins 14 As:Bell 6 | 75:74(17:21, 22:15, 22:23, 14:15) | Pkt:Madden, Williams po 15 każdy Zb:Williams 10 As:Madden, Williams po 5 każdy | Tarnobrzeg Sędzia: Janusz Calik, Dariusz Lenczowski, Robert Zieliński |

| 10 października 201518:00 | Anwil Włocławek                            | 92:89 (pd.)(18:21, 17:27, 19:15, 24:15, dogr. 14:11) | Rosa Radom                             | Włocławek Sędzia: Piotr Pastusiak, Artur Fiedler, Cezary Nowicki |
| 10 października 201518:00 | Pkt:Jelínek 31 Zb:Looby 9 As:Skibniewski 7 | 92:89 (pd.)(18:21, 17:27, 19:15, 24:15, dogr. 14:11) | Pkt:Harris 19 Zb:Zajcew 10 As:Thomas 6 | Włocławek Sędzia: Piotr Pastusiak, Artur Fiedler, Cezary Nowicki |

| 11 października 201515:00 | Stelmet BC Zielona Góra                       | 81:56(12:9, 27:19, 15:15, 27:13) | AZS Koszalin                        | Zielona Góra Sędzia: Grzegorz Ziemblicki, Dariusz Szczerba, Łukasz Andrzejewski |
| 11 października 201515:00 | Pkt:Mat. Ponitka 21 Zb:Moldoveanu 7 As:Bost 6 | 81:56(12:9, 27:19, 15:15, 27:13) | Pkt:Auda 11 Zb:Austin 7 As:Walton 3 | Zielona Góra Sędzia: Grzegorz Ziemblicki, Dariusz Szczerba, Łukasz Andrzejewski |

| 11 października 201518:00 | Energa Czarni Słupsk                       | 93:81(31:23, 24:17, 21:24, 17:17) | KING Wilki Morskie Szczecin                                | Słupsk Sędzia: Marek Ćmikiewicz, Sławomir Moszakowski, Michał Chrakowiecki |
| 11 października 201518:00 | Pkt:Harper 29 Zb:Mbodj 12 As:Blassingame 9 | 93:81(31:23, 24:17, 21:24, 17:17) | Pkt:Gaines 24 Zb:trzech zawodników po 7 każdy As:Lucious 3 | Słupsk Sędzia: Marek Ćmikiewicz, Sławomir Moszakowski, Michał Chrakowiecki |

| 11 października 201518:00 | Polski Cukier Toruń                                              | 86:70(29:25, 14:20, 27:9, 16:16) | PGE Turów Zgorzelec                                          | Toruń Sędzia: Tomasz Trawicki, Dariusz Zapolski,Robert Mordal |
| 11 października 201518:00 | Pkt:Kornijenko 23 Zb:Michalak, Wiśniewski po 6 każdy As:Gibson 9 | 86:70(29:25, 14:20, 27:9, 16:16) | Pkt:Dylewicz 21 Zb:Dylewicz, Harris po 6 każdy As:Dylewicz 5 | Toruń Sędzia: Tomasz Trawicki, Dariusz Zapolski,Robert Mordal |

| 14 października 201519:00 | Start Lublin                                                                      | 77:68(17:17, 11:17, 27:11, 22:23) | Polpharma Starogard Gdański                       | Lublin Sędzia: Grzegorz Ziemblicki, Dariusz Szczerba, Tomasz Trybalski |
| 14 października 201519:00 | Pkt:Kellogg, Trojan po 14 każdy Zb:Salamonik 13 As:Grzeliński, Jackson po 4 każdy | 77:68(17:17, 11:17, 27:11, 22:23) | Pkt:Hicks 18 Zb:Ward 8 As:5 zawodników po 1 każdy | Lublin Sędzia: Grzegorz Ziemblicki, Dariusz Szczerba, Tomasz Trybalski |

## 2 kolejka (14-19 października)
| 14 października 201519:00 | Rosa Radom                                             | 75:79(17:18, 19:19, 22:23, 17:19) | WKS Śląsk Wrocław                                      | Radom Sędzia: Michał Proc, Mariusz Nawrocki, Michał Chrakowiecki |
| 14 października 201519:00 | Pkt:Harris, Zajcew po 20 każdy Zb:Zajcew 7 As:Thomas 3 | 75:79(17:18, 19:19, 22:23, 17:19) | Pkt:Heath, Madden po 15 każdy Zb:Williams 7 As:Heath 5 | Radom Sędzia: Michał Proc, Mariusz Nawrocki, Michał Chrakowiecki |

| 17 października 201518:00 | AZS Koszalin                       | 75:74 (pd.)(17:21, 18:13, 15:22, 19:13, dogr. 6:5) | Trefl Sopot                                 | Koszalin Sędzia: Marek Ćmikiewicz, Artur Fiedler, Jan Piróg |
| 17 października 201518:00 | Pkt:Auda 27 Zb:Auda 12 As:Dymała 5 | 75:74 (pd.)(17:21, 18:13, 15:22, 19:13, dogr. 6:5) | Pkt:Bilinovac 19 Zb:Stefański 13 As:Duren 3 | Koszalin Sędzia: Marek Ćmikiewicz, Artur Fiedler, Jan Piróg |

| 17 października 201518:00 | Polpharma Starogard Gdański                        | 81:101(29:23, 21:22, 12:25, 19:31) | Energa Czarni Słupsk                       | Starogard Gdański Sędzia: Michał Proc, Marcin Bieńkowski, Adrian Szczotka |
| 17 października 201518:00 | Pkt:Hicks 17 Zb:Tiller, Ward po 6 każdy As:Hicks 3 | 81:101(29:23, 21:22, 12:25, 19:31) | Pkt:Mbodj 29 Zb:Mbodj 12 As:Blassingame 12 | Starogard Gdański Sędzia: Michał Proc, Marcin Bieńkowski, Adrian Szczotka |

| 18 października 201518:00 | BM SLAM Stal Ostrów Wielkopolski          | 61:85(15:20, 13:30, 16:16, 17:19) | Anwil Włocławek                            | Kalisz Sędzia: Jakub Zamojski, Grzegorz Czajka, Damian Myszka |
| 18 października 201518:00 | Pkt:Garrett 21 Zb:Delaney 8 As:Suliński 3 | 61:85(15:20, 13:30, 16:16, 17:19) | Pkt:Oguchi 25 Zb:Tomaszek 6 As:Łączyński 4 | Kalisz Sędzia: Jakub Zamojski, Grzegorz Czajka, Damian Myszka |

| 18 października 201518:00 | PGE Turów Zgorzelec                   | 76:66(18:16, 24:15, 15:16, 19:19) | Start Lublin                                                      | Zgorzelec Sędzia: Marcin Kowalski, Marcin Koralewski, Łukasz Jankowski |
| 18 października 201518:00 | Pkt:Novak 21 Zb:Harris 12 As:Dillon 6 | 76:66(18:16, 24:15, 15:16, 19:19) | Pkt:Czumakow 14 Zb:Salamonik 13 As:Grzeliński, Małecki po 3 każdy | Zgorzelec Sędzia: Marcin Kowalski, Marcin Koralewski, Łukasz Jankowski |

| 18 października 201518:00 | Asseco Gdynia                                                     | 71:62(19:9, 20:9, 19:19, 13:25) | Polfarmex Kutno                                         | Gdynia Sędzia: Wojciech Liszka, Dariusz Lenczowski, Tomasz Tomaszewski |
| 18 października 201518:00 | Pkt:Hickey, Matczak po 17 każdy Zb:Parzeński 12 As:Żołnierewicz 4 | 71:62(19:9, 20:9, 19:19, 13:25) | Pkt:Parker 22 Zb:Fraser, Johnson po 9 każdy As:Parker 3 | Gdynia Sędzia: Wojciech Liszka, Dariusz Lenczowski, Tomasz Tomaszewski |

| 18 października 201520:00 | MKS Dąbrowa Górnicza                                      | 94:96 (pd.)(19:17, 23:11, 15:20, 15:24, dogr. 10:10, 12:14) | Polski Cukier Toruń                       | Dąbrowa Górnicza Sędzia: Grzegorz Ziemblicki, Dariusz Włodkowski, Tomasz Trojanowski |
| 18 października 201520:00 | Pkt:Broadus 27 Zb:Dower, Zmarlak po 11 każdy As:Broadus 6 | 94:96 (pd.)(19:17, 23:11, 15:20, 15:24, dogr. 10:10, 12:14) | Pkt:Gibson 28 Zb:Kornijenko 9 As:Gibson 8 | Dąbrowa Górnicza Sędzia: Grzegorz Ziemblicki, Dariusz Włodkowski, Tomasz Trojanowski |

| 18 października 201520:00 | King Wilki Morskie Szczecin                | 70:75(20:19, 19:23, 16:19, 15:14) | Siarka Tarnobrzeg                       | Szczecin Sędzia: Marek Ćmikiewicz, Damian Ottenburger, Jan Piróg |
| 18 października 201520:00 | Pkt:Lucious 15 Zb:Majewski 10 As:Lucious 4 | 70:75(20:19, 19:23, 16:19, 15:14) | Pkt:Bell 18 Zb:Młynarski 12 As:Harris 4 | Szczecin Sędzia: Marek Ćmikiewicz, Damian Ottenburger, Jan Piróg |

| 19 października 201520:35 | WKS Śląsk Wrocław                                      | 67:76(18:24, 17:19, 19:13, 13:20) | Stelmet BC Zielona Góra                                                | Wrocław Sędzia: Janusz Calik, Dariusz Zapolski, Bartosz Puzoń |
| 19 października 201520:35 | Pkt:Williams 14 Zb:Smith 6 As:Heath, Madden po 4 każdy | 67:76(18:24, 17:19, 19:13, 13:20) | Pkt:Borovnjak 15 Zb:Moldoveanu, Mat. Ponitka po 5 każdy As:Koszarek 10 | Wrocław Sędzia: Janusz Calik, Dariusz Zapolski, Bartosz Puzoń |

## 3 kolejka (22-26 października)
| 22 października 201519:00 | Polski Cukier Toruń                       | 84:60(23:13, 18:14, 23:21, 20:12) | Energa Czarni Słupsk                     | Toruń Sędzia: Janusz Calik, Dariusz Lenczowski, Karol Nowak |
| 22 października 201519:00 | Pkt:Gibson 23 Zb:Milošević 16 As:Gibson 5 | 84:60(23:13, 18:14, 23:21, 20:12) | Pkt:Mbodj 15 Zb:Mbodj 6 As:Blassingame 6 | Toruń Sędzia: Janusz Calik, Dariusz Lenczowski, Karol Nowak |

| 24 października 201517:00 | Anwil Włocławek                                | 87:84 (pd.)(24:18, 18:19, 19:23, 16:17, dogr. 10:7) | PGE Turów Zgorzelec                   | Włocławek Sędzia: Marek Ćmikiewicz, Maciej Kotulski, Robert Zieliński |
| 24 października 201517:00 | Pkt:Jelínek 39 Zb:Diduszko 12 As:Skibniewski 7 | 87:84 (pd.)(24:18, 18:19, 19:23, 16:17, dogr. 10:7) | Pkt:Dillon 19 Zb:Harris 14 As:Novak 7 | Włocławek Sędzia: Marek Ćmikiewicz, Maciej Kotulski, Robert Zieliński |

| 24 października 201517:30 | Polfarmex Kutno                        | 74:70 (pd.)(25:14, 12:12, 14:18, 16:23, dogr. 7:3) | AZS Koszalin                           | Kutno Sędzia: Tomasz Trawicki, Marcin Koralewski, Cezary Nowicki |
| 24 października 201517:30 | Pkt:Parker 22 Zb:Johnson As:Wołoszyn 3 | 74:70 (pd.)(25:14, 12:12, 14:18, 16:23, dogr. 7:3) | Pkt:Walton 22 Zb:Walker 10 As:Walton 6 | Kutno Sędzia: Tomasz Trawicki, Marcin Koralewski, Cezary Nowicki |

| 24 października 201518:00 | Siarka Tarnobrzeg                                                                   | 74:69(14:24, 24:18, 12:17, 24:10) | Polpharma Starogard Gdański                | Tarnobrzeg Sędzia: Marcin Kowalski, Roman Putyra, Tomasz Trojanowski |
| 24 października 201518:00 | Pkt:trzech zawodników po 14 każdy Zb:Młynarski 11 As:Młynarski, Zalewski po 5 każdy | 74:69(14:24, 24:18, 12:17, 24:10) | Pkt:Flieger 17 Zb:Diduszko 15 As:Flieger 5 | Tarnobrzeg Sędzia: Marcin Kowalski, Roman Putyra, Tomasz Trojanowski |

| 24 października 201518:00 | Rosa Radom                            | 77:65(19:23, 21:16, 17:17, 20:9) | BM Slam Stal Ostrów Wielkopolski                           | Radom Sędzia: Grzegorz Ziemblicki, Sławomir Moszakowski, Mariusz Adameczek |
| 24 października 201518:00 | Pkt:Thomas 22 Zb:Thomas 9 As:Thomas 6 | 77:65(19:23, 21:16, 17:17, 20:9) | Pkt:Millage 23 Zb:Millage 8 As:Garrett, Millage po 4 każdy | Radom Sędzia: Grzegorz Ziemblicki, Sławomir Moszakowski, Mariusz Adameczek |

| 25 października 201518:00 | Polski Cukier Toruń                            | 79:83(23:14, 15:27, 16:25, 25:17) | Asseco Gdynia                            | Toruń Sędzia: Marek Ćmikiewicz, Grzegorz Czajka, Tomasz Trybalski |
| 25 października 201518:00 | Pkt:Gibson 22 Zb:Kornijenko 13 As:Wiśniewski 8 | 79:83(23:14, 15:27, 16:25, 25:17) | Pkt:Hickey 25 Zb:Parzeński 6 As:Hickey 5 | Toruń Sędzia: Marek Ćmikiewicz, Grzegorz Czajka, Tomasz Trybalski |

| 25 października 201518:00 | Start Lublin                                                                      | 74:75(23:21, 16:13, 17:16, 18:25) | MKS Dąbrowa Górnicza                     | Lublin Sędzia: Marek Maliszewski, Marcin Bieńkowski, Tomasz Tomaszewski |
| 25 października 201518:00 | Pkt:Jackson, Salamonik po 12 każdy Zb:Salamonik 9 As:trzech zawodników po 3 każdy | 74:75(23:21, 16:13, 17:16, 18:25) | Pkt:Dłoniak 22 Zb:Zmarlak 6 As:Broadus 3 | Lublin Sędzia: Marek Maliszewski, Marcin Bieńkowski, Tomasz Tomaszewski |

| 25 października 201520:00 | Trefl Sopot                               | 64:65(11:17, 20:5, 18:17, 15:26) | WKS Śląsk Wrocław                        | Sopot Sędzia: Piotr Pastusiak, Adam Wierzman, Jakub Pietrzak |
| 25 października 201520:00 | Pkt:Śmigielski 19 Zb:Surmacz 7 As:Duren 3 | 64:65(11:17, 20:5, 18:17, 15:26) | Pkt:Madden 14 Zb:Williams 16 As:Madden 4 | Sopot Sędzia: Piotr Pastusiak, Adam Wierzman, Jakub Pietrzak |

| 26 października 201518:00 | Stelmet BC Zielona Góra                                             | 98:92(26:26, 27:15, 28:28, 17:23) | King Wilki Morskie Szczecin                                                      | Zielona Góra Sędzia: Jakub Zamojski, Wojciech Liszka, Radosław Szagun |
| 26 października 201518:00 | Pkt:Gruszecki 19 Zb:Borovnjak, Đurišić po 6 każdy As:Mat. Ponitka 6 | 98:92(26:26, 27:15, 28:28, 17:23) | Pkt:Gaines 20 Zb:Kikowski, Leończyk po 5 każdy As:Lucious, Nowakowski po 6 każdy | Zielona Góra Sędzia: Jakub Zamojski, Wojciech Liszka, Radosław Szagun |

## 4 kolejka (28 października-2 listopada)
| 28 października 201519:00 | AZS Koszalin                            | 67:65(22:13, 19:19, 13:13, 13:20) | BM Slam Stal Ostrów Wielkopolski          | Koszalin Sędzia: Marcin Kowalski, Damian Ottenburger, Bartosz Puzoń |
| 28 października 201519:00 | Pkt:Auda 18 Zb:Dąbrowski 10 As:Walton 5 | 67:65(22:13, 19:19, 13:13, 13:20) | Pkt:Delaney 18 Zb:Delaney 11 As:Millage 5 | Koszalin Sędzia: Marcin Kowalski, Damian Ottenburger, Bartosz Puzoń |

| 31 października 201517:30 | WKS Śląsk Wrocław                                           | 56:64(11:17, 20:13, 13:24, 12:10) | Polfarmex Kutno                         | Wrocław Sędzia: Marek Maliszewski, Robert Mordal, Michał Sosin |
| 31 października 201517:30 | Pkt:Williams 19 Zb:Smith 11 As:trzech zawodników po 2 każdy | 56:64(11:17, 20:13, 13:24, 12:10) | Pkt:Wołoszyn 14 Zb:Fraser 9 As:Parker 5 | Wrocław Sędzia: Marek Maliszewski, Robert Mordal, Michał Sosin |

| 31 października 201518:00 | MKS Dąbrowa Górnicza                       | 85:75(23:16, 20:22, 20:17, 22:20) | Anwil Włocławek                                              | Dąbrowa Górnicza Sędzia: Wojciech Liszka, Karol Nowak, Damian Myszka |
| 31 października 201518:00 | Pkt:Dłoniak 14 Zb:Williams 10 As:Broadus 9 | 85:75(23:16, 20:22, 20:17, 22:20) | Pkt:Jelínek 32 Zb:Diduszko, Jelínek po 7 każdy As:Tomaszek 4 | Dąbrowa Górnicza Sędzia: Wojciech Liszka, Karol Nowak, Damian Myszka |

| 31 października 201518:00 | Asseco Gdynia                                                     | 83:52(15:9, 22:12, 26:16, 20:15) | Start Lublin                               | Gdynia Sędzia: Tomasz Trawicki, Sławomir Moszakowski, Jan Piróg |
| 31 października 201518:00 | Pkt:Matczak 18 Zb:Matczak, Szczotka po 8 każdy As:Frasunkiewicz 9 | 83:52(15:9, 22:12, 26:16, 20:15) | Pkt:Kellogg 16 Zb:Salamonik 8 As:Jackson 3 | Gdynia Sędzia: Tomasz Trawicki, Sławomir Moszakowski, Jan Piróg |

| 31 października 201518:00 | AZS Koszalin                                                 | 58:67(24:13, 10:14, 10:23, 14:17) | Polski Cukier Toruń                        | Koszalin Sędzia: Grzegorz Ziemblicki, Mariusz Nawrocki, Adrian Szczotka |
| 31 października 201518:00 | Pkt:Walton 12 Zb:Dąbrowski 6 As:trzech zawodników po 3 każdy | 58:67(24:13, 10:14, 10:23, 14:17) | Pkt:Gibson 15 Zb:Kornijenko 11 As:Gibson 6 | Koszalin Sędzia: Grzegorz Ziemblicki, Mariusz Nawrocki, Adrian Szczotka |

| 31 października 201518:00 | Energa Czarni Słupsk                        | 91:54(22:13, 22:19, 24:8, 23:14) | Siarka Tarnobrzeg                      | Słupsk Sędzia: Piotr Pastusiak, Łukasz Andrzejewski, Łukasz Jankowski |
| 31 października 201518:00 | Pkt:Blassingame 18 Zb:Mbodj 9 As:Campbell 6 | 91:54(22:13, 22:19, 24:8, 23:14) | Pkt:Młynarski 13 Zb:Wall 8 As:Harris 3 | Słupsk Sędzia: Piotr Pastusiak, Łukasz Andrzejewski, Łukasz Jankowski |

| 31 października 201520:00 | PGE Turów Zgorzelec                   | 78:92(25:19, 14:27, 19:20, 20:26) | Rosa Radom                           | Zgorzelec Sędzia: Janusz Calik, Dariusz Lenczowski, Tomasz Trojanowski |
| 31 października 201520:00 | Pkt:Karolak 16 Zb:Harris 8 As:Novak 6 | 78:92(25:19, 14:27, 19:20, 20:26) | Pkt:Harris 21 Zb:Adams 7 As:Thomas 5 | Zgorzelec Sędzia: Janusz Calik, Dariusz Lenczowski, Tomasz Trojanowski |

| 2 listopada 201518:00 | King Wilki Morskie Szczecin               | 84:81(28:19, 17:20, 18:16, 21:26) | Trefl Sopot                            | Szczecin Sędzia: Dariusz Włodkowski, Paweł Białas, Łukasz Andrzejewski |
| 2 listopada 201518:00 | Pkt:Lucious 16 Zb:Majewski 5 As:Lucious 6 | 84:81(28:19, 17:20, 18:16, 21:26) | Pkt:Duren 26 Zb:Stefański 7 As:Duren 4 | Szczecin Sędzia: Dariusz Włodkowski, Paweł Białas, Łukasz Andrzejewski |

| 2 listopada 201518:00 | Polpharma Starogard Gdański             | 71:78(21:20, 11:23, 17:15, 22:20) | Stelmet BC Zielona Góra                | Starogard Gdański Sędzia: Marek Maliszewski, Arnaud Kom Njilo, Jakub Pietrzak |
| 2 listopada 201518:00 | Pkt:Diduszko 16 Zb:Tiller 5 As:Tiller 7 | 71:78(21:20, 11:23, 17:15, 22:20) | Pkt:Zamojski 14 Zb:Đurišić 6 As:Bost 8 | Starogard Gdański Sędzia: Marek Maliszewski, Arnaud Kom Njilo, Jakub Pietrzak |

## 5 kolejka (4-9 listopada)
| 4 listopada 201518:00 | Polfarmex Kutno                           | 77:60(24:21, 16:18, 23:12, 14:9) | Siarka Tarnobrzeg                       | Kutno Sędzia: Artur Fiedler, Mariusz Adameczek, Marcin Bieńkowski |
| 4 listopada 201518:00 | Pkt:Wołoszyn 23 Zb:Fraser 10 As:Parker 11 | 77:60(24:21, 16:18, 23:12, 14:9) | Pkt:Bell 22 Zb:Robbins 9 As:Młynarski 5 | Kutno Sędzia: Artur Fiedler, Mariusz Adameczek, Marcin Bieńkowski |

| 7 listopada 201518:00 | Start Lublin                                 | 60:73(10:19, 17:15, 24:13, 9:26) | AZS Koszalin                            | Lublin Sędzia: Janusz Calik, Robert Zieliński, Michał Sosin |
| 7 listopada 201518:00 | Pkt:Małecki 15 Zb:Salamonik 8 As:Salamonik 4 | 60:73(10:19, 17:15, 24:13, 9:26) | Pkt:Auda 14 Zb:Dąbrowski 9 As:Walton 10 | Lublin Sędzia: Janusz Calik, Robert Zieliński, Michał Sosin |

| 7 listopada 201518:00 | Rosa Radom                                                     | 91:67(22:20, 25:19, 22:13, 22:15) | MKS Dąbrowa Górnicza                         | Radom Sędzia: Michał Proc, Adam Wierzman, Michał Chrakowiecki |
| 7 listopada 201518:00 | Pkt:Zajcew 18 Zb:Adams 7 As:Sokołowski, Szymkiewicz po 5 każdy | 91:67(22:20, 25:19, 22:13, 22:15) | Pkt:Broadus 17 Zb:Williams 6 As:Piechowicz 3 | Radom Sędzia: Michał Proc, Adam Wierzman, Michał Chrakowiecki |

| 8 listopada 201517:00 | Stelmet BC Zielona Góra                                  | 91:68(20:17, 21:22, 27:14, 23:15) | Energa Czarni Słupsk                        | Zielona Góra Sędzia: Marcin Kowalski, Dariusz Szczerba, Robert Mordal |
| 8 listopada 201517:00 | Pkt:Koszarek 18 Zb:Đurišić, Mat. Ponitka 6 As:Koszarek 5 | 91:68(20:17, 21:22, 27:14, 23:15) | Pkt:Campbell 12 Zb:Mbodj 5 As:Blassingame 6 | Zielona Góra Sędzia: Marcin Kowalski, Dariusz Szczerba, Robert Mordal |

| 8 listopada 201517:30 | Polfarmex Kutno                                           | 72:70 (pd.)(26:11, 9:22, 12:18, 18:14, dogr. 7:5) | King Wilki Morskie Szczecin               | Kutno Sędzia: Marek Maliszewski, Karol Nowak, Damian Myszka |
| 8 listopada 201517:30 | Pkt:Parker 19 Zb:Gabiński, Johnson po 9 każdy As:Parker 4 | 72:70 (pd.)(26:11, 9:22, 12:18, 18:14, dogr. 7:5) | Pkt:Kikowski 16 Zb:Gaines 13 As:Lucious 6 | Kutno Sędzia: Marek Maliszewski, Karol Nowak, Damian Myszka |

| 8 listopada 201518:00 | Polpharma Starogard Gdański                           | 92:80 (pd.)(23:17, 26:16, 16:24, 11:19, dogr. 16:4) | Trefl Sopot                                 | Starogard Gdański Sędzia: Dariusz Zapolski, Damian Ottenburger, Bartosz Puzoń |
| 8 listopada 201518:00 | Pkt:Hicks 27 Zb:Hicks, Tiller po 8 każdy As:Flieger 4 | 92:80 (pd.)(23:17, 26:16, 16:24, 11:19, dogr. 16:4) | Pkt:Duren 33 Zb:Stefański 13 As:Bilinovac 4 | Starogard Gdański Sędzia: Dariusz Zapolski, Damian Ottenburger, Bartosz Puzoń |

| 8 listopada 201518:00 | BM Slam Stal Ostrów Wielkopolski                            | 95:92 (pd.)(23:20, 18:22, 23:27, 19:14, dogr. 12:9) | PGE Turów Zgorzelec                      | Kalisz Sędzia: Marek Ćmikiewicz, Maciej Kotulski, Tomasz Trybalski |
| 8 listopada 201518:00 | Pkt:Millage 41 Zb:Delaney 9 As:Millage, Żurawski po 2 każdy | 95:92 (pd.)(23:20, 18:22, 23:27, 19:14, dogr. 12:9) | Pkt:Dillon 23 Zb:Dylewicz 10 As:Dillon 4 | Kalisz Sędzia: Marek Ćmikiewicz, Maciej Kotulski, Tomasz Trybalski |

| 8 listopada 201520:00 | WKS Śląsk Wrocław                        | 69:82(24:20, 18:22, 12:26, 15:14) | Polski Cukier Toruń                       | Wrocław Sędzia: Tomasz Trawicki, Wojciech Liszka, Radosław Szagun |
| 8 listopada 201520:00 | Pkt:Williams 18 Zb:Williams 6 As:Heath 5 | 69:82(24:20, 18:22, 12:26, 15:14) | Pkt:Gibson 19 Zb:Milošević 10 As:Gibson 9 | Wrocław Sędzia: Tomasz Trawicki, Wojciech Liszka, Radosław Szagun |

| 9 listopada 201520:35 | Anwil Włocławek                            | 82:76(20:16, 17:20, 22:16, 23:24) | Asseco Gdynia                                                   | Włocławek Sędzia: Jakub Zamojski, Dariusz Włodkowski, Łukasz Andrzejewski |
| 9 listopada 201520:35 | Pkt:Stelmach 16 Zb:Diduszko 8 As:Jelínek 9 | 82:76(20:16, 17:20, 22:16, 23:24) | Pkt:Hickey 21 Zb:Frasunkiewicz, Szczotka po 6 każdy As:Hickey 6 | Włocławek Sędzia: Jakub Zamojski, Dariusz Włodkowski, Łukasz Andrzejewski |

## 6 kolejka (14 października-16 listopada)
| 14 października 201519:00 | Asseco Gdynia                                 | 77:75(23:17, 5:17, 29:14, 20:27) | PGE Turów Zgorzelec                                        | Gdynia Sędzia: Piotr Pastusiak, Dariusz Włodkowski, Paweł Białas |
| 14 października 201519:00 | Pkt:Matczak 17 Zb:Żołnierewicz 13 As:Hickey 4 | 77:75(23:17, 5:17, 29:14, 20:27) | Pkt:Harris, Tatum po 19 każdy Zb:Kostrzewski 9 As:Dillon 4 | Gdynia Sędzia: Piotr Pastusiak, Dariusz Włodkowski, Paweł Białas |

| 21 października 201519:00 | Asseco Gdynia                                       | 61:64(12:21, 11:15, 18:17, 20:11) | Rosa Radom                                             | Gdynia Sędzia: Marek Maliszewski, Robert Mordal, Michał Sosin |
| 21 października 201519:00 | Pkt:Matczak 13 Zb:Żołnierewicz 7 As:Frasunkiewicz 5 | 61:64(12:21, 11:15, 18:17, 20:11) | Pkt:Thomas 20 Zb:Thomas, Zajcew po 7 każdy As:Thomas 3 | Gdynia Sędzia: Marek Maliszewski, Robert Mordal, Michał Sosin |

| 14 listopada 201518:00 | Polpharma Starogard Gdański                          | 81:94(25:23, 14:19, 24:26, 18:26) | Polfarmex Kutno                         | Starogard Gdański Sędzia: Dariusz Włodkowski, Paweł Białas, Tomasz Tomaszewski |
| 14 listopada 201518:00 | Pkt:Hicks 20 Zb:4 zawodników po 3 każdy As:Flieger 3 | 81:94(25:23, 14:19, 24:26, 18:26) | Pkt:Fraser 18 Zb:Johnson 15 As:Parker 7 | Starogard Gdański Sędzia: Dariusz Włodkowski, Paweł Białas, Tomasz Tomaszewski |

| 14 listopada 201518:00 | Energa Czarni Słupsk                     | 80:66(21:10, 20:19, 22:16, 17:21) | Trefl Sopot                                                              | Słupsk Sędzia: Marek Maliszewski, Marcin Koralewski, Adrian Szczotka |
| 14 listopada 201518:00 | Pkt:Mbodj 21 Zb:Mbodj 9 As:Blassingame 5 | 80:66(21:10, 20:19, 22:16, 17:21) | Pkt:Duren 18 Zb:trzech zawodników po 6 każdy As:Duren, Sikora po 2 każdy | Słupsk Sędzia: Marek Maliszewski, Marcin Koralewski, Adrian Szczotka |

| 15 listopada 201518:00 | MKS Dąbrowa Górnicza                    | 66:73(20:16, 18:20, 13:11, 15:26) | BM Slam Stal Ostrów Wielkopolski                            | Dąbrowa Górnicza Sędzia: Marcin Kowalski, Grzegorz Czajka, Jan Piróg |
| 15 listopada 201518:00 | Pkt:Dower 17 Zb:Zmarlak 10 As:Zmarlak 6 | 66:73(20:16, 18:20, 13:11, 15:26) | Pkt:Millage 23 Zb:Delaney 12 As:Millage, Ochońko po 3 każdy | Dąbrowa Górnicza Sędzia: Marcin Kowalski, Grzegorz Czajka, Jan Piróg |

| 15 listopada 201518:00 | WKS Śląsk Wrocław                      | 68:75(17:14, 17:20, 15:21, 19:20) | Start Lublin                                           | Wrocław Sędzia: Piotr Pastusiak, Artur Fiedler, Michał Chrakowiecki |
| 15 listopada 201518:00 | Pkt:Smith 17 Zb:Kowałenko 7 As:Heath 7 | 68:75(17:14, 17:20, 15:21, 19:20) | Pkt:Kellogg 20 Zb:Kellogg 8 As:Grzeliński, Salamonik 3 | Wrocław Sędzia: Piotr Pastusiak, Artur Fiedler, Michał Chrakowiecki |

| 15 listopada 201520:00 | AZS Koszalin                         | 75:68(15:14, 16:21, 20:19, 24:14) | Anwil Włocławek                               | Koszalin Sędzia: Marek Ćmikiewicz, Dariusz Szczerba, Cezary Nowicki |
| 15 listopada 201520:00 | Pkt:James 22 Zb:James 10 As:Walton 3 | 75:68(15:14, 16:21, 20:19, 24:14) | Pkt:Jelínek 17 Zb:Tomaszek 6 As:Skibniewski 4 | Koszalin Sędzia: Marek Ćmikiewicz, Dariusz Szczerba, Cezary Nowicki |

| 16 listopada 201518:00 | King Wilki Morskie Szczecin                                   | 90:89(22:20, 26:21, 20:20, 22:28) | Polski Cukier Toruń                        | Szczecin Sędzia: Jakub Zamojski, Roman Putyra, Łukasz Jankowski |
| 16 listopada 201518:00 | Pkt:Leończyk 30 Zb:trzech zawodników po 5 każdy As:Lucious 10 | 90:89(22:20, 26:21, 20:20, 22:28) | Pkt:Gibson 23 Zb:Kornijenko 7 As:Gibson 11 | Szczecin Sędzia: Jakub Zamojski, Roman Putyra, Łukasz Jankowski |

| 16 listopada 201519:00 | Siarka Tarnobrzeg                                     | 54:64(8:19, 14:22, 12:10, 20:13) | Stelmet BC Zielona Góra                         | Tarnobrzeg Sędzia: Michał Proc, Mariusz Nawrocki, Arnauld Kom Njilo |
| 16 listopada 201519:00 | Pkt:Bell 14 Zb:Robbins 10 As:Bell, Robbins po 3 każdy | 54:64(8:19, 14:22, 12:10, 20:13) | Pkt:Gruszecki 16 Zb:Hrycaniuk 19 As:Gruszecki 5 | Tarnobrzeg Sędzia: Michał Proc, Mariusz Nawrocki, Arnauld Kom Njilo |

## 7 kolejka (21-25 listopada; 13 stycznia)
| 21 listopada 201518:00 | Start Lublin                             | 72:82(18:14, 19:18, 16:22, 19:28) | King Wilki Morskie Szczecin                   | Lublin Widzów: 2000 Sędzia: Dariusz Zapolski, Marcin Koralewski, Adam Wierzman |
| 21 listopada 201518:00 | Pkt:Poole 17 Zb:Salamonik 7 As:Kellogg 6 | 72:82(18:14, 19:18, 16:22, 19:28) | Pkt:Kikowski 20 Zb:Leończyk 6 As:Nowakowski 5 | Lublin Widzów: 2000 Sędzia: Dariusz Zapolski, Marcin Koralewski, Adam Wierzman |

| 21 listopada 201518:00 | PGE Turów Zgorzelec                     | 96:85(25:25, 21:18, 22:25, 28:17) | MKS Dąbrowa Górnicza                                                                | Zgorzelec Widzów: 1062 Sędzia: Jakub Zamojski, Paweł Białas, Cezary Nowicki |
| 21 listopada 201518:00 | Pkt:Dylewicz 23 Zb:Harris As:Dylewicz 6 | 96:85(25:25, 21:18, 22:25, 28:17) | Pkt:Dłoniak 18 Zb:Broadus, Szymański po 5 każdy As:Dłoniak, Piotr Pamuła po 4 każdy | Zgorzelec Widzów: 1062 Sędzia: Jakub Zamojski, Paweł Białas, Cezary Nowicki |

| 21 listopada 201518:00 | Trefl Sopot                                                        | 45:62(13:19, 9:11, 8:21, 15:11) | Stelmet BC Zielona Góra                    | Sopot Widzów: 1265 Sędzia: Marek Ćmikiewicz, Sławomir Moszakowski, Michał Sosin |
| 21 listopada 201518:00 | Pkt:Surmacz 10 Zb:Majok 10 As:Surmacz, Piotr Śmigielski po 2 każdy | 45:62(13:19, 9:11, 8:21, 15:11) | Pkt:Mat. Ponitka 13 Zb:Đurišić 6 As:Bost 5 | Sopot Widzów: 1265 Sędzia: Marek Ćmikiewicz, Sławomir Moszakowski, Michał Sosin |

| 22 listopada 201517:00 | Rosa Radom                            | 63:75(14:18, 19:17, 17:24, 13:16) | AZS Koszalin                         | Radom Widzów: 602 Sędzia: Dariusz Zapolski, Robert Mordal, Marcin Koralewski |
| 22 listopada 201517:00 | Pkt:Thomas 20 Zb:Zajcew 5 As:Thomas 4 | 63:75(14:18, 19:17, 17:24, 13:16) | Pkt:Walton 18 Zb:Auda 11 As:Walton 6 | Radom Widzów: 602 Sędzia: Dariusz Zapolski, Robert Mordal, Marcin Koralewski |

| 22 listopada 201518:00 | Polski Cukier Toruń                                           | 76:55(21:15, 18:24, 19:14, 18:2) | Polpharma Starogard Gdański         | Toruń Widzów: 2920 Sędzia: Marcin Kowalski, Maciej Kotulski, Damian Myszka |
| 22 listopada 201518:00 | Pkt:Cummings 21 Zb:Sulima 10 As:Gibson, Wiśniewski po 5 każdy | 76:55(21:15, 18:24, 19:14, 18:2) | Pkt:Hicks 13 Zb:Tiller 7 As:Hicks 5 | Toruń Widzów: 2920 Sędzia: Marcin Kowalski, Maciej Kotulski, Damian Myszka |

| 22 listopada 201518:00 | BM Slam Stal Ostrów Wielkopolski         | 72:81(22:19, 25:16, 10:24, 15:22) | Asseco Gdynia                                  | Kalisz Widzów: 2000 Sędzia: Grzegorz Ziemblicki, Dariusz Włodkowski, Łukasz Jankowski |
| 22 listopada 201518:00 | Pkt:Millage 17 Zb:Żurawski 6 As:Zębski 4 | 72:81(22:19, 25:16, 10:24, 15:22) | Pkt:Frasunkiewicz 23 Zb:Matczak 9 As:Matczak 7 | Kalisz Widzów: 2000 Sędzia: Grzegorz Ziemblicki, Dariusz Włodkowski, Łukasz Jankowski |

| 22 listopada 201520:00 | Anwil Włocławek                                                  | 82:74(22:17, 14:25, 25:16, 21:16) | WKS Śląsk Wrocław                                       | Włocławek Widzów: 3381 Sędzia: Janusz Calik, Tomasz Trojanowski, Jakub Pietrzak |
| 22 listopada 201520:00 | Pkt:Jelínek 28 Zb:Jelínek 9 As:Łączyński, Skibniewski po 5 każdy | 82:74(22:17, 14:25, 25:16, 21:16) | Pkt:trzech zawodników po 12 każdy Zb:Smith 8 As:Heath 6 | Włocławek Widzów: 3381 Sędzia: Janusz Calik, Tomasz Trojanowski, Jakub Pietrzak |

| 23 listopada 201520:35 | Polfarmex Kutno                         | 77:79(29:26, 13:17, 17:24, 18:12) | Energa Czarni Słupsk                           | Kutno Widzów: 1199 Sędzia: Piotr Pastusiak, Dariusz Lenczowski, Mariusz Nawrocki |
| 23 listopada 201520:35 | Pkt:Johnson 20 Zb:Fraser 17 As:Parker 9 | 77:79(29:26, 13:17, 17:24, 18:12) | Pkt:Blassingame 18 Zb:Davis 8 As:Blassingame 4 | Kutno Widzów: 1199 Sędzia: Piotr Pastusiak, Dariusz Lenczowski, Mariusz Nawrocki |

| 25 listopada 201518:00 | King Wilki Morskie Szczecin                      | 54:69(18:16, 10:15, 12:16, 14:22) | Anwil Włocławek                             | Szczecin Widzów: 1900 Sędzia: Marek Maliszewski, Robert Zieliński, Arnauld Kom Njilo |
| 25 listopada 201518:00 | Pkt:Nowakowski 16 Zb:Leończyk 11 As:Nowakowski 4 | 54:69(18:16, 10:15, 12:16, 14:22) | Pkt:Jelínek 13 Zb:Jelínek 10 As:Dmitrijew 5 | Szczecin Widzów: 1900 Sędzia: Marek Maliszewski, Robert Zieliński, Arnauld Kom Njilo |

| 13 stycznia 201518:30 | Trefl Sopot                            | 72:53(16:19, 17:17, 16:5, 23:12) | Siarka Tarnobrzeg                                       | Sopot Sędzia: Dariusz Zapolski, Arnauld Kom Njilo, Adrian Szczotka |
| 13 stycznia 201518:30 | Pkt:Majok 16 Zb:Majok 11 As:Dzierżak 4 | 72:53(16:19, 17:17, 16:5, 23:12) | Pkt:Bell 18 Zb:Robbins 9 As:Miller Młynarski po 2 każdy | Sopot Sędzia: Dariusz Zapolski, Arnauld Kom Njilo, Adrian Szczotka |

## 8 kolejka (25 listopada-3 grudnia)
| 25 listopada 201519:00 | MKS Dąbrowa Górnicza                                   | 76:67(17:13, 14:25, 23:13, 22:16) | Trefl Sopot                                                  | Dąbrowa Górnicza Widzów: 1180 Sędzia: Marcin Kowalski, Roman Putyra, Mariusz Adameczek |
| 25 listopada 201519:00 | Pkt:Dower 16 Zb:Broadus, Dower po 9 każdy As:Zmarlak 5 | 76:67(17:13, 14:25, 23:13, 22:16) | Pkt:Dutkiewicz 14 Zb:Dutkiewicz, Majok po 5 każdy As:Duren 7 | Dąbrowa Górnicza Widzów: 1180 Sędzia: Marcin Kowalski, Roman Putyra, Mariusz Adameczek |

| 27 listopada 201518:30 | PGE Turów Zgorzelec                     | 85:78(22:18, 30:25, 14:12, 19:23) | AZS Koszalin                       | Zgorzelec Widzów: 1137 Sędzia: Grzegorz Ziemblicki, Artur Fiedler, Radosław Szagun |
| 27 listopada 201518:30 | Pkt:Dillon 19 Zb:Dylewicz 9 As:Dillon 5 | 85:78(22:18, 30:25, 14:12, 19:23) | Pkt:James 31 Zb:Auda 12 As:James 5 | Zgorzelec Widzów: 1137 Sędzia: Grzegorz Ziemblicki, Artur Fiedler, Radosław Szagun |

| 28 listopada 201518:00 | Anwil Włocławek                                               | 84:69(19:18, 20:26, 24:12, 21:13) | Polpharma Starogard Gdański             | Włocławek Widzów: 2929 Sędzia: Michał Proc, Marcin Bieńkowski, Tomasz Tomaszewski |
| 28 listopada 201518:00 | Pkt:Jelínek 18 Zb:trzech zawodników po 5 każdy As:Łączyński 8 | 84:69(19:18, 20:26, 24:12, 21:13) | Pkt:Hicks 12 Zb:Mirković 9 As:Flieger 6 | Włocławek Widzów: 2929 Sędzia: Michał Proc, Marcin Bieńkowski, Tomasz Tomaszewski |

| 28 listopada 201518:00 | Rosa Radom                                             | 75:65(13:13, 21:21, 24:19, 17:12) | King Wilki Morskie Szczecin                                       | Radom Widzów: 700 Sędzia: Jakub Zamojski, Dariusz Włodkowski, Adrian Szczotka |
| 28 listopada 201518:00 | Pkt:Harris 19 Zb:Zajcew 11 As:Adams, Thomas po 2 każdy | 75:65(13:13, 21:21, 24:19, 17:12) | Pkt:Kikowski, Leończyk po 14 każdy Zb:Leończyk 12 As:Nowakowski 3 | Radom Widzów: 700 Sędzia: Jakub Zamojski, Dariusz Włodkowski, Adrian Szczotka |

| 29 listopada 201520:00 | Start Lublin                                                                       | 72:91(19:20, 18:23, 18:18, 17:30) | Energa Czarni Słupsk                                          | Lublin Widzów: 2000 Sędzia: Marcin Kowalski, Grzegorz Czajka, Jan Piróg |
| 29 listopada 201520:00 | Pkt:trzech zawodników po 13 każdy Zb:Czumakow 13 As:czterech zawodników po 2 każdy | 72:91(19:20, 18:23, 18:18, 17:30) | Pkt:Campbell 25 Zb:trzech zawodników po 5 każdy As:Campbell 3 | Lublin Widzów: 2000 Sędzia: Marcin Kowalski, Grzegorz Czajka, Jan Piróg |

| 30 listopada 201518:00 | Polski Cukier Toruń                           | 84:77(19:30, 17:14, 16:17, 32:16) | Siarka Tarnobrzeg                   | Toruń Widzów: 1908 Sędzia: Robert Mordal, Karol Nowak, Michał Chrakowiecki |
| 30 listopada 201518:00 | Pkt:Gibson 24 Zb:Kornijenko 7 As:Wiśniewski 6 | 84:77(19:30, 17:14, 16:17, 32:16) | Pkt:Bell 18 Zb:Robbins 11 As:Bell 5 | Toruń Widzów: 1908 Sędzia: Robert Mordal, Karol Nowak, Michał Chrakowiecki |

| 30 listopada 201519:00 | Stelmet BC Zielona Góra                                                | 81:68(17:19, 16:24, 23:9, 25:16) | Polfarmex Kutno                         | Zielona Góra Widzów: 3038 Sędzia: Janusz Calik, Wojciech Liszka, Łukasz Andrzejewski |
| 30 listopada 201519:00 | Pkt:Mat. Ponitka 18 Zb:Đurišić, Mat. Ponitka po 6 każdy As:Koszarek 10 | 81:68(17:19, 16:24, 23:9, 25:16) | Pkt:Wołoszyn 12 Zb:Fraser 9 As:Parker 8 | Zielona Góra Widzów: 3038 Sędzia: Janusz Calik, Wojciech Liszka, Łukasz Andrzejewski |

| 30 listopada 201520:35 | BM Slam Stal Ostrów Wielkopolski           | 87:82(16:18, 25:24, 22:20, 24:20) | WKS Śląsk Wrocław                                          | Kalisz Widzów: 1500 Sędzia: Piotr Pastusiak, Damian Ottenburger, Bartosz Puzoń |
| 30 listopada 201520:35 | Pkt:Millage 23 Zb:Wangmene 10 As:Ochońko 7 | 87:82(16:18, 25:24, 22:20, 24:20) | Pkt:Madden, Williams po 16 każdy Zb:Williams 8 As:Madden 7 | Kalisz Widzów: 1500 Sędzia: Piotr Pastusiak, Damian Ottenburger, Bartosz Puzoń |

| 3 grudnia 201519:00 | Asseco Gdynia                             | 62:65(19:19, 10:14, 17:16, 16:16) | MKS Dąbrowa Górnicza                                      | Gdynia Widzów: 1636 Sędzia: Artur Fiedler, Marcin Koralewski, Tomasz Tomaszewski |
| 3 grudnia 201519:00 | Pkt:Hickey 24 Zb:Parzeński 12 As:Hickey 4 | 62:65(19:19, 10:14, 17:16, 16:16) | Pkt:Broadus, Dower po 13 każdy Zb:Williams 12 As:Pamuła 5 | Gdynia Widzów: 1636 Sędzia: Artur Fiedler, Marcin Koralewski, Tomasz Tomaszewski |

## 9 kolejka (5 grudnia-7 grudnia; 23 grudnia )
| 5 grudnia 201515:00 | Trefl Sopot                                                                | 61:48(17:13, 18:9, 18:14, 8:12) | Polfarmex Kutno                        | Sopot Sędzia: Marek Maliszewski, Marcin Bieńkowski, Karol Nowak |
| 5 grudnia 201515:00 | Pkt:Bilinovac, Duren po 12 każdy Zb:Majok, Stefański po 7 każdy As:Duren 4 | 61:48(17:13, 18:9, 18:14, 8:12) | Pkt:Fraser 21 Zb:Fraser 12 As:Parker 2 | Sopot Sędzia: Marek Maliszewski, Marcin Bieńkowski, Karol Nowak |

| 5 grudnia 201518:00 | Polpharma Starogard Gdański             | 54:65(12:20, 13:17, 13:17, 16:11) | Rosa Radom                                             | Starogard Gdański Sędzia: Marcin Kowalski, Roman Putyra, Adrian Szczotka |
| 5 grudnia 201518:00 | Pkt:Flieger 13 Zb:Kinloch 9 As:Tiller 4 | 54:65(12:20, 13:17, 13:17, 16:11) | Pkt:Harris 18 Zb:Adams, Zajcew po 11 każdy As:Thomas 8 | Starogard Gdański Sędzia: Marcin Kowalski, Roman Putyra, Adrian Szczotka |

| 5 grudnia 201518:00 | Siarka Tarnobrzeg                   | 85:73(18:19, 32:18, 24:19, 11:17) | Start Lublin                                               | Tarnobrzeg Sędzia: Marek Ćmikiewicz, Dariusz Lenczowski, Tomasz Trojanowski |
| 5 grudnia 201518:00 | Pkt:Wall 19 Zb:Robbins 10 As:Wall 6 | 85:73(18:19, 32:18, 24:19, 11:17) | Pkt:Czumakow 15 Zb:Czumakow, Poole po 7 każdy As:Kellogg 4 | Tarnobrzeg Sędzia: Marek Ćmikiewicz, Dariusz Lenczowski, Tomasz Trojanowski |

| 6 grudnia 201516:00 | King Wilki Morskie Szczecin                                  | 82:65(20:19, 28:17, 19:16, 15:13) | BM Slam Stal Ostrów Wielkopolski                                                | Szczecin Sędzia: Dariusz Zapolski, Łukasz Andrzejewski, Bartosz Puzoń |
| 6 grudnia 201516:00 | Pkt:Gaines 18 Zb:Gaines, Nowakowski po 6 każdy As:Kikowski 6 | 82:65(20:19, 28:17, 19:16, 15:13) | Pkt:Millage 17 Zb:Delaney, Millage po 6 każdy As:czterech zawodników po 2 każdy | Szczecin Sędzia: Dariusz Zapolski, Łukasz Andrzejewski, Bartosz Puzoń |

| 6 grudnia 201518:30 | AZS Koszalin                          | 87:75(30:24, 15:16, 17:21, 25:14) | MKS Dąbrowa Górnicza                                      | Koszalin Sędzia: Tomasz Trawicki, Adam Wierzman, Michał Sosin |
| 6 grudnia 201518:30 | Pkt:Austin 16 Zb:Auda 13 As:Walton 10 | 87:75(30:24, 15:16, 17:21, 25:14) | Pkt:Broadus 21 Zb:Dower 10 As:Broadus, Dziemba po 4 każdy | Koszalin Sędzia: Tomasz Trawicki, Adam Wierzman, Michał Sosin |

| 6 grudnia 201520:00 | Energa Czarni Słupsk                          | 77:71(21:22, 13:18, 27:13, 16:18) | Anwil Włocławek                              | Słupsk Sędzia: Grzegorz Ziemblicki, Dariusz Włodkowski, Damian Ottenburger |
| 6 grudnia 201520:00 | Pkt:Campbell 20 Zb:Mokros 10 As:Blassingame 9 | 77:71(21:22, 13:18, 27:13, 16:18) | Pkt:Jelínek 21 Zb:Jelínek 8 As:Skibniewski 4 | Słupsk Sędzia: Grzegorz Ziemblicki, Dariusz Włodkowski, Damian Ottenburger |

| 7 grudnia 201519:00 | Stelmet BC Zielona Góra                                                | 83:78(23:18, 17:16, 20:24, 23:20) | Polski Cukier Toruń                                               | Zielona Góra Sędzia: Piotr Pastusiak, Paweł Białas, Sławomir Moszakowski |
| 7 grudnia 201519:00 | Pkt:Mat. Ponitka 16 Zb:Mat. Ponitka 8 As:Bost, Mat. Ponitka po 6 każdy | 83:78(23:18, 17:16, 20:24, 23:20) | Pkt:Kornijenko 25 Zb:Kornijenko 12 As:trzech zawodnikó po 5 każdy | Zielona Góra Sędzia: Piotr Pastusiak, Paweł Białas, Sławomir Moszakowski |

| 7 grudnia 201520:35 | WKS Śląsk Wrocław                          | 72:85(15:21, 22:17, 17:17, 18:30) | PGE Turów Zgorzelec                      | Wrocław Sędzia: Janusz Calik, Tomasz Trawicki, Tomasz Trybalski |
| 7 grudnia 201520:35 | Pkt:Williams 23 Zb:Williams 10 As:Madden 6 | 72:85(15:21, 22:17, 17:17, 18:30) | Pkt:Dillon 26 Zb:Krestinin 7 As:Dillon 5 | Wrocław Sędzia: Janusz Calik, Tomasz Trawicki, Tomasz Trybalski |

| 23 grudnia 201519:00 | Stelmet BC Zielona Góra                                      | 100:57(15:16, 33:10, 30:14, 22:17) | Asseco Gdynia                                                                         | Zielona Góra Sędzia: Piotr Pastusiak, Dariusz Zapolski, Jakub Pietrzak |
| 23 grudnia 201519:00 | Pkt:Zamojski 15 Zb:Đurišić 7 As:trzech zawodników po 3 każdy | 100:57(15:16, 33:10, 30:14, 22:17) | Pkt:Matczak, Szczotka po 10 każdy Zb:Parzeński 10 As:Morozow, Żołnierewicz po 3 każdy | Zielona Góra Sędzia: Piotr Pastusiak, Dariusz Zapolski, Jakub Pietrzak |

## 10. kolejka (10–14 grudnia)
| 10 grudnia 201518:30 | PGE Turów Zgorzelec                     | 68:70(15:14, 19:20, 13:20, 21:16) | Polfarmex Kutno                           | PGE Turów Arena, Zgorzelec Widzów: brak danych Sędzia: Michał Proc, Marcin Bieńkowski, Michał Chrakowiecki |
| 10 grudnia 201518:30 | Pkt:Dillon 23 Zb:Dylewicz 7 As:Dillon 4 | 68:70(15:14, 19:20, 13:20, 21:16) | Pkt:Zyskowski 12 Zb:Fraser 10 As:Parker 4 | PGE Turów Arena, Zgorzelec Widzów: brak danych Sędzia: Michał Proc, Marcin Bieńkowski, Michał Chrakowiecki |

| 11 grudnia 201518:00 | Polski Cukier Toruń                           | 82:69(23:19, 20:19, 17:17, 22:14) | Trefl Sopot                             | Arena Toruń, Toruń Widzów: brak danych Sędzia: Grzegorz Ziemblicki, Mariusz Nawrocki, Jan Piróg |
| 11 grudnia 201518:00 | Pkt:Gibson 22 Zb:Kornijenko 8 As:Wiśniewski 6 | 82:69(23:19, 20:19, 17:17, 22:14) | Pkt:Duren 20 Zb:Majok 10 As:Bilinovac 3 | Arena Toruń, Toruń Widzów: brak danych Sędzia: Grzegorz Ziemblicki, Mariusz Nawrocki, Jan Piróg |

| 11 grudnia 201520:30 | WKS Śląsk Wrocław                                          | 71:89(21:23, 14:16, 17:26, 19:24) | MKS Dąbrowa Górnicza                       | Wrocław Widzów: 1489 Sędzia: Michał Proc, Marcin Bieńkowski, Arnauld Kom Njilo |
| 11 grudnia 201520:30 | Pkt:Williams 20 Zb:trzech zawodnikó po 3 każdy As:N. Kulon | 71:89(21:23, 14:16, 17:26, 19:24) | Pkt:Broadus 23 Zb:Szymański 8 As:Broadus 5 | Wrocław Widzów: 1489 Sędzia: Michał Proc, Marcin Bieńkowski, Arnauld Kom Njilo |

| 12 grudnia 201518:00 | Anwil Włocławek                                               | 86:81(27:17, 22:19, 16:21, 21:24) | Siarka Tarnobrzeg                      | Hala Mistrzów, Włocławek Widzów: 3245 Sędzia: Tomasz Trawicki, Marcin Koralewski, Bartosz Puzoń |
| 12 grudnia 201518:00 | Pkt:Jelínek 22 Zb:Bristol, Stelmach po 7 każdy As:Łączyński 3 | 86:81(27:17, 22:19, 16:21, 21:24) | Pkt:Robbins 22 Zb:Patoka 6 As:Patoka 6 | Hala Mistrzów, Włocławek Widzów: 3245 Sędzia: Tomasz Trawicki, Marcin Koralewski, Bartosz Puzoń |

| 12 grudnia 201518:00 | BM Slam Stal Ostrów Wielkopolski                          | 75:67(12:14, 19:19, 23:14, 21:20) | Polpharma Starogard Gdański                                 | Arena Kalisz, Kalisz Widzów: 1300 Sędzia: Jakub Zamojski, Paweł Białas, Jakub Pietrzak |
| 12 grudnia 201518:00 | Pkt:Sroka 15 Zb:trzech zawodników po 5 każdy As:Millage 4 | 75:67(12:14, 19:19, 23:14, 21:20) | Pkt:Flieger, Kinloch po 15 każdy Zb:Kinloch 12 As:Flieger 4 | Arena Kalisz, Kalisz Widzów: 1300 Sędzia: Jakub Zamojski, Paweł Białas, Jakub Pietrzak |

| 13 grudnia 201518:00 | Start Lublin                                                  | 82:78(20:13, 13:30, 20:13, 29:22) | Stelmet BC Zielona Góra                                 | Hala MOSiR, Lublin Widzów: 2500 Sędzia: Janusz Calik, Maciej Kotulski, Michał Sosin |
| 13 grudnia 201518:00 | Pkt:Czumakow, Trojan po 16 każdy Zb:Salamonik 10 As:Małecki 5 | 82:78(20:13, 13:30, 20:13, 29:22) | Pkt:Bost 21 Zb:Hrycaniuk 6 As:Bost, Koszarek po 3 każdy | Hala MOSiR, Lublin Widzów: 2500 Sędzia: Janusz Calik, Maciej Kotulski, Michał Sosin |

| 13 grudnia 201518:00 | PGE Turów Zgorzelec                       | 84:86(16:21, 20:20, 27:18, 21:27) | King Wilki Morskie Szczecin                 | PGE Turów Arena, Zgorzelec Widzów: 1179 Sędzia: Marek Ćmikiewicz, Dariusz Włodkowski, Łukasz Jankowski |
| 13 grudnia 201518:00 | Pkt:Dylewicz 17 Zb:Dylewicz 8 As:Dillon 5 | 84:86(16:21, 20:20, 27:18, 21:27) | Pkt:Kikowski 17 Zb:Leończyk 8 As:Kikowski 4 | PGE Turów Arena, Zgorzelec Widzów: 1179 Sędzia: Marek Ćmikiewicz, Dariusz Włodkowski, Łukasz Jankowski |

| 13 grudnia 201520:00 | Rosa Radom                                                                   | 79:60(21:16, 17:16, 14:16, 27:12) | Energa Czarni Słupsk                                         | Hala sportowa MOSiR, Radom Widzów: brak danych Sędzia: Tomasz Trawicki, Wojciech Liszka, Robert Zieliński |
| 13 grudnia 201520:00 | Pkt:Harris, Thomas po 19 każdy Zb:Thomas 11 As:Sokołowski, Thomas po 2 każdy | 79:60(21:16, 17:16, 14:16, 27:12) | Pkt:Campbell, Mbodj po 16 każdy Zb:Mbodj 11 As:Blassingame 7 | Hala sportowa MOSiR, Radom Widzów: brak danych Sędzia: Tomasz Trawicki, Wojciech Liszka, Robert Zieliński |

| 14 grudnia 201520:35 | Asseco Gdynia                                                                | 71:63(20:15, 19:17, 15:9, 17:22) | AZS Koszalin                        | Gdynia Arena, Gdynia Widzów: 1574 Sędzia: Marcin Kowalski, Dariusz Lenczowski, Tomasz Trojanowski |
| 14 grudnia 201520:35 | Pkt:Żołnierewicz 16 Zb:Parzeński, Żołnierewicz po 8 każdy As:Frasunkiewicz 3 | 71:63(20:15, 19:17, 15:9, 17:22) | Pkt:James 31 Zb:James 9 As:Walton 5 | Gdynia Arena, Gdynia Widzów: 1574 Sędzia: Marcin Kowalski, Dariusz Lenczowski, Tomasz Trojanowski |

## 11. kolejka (17–21 grudnia)
| 17 grudnia 201519:00 | Siarka Tarnobrzeg                          | 73:81(13:16, 22:18, 14:28, 24:19) | AZS Koszalin                                          | Hala MOSiR „Wisła” im. Alfreda Freyera, Tarnobrzeg Widzów: brak danych Sędzia: Michał Proc, Adam Wierzman, Tomasz Trybalski |
| 17 grudnia 201519:00 | Pkt:Robbins 20 Zb:Robbins 9 As:E. Harris 5 | 73:81(13:16, 22:18, 14:28, 24:19) | Pkt:James 23 Zb:Auda, Łukasiak po 7 każdy As:Walton 5 | Hala MOSiR „Wisła” im. Alfreda Freyera, Tarnobrzeg Widzów: brak danych Sędzia: Michał Proc, Adam Wierzman, Tomasz Trybalski |

| 19 grudnia 201517:30 | Polfarmex Kutno                         | 67:74(18:14, 16:21, 19:17, 14:22) | Polski Cukier Toruń                           | Hala Sportowa SP nr 9, Kutno Widzów: brak danych Sędzia: Tomasz Trawicki, Marcin Bieńkowski, Tomasz Tomaszewski |
| 19 grudnia 201517:30 | Pkt:Parker 14 Zb:Johnson 14 As:Parker 7 | 67:74(18:14, 16:21, 19:17, 14:22) | Pkt:Kornijenko 20 Zb:Kornijenko 7 As:Gibson 8 | Hala Sportowa SP nr 9, Kutno Widzów: brak danych Sędzia: Tomasz Trawicki, Marcin Bieńkowski, Tomasz Tomaszewski |

| 19 grudnia 201518:00 | KING Wilki Morskie Szczecin                                               | 71:69(19:15, 22:15, 13:17, 17:22) | MKS Dąbrowa Górnicza                  | Arena Szczecin, Szczecin Widzów: 2289 Sędzia: Grzegorz Ziemblicki, Dariusz Szczerba, Sławomir Moszakowski |
| 19 grudnia 201518:00 | Pkt:Kikowski 18 Zb:Nikolić 11 As:Kikowski, Lucious, Nowakowski po 2 każdy | 71:69(19:15, 22:15, 13:17, 17:22) | Pkt:Broadus 18 Zb:Dower 6 As:Pamuła 4 | Arena Szczecin, Szczecin Widzów: 2289 Sędzia: Grzegorz Ziemblicki, Dariusz Szczerba, Sławomir Moszakowski |

| 19 grudnia 201518:00 | Polpharma Starogard Gdański                | 74:81(15:5, 19:21, 21:26, 19:29) | PGE Turów Zgorzelec                     | Miejska Hala Sportowa im. Andrzeja Grubby, Starogard Gdański Widzów: 1652 Sędzia: Dariusz Zapolski, Dariusz Lenczowski, Tomasz Trojanowski |
| 19 grudnia 201518:00 | Pkt:Mirković 19 Zb:Kinloch 13 As:Flieger 6 | 74:81(15:5, 19:21, 21:26, 19:29) | Pkt:Tatum 20 Zb:Dylewicz 14 As:Dillon 6 | Miejska Hala Sportowa im. Andrzeja Grubby, Starogard Gdański Widzów: 1652 Sędzia: Dariusz Zapolski, Dariusz Lenczowski, Tomasz Trojanowski |

| 19 grudnia 201518:00 | Energa Czarni Słupsk                             | 83:77(30:16, 19:22, 17:20, 17:19) | BM Slam Stal Ostrów Wielkopolski         | Hala Gryfia, Słupsk Widzów: 2015 Sędzia: Piotr Pastusiak, Maciej Kotulski, Mariusz Adameczek |
| 19 grudnia 201518:00 | Pkt:Blassingame 21 Zb:Mokros 13 As:Blassingame 8 | 83:77(30:16, 19:22, 17:20, 17:19) | Pkt:Millage 26 Zb:Nikołow 7 As:Millage 4 | Hala Gryfia, Słupsk Widzów: 2015 Sędzia: Piotr Pastusiak, Maciej Kotulski, Mariusz Adameczek |

| 19 grudnia 201518:00 | Trefl Sopot                              | 72:66(16:22, 19:22, 20:9, 17:13) | Start Lublin                               | Hala Stulecia, Sopot Widzów: brak danych Sędzia: Artur Fiedler, Marcin Koralewski, Cezary Nowicki |
| 19 grudnia 201518:00 | Pkt:Śmigielski 19 Zb:Majok 11 As:Duren 7 | 72:66(16:22, 19:22, 20:9, 17:13) | Pkt:Salamonik 18 Zb:Trojan 10 As:Kellogg 5 | Hala Stulecia, Sopot Widzów: brak danych Sędzia: Artur Fiedler, Marcin Koralewski, Cezary Nowicki |

| 20 grudnia 201518:00 | Siarka Tarnobrzeg                    | 73:86(15:12, 16:27, 18:23, 24:24) | Rosa Radom                                                    | Hala MOSiR „Wisła” im. Alfreda Freyera, Tarnobrzeg Widzów: brak danych Sędzia: Marcin Kowalski, Mariusz Nawrocki, Jan Piróg |
| 20 grudnia 201518:00 | Pkt:Bell 27 Zb:Robbins 9 As:Patoka 4 | 73:86(15:12, 16:27, 18:23, 24:24) | Pkt:Sokołowski 23 Zb:Witka 6 As:Thomas, Sokołowski po 4 każdy | Hala MOSiR „Wisła” im. Alfreda Freyera, Tarnobrzeg Widzów: brak danych Sędzia: Marcin Kowalski, Mariusz Nawrocki, Jan Piróg |

| 20 grudnia 201520:00 | Stelmet BC Zielona Góra                     | 91:64(24:17, 32:15, 20:15, 13:17) | Anwil Włocławek                                                               | Hala MOSiR, Zielona Góra Widzów: 3203 Sędzia: Jakub Zamojski, Michał Proc, Łukasz Andrzejewski |
| 20 grudnia 201520:00 | Pkt:Zamojski 16 Zb:Zamojski 7 As:Koszarek 8 | 91:64(24:17, 32:15, 20:15, 13:17) | Pkt:Oguchi 19 Zb:Stelmach, Oguchi po 5 każdy As:Łączyński, Jelínek po 3 każdy | Hala MOSiR, Zielona Góra Widzów: 3203 Sędzia: Jakub Zamojski, Michał Proc, Łukasz Andrzejewski |

| 21 grudnia 201520:35 | WKS Śląsk Wrocław                             | 60:82(15:19, 13:17, 18:25, 14:21) | Asseco Gdynia                                         | Hala Orbita, Wrocław Widzów: 1898 Sędzia: Marek Maliszewski, Michał Chrakowiecki, Łukasz Jankowski |
| 21 grudnia 201520:35 | Pkt:Williams 22 Zb:Williams 12 As:Kowałenko 3 | 60:82(15:19, 13:17, 18:25, 14:21) | Pkt:Parzeński 15 Zb:Żołnierewicz 8 As:Frasunkiewicz 7 | Hala Orbita, Wrocław Widzów: 1898 Sędzia: Marek Maliszewski, Michał Chrakowiecki, Łukasz Jankowski |

## 12. kolejka (23–28 grudnia, 27 stycznia)
| 23 grudnia 201518:00 | Polfarmex Kutno                            | 67:58(17:14, 11:17, 19:19, 20:8) | Start Lublin                                                 | Hala Sportowa SP nr 9, Kutno Widzów: brak danych Sędzia: Michał Proc, Robert Zieliński, Damian Ottenburger |
| 23 grudnia 201518:00 | Pkt:Parker 13 Zb:Johnson 8 As:Grochowski 9 | 67:58(17:14, 11:17, 19:19, 20:8) | Pkt:Poole 12 Zb:Salamonik, Trojan po 6 każdy As:Grzeliński 4 | Hala Sportowa SP nr 9, Kutno Widzów: brak danych Sędzia: Michał Proc, Robert Zieliński, Damian Ottenburger |

| 23 grudnia 201519:00 | MKS Dąbrowa Górnicza                                       | 74:57(24:11, 19:24, 16:12, 15:10) | Polpharma Starogard Gdański               | Hala Widowiskowo-Sportowa Centrum, Dąbrowa Górnicza Widzów: 1430 Sędzia: Marek Ćmikiewicz, Grzegorz Czajka, Karol Nowak |
| 23 grudnia 201519:00 | Pkt:Pamuła 25 Zb:Dower 11 As:Broadus, Szymański po 5 każdy | 74:57(24:11, 19:24, 16:12, 15:10) | Pkt:Mirković 13 Zb:Kinloch 8 As:Flieger 7 | Hala Widowiskowo-Sportowa Centrum, Dąbrowa Górnicza Widzów: 1430 Sędzia: Marek Ćmikiewicz, Grzegorz Czajka, Karol Nowak |

| 23 grudnia 201519:00 | BM Slam Stal Ostrów Wielkopolski                           | 64:75(14:8, 12:19, 23:21, 15:27) | Polski Cukier Toruń                       | Kalisz Arena, Kalisz Widzów: 1500 Sędzia: Grzegorz Ziemblicki, Robert Mordal, Michał Sosin |
| 23 grudnia 201519:00 | Pkt:Nikołow 14 Zb:Millage, Delaney po 6 każdy As:Millage 6 | 64:75(14:8, 12:19, 23:21, 15:27) | Pkt:Gibson 21 Zb:Kornijenko 9 As:Gibson 5 | Kalisz Arena, Kalisz Widzów: 1500 Sędzia: Grzegorz Ziemblicki, Robert Mordal, Michał Sosin |

| 26 grudnia 201518:00 | Rosa Radom                                | 88:86 (pd.)(28:18, 16:22, 11:12, 20:23, dogr. 13:11) | Stelmet BC Zielona Góra               | Hala sportowa MOSiR, Radom Widzów: brak danych Sędzia: Marek Maliszewski, Dariusz Lenczowski, Marcin Bieńkowski |
| 26 grudnia 201518:00 | Pkt:Sokołowski 22 Zb:Harris 8 As:Harris 8 | 88:86 (pd.)(28:18, 16:22, 11:12, 20:23, dogr. 13:11) | Pkt:Bost 17 Zb:Moldoveanu 9 As:Bost 5 | Hala sportowa MOSiR, Radom Widzów: brak danych Sędzia: Marek Maliszewski, Dariusz Lenczowski, Marcin Bieńkowski |

| 27 grudnia 201516:00 | Anwil Włocławek                                               | 76:60(16:7, 21:19, 20:16, 19:18) | Trefl Sopot                              | Hala Mistrzów, Włocławek Widzów: 3245 Sędzia: Tomasz Trawicki, Marcin Koralewski, Bartosz Puzoń |
| 27 grudnia 201516:00 | Pkt:Jelínek 22 Zb:Stelmach, Bristol po 7 każdy As:Łączyński 3 | 76:60(16:7, 21:19, 20:16, 19:18) | Pkt:Robbins 22 Zb:Robbins 12 As:Patoka 6 | Hala Mistrzów, Włocławek Widzów: 3245 Sędzia: Tomasz Trawicki, Marcin Koralewski, Bartosz Puzoń |

| 27 grudnia 201518:00 | BM Slam Stal Ostrów Wielkopolski            | 71:67(20:10, 14:12, 23:18, 14:27) | Siarka Tarnobrzeg                         | Kalisz Arena, Kalisz Widzów: 1700 Sędzia: Artur Fiedler, Mariusz Nawrocki, Karol Nowak |
| 27 grudnia 201518:00 | Pkt:Wangmene 18 Zb:Wangmene 12 As:Millage 4 | 71:67(20:10, 14:12, 23:18, 14:27) | Pkt:Zalewski 18 Zb:Patoka 9 As:Zalewski 3 | Kalisz Arena, Kalisz Widzów: 1700 Sędzia: Artur Fiedler, Mariusz Nawrocki, Karol Nowak |

| 27 grudnia 201520:00 | Asseco Gdynia                                                | 71:65(16:13, 13:19, 21:16, 21:17) | KING Wilki Morskie Szczecin                             | Gdynia Arena, Gdynia Widzów: brak danych Sędzia: Dariusz Zapolski, Tomasz Tomaszewski, Bartosz Puzoń |
| 27 grudnia 201520:00 | Pkt:Hickey 23 Zb:Hickey, Parzeński po 6 każdy As:Kowalczyk 4 | 71:65(16:13, 13:19, 21:16, 21:17) | Pkt:Kikowski 15 Zb:Brown, Nikolić po 8 każdy As:Brown 3 | Gdynia Arena, Gdynia Widzów: brak danych Sędzia: Dariusz Zapolski, Tomasz Tomaszewski, Bartosz Puzoń |

| 28 grudnia 201518:00 | AZS Koszalin                            | 64:59(10:13, 20:14, 19:18, 15:14) | WKS Śląsk Wrocław                                 | Hala Widowiskowo-Sportowa, Koszalin Widzów: brak danych Sędzia: Tomasz Trawicki, Robert Zieliński, Arnauld Kom Njilo |
| 28 grudnia 201518:00 | Pkt:Witliński 14 Zb:James 8 As:Walton 6 | 64:59(10:13, 20:14, 19:18, 15:14) | Pkt:Jarmakowicz 14 Zb:Jarmakowicz 7 As:N. Kulon 7 | Hala Widowiskowo-Sportowa, Koszalin Widzów: brak danych Sędzia: Tomasz Trawicki, Robert Zieliński, Arnauld Kom Njilo |

| 27 stycznia 201618:30 | PGE Turów Zgorzelec                      | 83:81(25:28, 13:18, 24:16, 21:19) | Energa Czarni Słupsk                        | PGE Turów Arena, Zgorzelec Widzów: brak danych Sędzia: Dariusz Włodkowski, Łukasz Andrzejewski, Bartosz Puzoń |
| 27 stycznia 201618:30 | Pkt:Dillon 31 Zb:Dylewicz 14 As:Dillon 7 | 83:81(25:28, 13:18, 24:16, 21:19) | Pkt:Mbodj 16 Zb:Jackson 12 As:Blassingame 5 | PGE Turów Arena, Zgorzelec Widzów: brak danych Sędzia: Dariusz Włodkowski, Łukasz Andrzejewski, Bartosz Puzoń |

## 13. kolejka (30 grudnia, 3 lutego, 12 lutego, 19 kwietnia, 21 kwietnia)
| 30 grudnia 201518:00 | Polpharma Starogard Gdański           | 76:46(17:16, 21:9, 16:10, 22:11) | Asseco Gdynia                                                | Miejska Hala Sportowa im. Andrzeja Grubby, Starogard Gdański Widzów: brak danych Sędzia: Piotr Pastusiak, Maciej Kotulski, Tomasz Trybalski |
| 30 grudnia 201518:00 | Pkt:Dee 18 Zb:Kinloch 7 As:Mirković 4 | 76:46(17:16, 21:9, 16:10, 22:11) | Pkt:Hickey 10 Zb:Parzeński 8 As:trzech zawodników po 2 każdy | Miejska Hala Sportowa im. Andrzeja Grubby, Starogard Gdański Widzów: brak danych Sędzia: Piotr Pastusiak, Maciej Kotulski, Tomasz Trybalski |

| 30 grudnia 201518:00 | Polski Cukier Toruń                        | 88:63(17:15, 22:14, 24:22, 15:12) | Start Lublin                                                                          | Arena Toruń, Toruń Widzów: brak danych Sędzia: Marek Maliszewski, Grzegorz Czajka, Damian Myszka |
| 30 grudnia 201518:00 | Pkt:Gibson 14 Zb:Kornijenko 11 As:Gibson 7 | 88:63(17:15, 22:14, 24:22, 15:12) | Pkt:Grzeliński 20 Zb:Grzeliński, Salamonik po 7 każdy As:trzech zawodników po 5 każdy | Arena Toruń, Toruń Widzów: brak danych Sędzia: Marek Maliszewski, Grzegorz Czajka, Damian Myszka |

| 30 grudnia 201518:30 | Trefl Sopot                                                | 61:67(16:12, 15:17, 17:23, 13:15) | Rosa Radom                                            | Hala Stulecia, Sopot Widzów: 1238 Sędzia: Marek Ćmikiewicz, Paweł Białas, Jakub Pietrzak |
| 30 grudnia 201518:30 | Pkt:Majok 16 Zb:Majok 10 As:czterech zawodników po 2 każdy | 61:67(16:12, 15:17, 17:23, 13:15) | Pkt:Witka 16 Zb:Zajcew 7 As:Thomas, Harris po 2 każdy | Hala Stulecia, Sopot Widzów: 1238 Sędzia: Marek Ćmikiewicz, Paweł Białas, Jakub Pietrzak |

| 30 grudnia 201519:00 | Energa Czarni Słupsk                              | 65:72(14:18, 11:18, 21:13, 19:23) | MKS Dąbrowa Górnicza                                     | Hala Gryfia, Słupsk Widzów: 2201 Sędzia: Dariusz Zapolski, Marcin Koralewski, Cezary Nowicki |
| 30 grudnia 201519:00 | Pkt:Blassingame 12 Zb:Campbell 8 As:Blassingame 8 | 65:72(14:18, 11:18, 21:13, 19:23) | Pkt:Broadus 20 Zb:Pamuła 9 As:Pamuła, Broadus po 4 każdy | Hala Gryfia, Słupsk Widzów: 2201 Sędzia: Dariusz Zapolski, Marcin Koralewski, Cezary Nowicki |

| 30 grudnia 201520:35 | Polfarmex Kutno                                          | 54:58(8:10, 10:9, 14:19, 22:20) | Anwil Włocławek                            | Hala Sportowa SP nr 9, Kutno Widzów: brak danych Sędzia: Grzegorz Ziemblicki, Roman Putyra, Radosław Szagun |
| 30 grudnia 201520:35 | Pkt:Fraser, Parker po 11 każdy Zb:Johnson 16 As:Parker 6 | 54:58(8:10, 10:9, 14:19, 22:20) | Pkt:Jelínek 20 Zb:Bristol 7 As:Łączyński 2 | Hala Sportowa SP nr 9, Kutno Widzów: brak danych Sędzia: Grzegorz Ziemblicki, Roman Putyra, Radosław Szagun |

| 3 lutego 201619:00 | AZS Koszalin                      | 93:86(24:17, 24:30, 26:24, 19:15) | KING Wilki Morskie Szczecin               | Hala Widowiskowo-Sportowa, Koszalin Widzów: brak danych Sędzia: Dariusz Włodkowski, Paweł Białas, Łukasz Andrzejewski |
| 3 lutego 201619:00 | Pkt:Hannah 24 Zb:Auda 8 As:Auda 7 | 93:86(24:17, 24:30, 26:24, 19:15) | Pkt:Kikowski 17 Zb:Gaines 6 As:Robinson 7 | Hala Widowiskowo-Sportowa, Koszalin Widzów: brak danych Sędzia: Dariusz Włodkowski, Paweł Białas, Łukasz Andrzejewski |

| 20 lutego 201618:00 | Siarka Tarnobrzeg                                            | 80:94(30:18, 20:23, 13:29, 17:24) | PGE Turów Zgorzelec                            | Hala MOSiR „Wisła” im. Alfreda Freyera, Tarnobrzeg Widzów: brak danych Sędzia: Piotr Pastusiak, Mariusz Adameczek, Adrian Szczotka |
| 20 lutego 201618:00 | Pkt:Zalewski, Udofia po 20 każdy Zb:Robbins 12 As:Zalewski 7 | 80:94(30:18, 20:23, 13:29, 17:24) | Pkt:Archibeque 22 Zb:Archibeque 12 As:Dillon 7 | Hala MOSiR „Wisła” im. Alfreda Freyera, Tarnobrzeg Widzów: brak danych Sędzia: Piotr Pastusiak, Mariusz Adameczek, Adrian Szczotka |

| 19 kwietnia 201619:00 | Energa Czarni Słupsk                       | 89:71(22:20, 23:20, 22:22, 22:9) | WKS Śląsk Wrocław                            | Hala Gryfia, Słupsk Sędzia: Michał Proc, Marcin Bieńkowski, Łukasz Andrzejewski |
| 19 kwietnia 201619:00 | Pkt:Mbodj 18 Zb:Jackson 9 As:Blassingame 6 | 89:71(22:20, 23:20, 22:22, 22:9) | Pkt:Kowałenko 21 Zb:Kowałenko 12 As:N. Kulon | Hala Gryfia, Słupsk Sędzia: Michał Proc, Marcin Bieńkowski, Łukasz Andrzejewski |

| 21 kwietnia 201619:00 | Stelmet BC Zielona Góra                             | 84:63(22:12, 21:15, 23:21, 18:15) | BM Slam Stal Ostrów Wielkopolski         | Hala MOSiR, Zielona Góra |
| 21 kwietnia 201619:00 | Pkt:Zamojski 21 Zb:Mat. Ponitka 8 As:Mat. Ponitka 7 | 84:63(22:12, 21:15, 23:21, 18:15) | Pkt:Wangmene 14 Zb:Zębski 9 As:Ochońko 8 | Hala MOSiR, Zielona Góra |

## 14. kolejka (2–4 stycznia, 9 lutego)
| 2 stycznia 201618:00 | PGE Turów Zgorzelec                      | 92:95(18:18, 30:26, 32:24, 22:27) | Stelmet BC Zielona Góra                         | PGE Turów Arena, Zgorzelec Widzów: brak danych Sędzia: Piotr Pastusiak, Robert Mordal, Paweł Białas |
| 2 stycznia 201618:00 | Pkt:Karolak 25 Zb:Dylewicz 9 As:Dillon 6 | 92:95(18:18, 30:26, 32:24, 22:27) | Pkt:Koszarek 19 Zb:Moldoveanu 6 As:Moldoveanu 4 | PGE Turów Arena, Zgorzelec Widzów: brak danych Sędzia: Piotr Pastusiak, Robert Mordal, Paweł Białas |

| 3 stycznia 201618:00 | Rosa Radom                                     | 79:71(20:9, 15:20, 17:23, 27:19) | Polfarmex Kutno                            | Hala sportowa MOSiR, Radom Widzów: 1000 Sędzia: Marcin Kowalski, Mariusz Nawrocki, Karol Nowak |
| 3 stycznia 201618:00 | Pkt:Sokołowski 28 Zb:Szymkiewicz 7 As:Thomas 4 | 79:71(20:9, 15:20, 17:23, 27:19) | Pkt:Parker 18 Zb:Fraser 10 As:Grochowski 5 | Hala sportowa MOSiR, Radom Widzów: 1000 Sędzia: Marcin Kowalski, Mariusz Nawrocki, Karol Nowak |

| 3 stycznia 201618:00 | BM Slam Stal Ostrów Wielkopolski           | 70:64(15:22, 15:9, 19:16, 21:17) | Trefl Sopot                                            | Arena Kalisz, Kalisz Widzów: 1134 Sędzia: Marek Ćmikiewicz, Maciej Kotulski, Grzegorz Czajka |
| 3 stycznia 201618:00 | Pkt:Millage 16 Zb:Millage 10 As:Suliński 4 | 70:64(15:22, 15:9, 19:16, 21:17) | Pkt:Duren 17 Zb:Majok 11 As:Dzierżak, Duren po 2 każdy | Arena Kalisz, Kalisz Widzów: 1134 Sędzia: Marek Ćmikiewicz, Maciej Kotulski, Grzegorz Czajka |

| 2 stycznia 201618:00 | MKS Dąbrowa Górnicza                                                          | 75:51(17:15, 18:12, 16:9, 24:15) | Siarka Tarnobrzeg                                              | Hala Widowiskowo-Sportowa Centrum, Dąbrowa Górnicza Widzów: 1650 Sędzia: Artur Fiedler, Tomasz Trojanowski, Michał Chrakowiecki |
| 2 stycznia 201618:00 | Pkt:Broadus 17 Zb:Zmarlak, Williams po 9 każdy As:Zmarlak, Broadus po 4 każdy | 75:51(17:15, 18:12, 16:9, 24:15) | Pkt:Zalewski 14 Zb:Młynarski 9 As:trzech zawodników po 2 każdy | Hala Widowiskowo-Sportowa Centrum, Dąbrowa Górnicza Widzów: 1650 Sędzia: Artur Fiedler, Tomasz Trojanowski, Michał Chrakowiecki |

| 3 stycznia 201618:00 | Asseco Gdynia                            | 66:86(20:25, 12:14, 18:22, 16:25) | Energa Czarni Słupsk                          | Gdynia Arena, Gdynia Widzów: 2341 Sędzia: Jakub Zamojski, Dariusz Włodkowski, Jan Piróg |
| 3 stycznia 201618:00 | Pkt:Hickey 17 Zb:Szczotka 6 As:Matczak 5 | 66:86(20:25, 12:14, 18:22, 16:25) | Pkt:Mbodj 17 Zb:Campbell 10 As:Blassingame 10 | Gdynia Arena, Gdynia Widzów: 2341 Sędzia: Jakub Zamojski, Dariusz Włodkowski, Jan Piróg |

| 3 stycznia 201618:00 | AZS Koszalin                      | 56:82(17:27, 22:22, 4:19, 13:14) | Polpharma Starogard Gdański             | Hala Widowiskowo-Sportowa, Koszalin Widzów: brak danych Sędzia: Dariusz Zapolski, Marcin Bieńkowski, Michał Sosin |
| 3 stycznia 201618:00 | Pkt:Auda 16 Zb:Auda 7 As:Walton 6 | 56:82(17:27, 22:22, 4:19, 13:14) | Pkt:Hicks 29 Zb:Kinloch 11 As:Flieger 4 | Hala Widowiskowo-Sportowa, Koszalin Widzów: brak danych Sędzia: Dariusz Zapolski, Marcin Bieńkowski, Michał Sosin |

| 3 stycznia 201620:00 | WKS Śląsk Wrocław                                                                  | 82:85(12:26, 20:19, 24:23, 26:17) | KING Wilki Morskie Szczecin                                   | Hala Orbita, Wrocław Widzów: 1499 Sędzia: Janusz Calik, Wojciech Liszka, Tomasz Trybalski |
| 3 stycznia 201620:00 | Pkt:N. Kulon 21 Zb:Williams, Kowałenko po 11 każdy As:trzech zawodników po 4 każdy | 82:85(12:26, 20:19, 24:23, 26:17) | Pkt:Kikowski 20 Zb:Leończyk 7 As:trzech zawodników po 4 każdy | Hala Orbita, Wrocław Widzów: 1499 Sędzia: Janusz Calik, Wojciech Liszka, Tomasz Trybalski |

| 4 stycznia 201620:35 | Anwil Włocławek                                                | 82:67(18:17, 24:24, 13:12, 27:14) | Polski Cukier Toruń                                           | Hala Mistrzów, Włocławek Widzów: 3125 Sędzia: Grzegorz Ziemblicki, Michał Proc, Arnauld Kom Njilo |
| 4 stycznia 201620:35 | Pkt:Jelínek 24 Zb:Diduszko 9 As:Łączyński, Dmitriew po 5 każdy | 82:67(18:17, 24:24, 13:12, 27:14) | Pkt:Gibson 18 Zb:Milošević 8 As:Wiśniewski, Gibson po 4 każdy | Hala Mistrzów, Włocławek Widzów: 3125 Sędzia: Grzegorz Ziemblicki, Michał Proc, Arnauld Kom Njilo |

| 9 lutego 201618:30 | Rosa Radom                                                   | 94:47(22:15, 15:12, 33:14, 24:6) | Start Lublin                                                                      | Hala sportowa MOSiR, Radom Widzów: brak danych Sędzia: Michał Proc, Damian Ottenburger, Jakub Pietrzak |
| 9 lutego 201618:30 | Pkt:Harris 25 Zb:Zajcew 12 As:Thomas, Szymkiewicz po 5 każdy | 94:47(22:15, 15:12, 33:14, 24:6) | Pkt:Salamonik, Trojan po 8 każdy Zb:Salamonik 9 As:Grzeliński, Popović po 3 każdy | Hala sportowa MOSiR, Radom Widzów: brak danych Sędzia: Michał Proc, Damian Ottenburger, Jakub Pietrzak |

## 15. kolejka (7–11 stycznia)
| 7 stycznia 201619:00 | Polpharma Starogard Gdański                                 | 90:68(23:17, 22:28, 20:8, 25:15) | KING Wilki Morskie Szczecin                                   | Miejska Hala Sportowa im. Andrzeja Grubby, Starogard Gdański Widzów: 1102 Sędzia: Artur Fiedler, Jakub Pietrzak, Radosław Szagun |
| 7 stycznia 201619:00 | Pkt:Flieger 25 Zb:Kinloch, Mirković po 8 każdy As:Flieger 4 | 90:68(23:17, 22:28, 20:8, 25:15) | Pkt:Gaines, Kikowski po 13 każdy Zb:Nowakowski 4 As:Lucious 4 | Miejska Hala Sportowa im. Andrzeja Grubby, Starogard Gdański Widzów: 1102 Sędzia: Artur Fiedler, Jakub Pietrzak, Radosław Szagun |

| 8 stycznia 201619:00 | Start Lublin                                                     | 62:97(13:22, 20:23, 9:24, 20:28) | Anwil Włocławek                                               | Hala MOSiR, Lublin Widzów: 2200 Sędzia: Marcin Kowalski, Robert Mordal, Damian Myszka |
| 8 stycznia 201619:00 | Pkt:Grzeliński 20 Zb:Salamonik 11 As:Małecki, Kellogg po 3 każdy | 62:97(13:22, 20:23, 9:24, 20:28) | Pkt:Jelínek 23 Zb:Bristol, Diduszko po 6 każdy As:Łączyński 7 | Hala MOSiR, Lublin Widzów: 2200 Sędzia: Marcin Kowalski, Robert Mordal, Damian Myszka |

| 15 stycznia 201617:30 | Polfarmex Kutno                        | 74:68 (pd.)(19:15, 15:17, 12:9, 12:17, dogr. 16:10) | BM Slam Stal Ostrów Wielkopolski                                              | Hala Sportowa SP nr 9, Kutno Widzów: brak danych Sędzia: Artur Fiedler, Paweł Białas, Mariusz Adameczek |
| 15 stycznia 201617:30 | Pkt:Parker 27 Zb:Fraser 12 As:Parker 5 | 74:68 (pd.)(19:15, 15:17, 12:9, 12:17, dogr. 16:10) | Pkt:Ochońko, Millage po 12 każdy Zb:Nikołow 8 As:trzech zawodników po 3 każdy | Hala Sportowa SP nr 9, Kutno Widzów: brak danych Sędzia: Artur Fiedler, Paweł Białas, Mariusz Adameczek |

| 9 stycznia 201618:30 | Siarka Tarnobrzeg                          | 78:80(22:17, 19:24, 18:26, 19:13) | Asseco Gdynia                                   | Hala MOSiR „Wisła” im. Alfreda Freyera, Tarnobrzeg Widzów: brak danych Sędzia: Robert Mordal, Karol Nowak, Tomasz Trybalski |
| 9 stycznia 201618:30 | Pkt:Bell 38 Zb:Młynarski 12 As:Młynarski 4 | 78:80(22:17, 19:24, 18:26, 19:13) | Pkt:Matczak 25 Zb:Frasunkiewicz 13 As:Matczak 5 | Hala MOSiR „Wisła” im. Alfreda Freyera, Tarnobrzeg Widzów: brak danych Sędzia: Robert Mordal, Karol Nowak, Tomasz Trybalski |

| 9 stycznia 201618:00 | Stelmet BC Zielona Góra                                          | 93:77(28:19, 25:21, 25:21, 15:16) | MKS Dąbrowa Górnicza                   | Hala MOSiR, Zielona Góra Widzów: 3220 Sędzia: Tomasz Trawicki, Wojciech Liszka, Tomasz Trojanowski |
| 9 stycznia 201618:00 | Pkt:Borovnjak 15 Zb:Borovnjak, Mat. Ponitka po 6 każdy As:Bost 8 | 93:77(28:19, 25:21, 25:21, 15:16) | Pkt:Dower 18 Zb:Broadus 5 As:Broadus 5 | Hala MOSiR, Zielona Góra Widzów: 3220 Sędzia: Tomasz Trawicki, Wojciech Liszka, Tomasz Trojanowski |

| 9 stycznia 201618:00 | Trefl Sopot                                 | 77:81 (pd.)(19:13, 20:18, 17:27, 16:14, dogr. 5:9) | PGE Turów Zgorzelec                                       | Hala Stulecia, Sopot Widzów: 1012 Sędzia: Marek Maliszewski, Robert Zieliński, Tomasz Tomaszewski |
| 9 stycznia 201618:00 | Pkt:Śmigielski 25 Zb:Majok 14 As:Dzierżak 4 | 77:81 (pd.)(19:13, 20:18, 17:27, 16:14, dogr. 5:9) | Pkt:Dillon 25 Zb:trzech zawodników po 6 każdy As:Dillon 9 | Hala Stulecia, Sopot Widzów: 1012 Sędzia: Marek Maliszewski, Robert Zieliński, Tomasz Tomaszewski |

| 10 stycznia 201618:00 | Polpharma Starogard Gdański                                  | 78:63(19:18, 18:15, 18:11, 23:19) | WKS Śląsk Wrocław                            | Miejska Hala Sportowa im. Andrzeja Grubby, Starogard Gdański Widzów: 1126 Sędzia: Michał Proc, Damian Ottenburger, Mariusz Nawrocki |
| 10 stycznia 201618:00 | Pkt:Hicks 18 Zb:Kinloch 12 As:czterech zawodników po 2 każdy | 78:63(19:18, 18:15, 18:11, 23:19) | Pkt:Williams 21 Zb:Williams 17 As:N. Kulon 3 | Miejska Hala Sportowa im. Andrzeja Grubby, Starogard Gdański Widzów: 1126 Sędzia: Michał Proc, Damian Ottenburger, Mariusz Nawrocki |

| 10 stycznia 201620:00 | Polski Cukier Toruń                                          | 62:76(16:20, 21:13, 15:19, 10:24) | Rosa Radom                                | Arena Toruń, Toruń Widzów: brak danych Sędzia: Piotr Pastusiak, Dariusz Zapolski, Jakub Pietrzak |
| 10 stycznia 201620:00 | Pkt:Kornijenko, Gibson po 13 każdy Zb:Cummings 8 As:Gibson 7 | 62:76(16:20, 21:13, 15:19, 10:24) | Pkt:Harris 19 Zb:Sokołowski 6 As:Thomas 6 | Arena Toruń, Toruń Widzów: brak danych Sędzia: Piotr Pastusiak, Dariusz Zapolski, Jakub Pietrzak |

| 11 stycznia 201620:40 | Energa Czarni Słupsk                                                           | 81:62(19:15, 21:19, 26:13, 15:15) | AZS Koszalin                           | Hala Gryfia, Słupsk Widzów: 2227 Sędzia: Grzegorz Ziemblicki, Łukasz Andrzejewski, Bartosz Puzoń |
| 11 stycznia 201620:40 | Pkt:Seweryn, Mokros po 15 każdy Zb:Mbodj 9 As:Blassingame, Campbell po 7 każdy | 81:62(19:15, 21:19, 26:13, 15:15) | Pkt:James 18 Zb:Łukasiak 9 As:Walton 7 | Hala Gryfia, Słupsk Widzów: 2227 Sędzia: Grzegorz Ziemblicki, Łukasz Andrzejewski, Bartosz Puzoń |

## 16. kolejka (16–18 stycznia, 27 stycznia)
| 16 stycznia 201618:00 | AZS Koszalin                         | 62:78(15:17, 18:20, 15:17, 14:24) | AZS Koszalin                                                   | Hala Widowiskowo-Sportowa, Koszalin Widzów: 1285 Sędzia: Marek Ćmikiewicz, Marek Maliszewski, Arnauld Kom Njilo |
| 16 stycznia 201618:00 | Pkt:James 17 Zb:Auda 7 As:Wadowski 3 | 62:78(15:17, 18:20, 15:17, 14:24) | Pkt:Moldoveanu 13 Zb:Hrycaniuk 10 As:Bost, Zamojski po 3 każdy | Hala Widowiskowo-Sportowa, Koszalin Widzów: 1285 Sędzia: Marek Ćmikiewicz, Marek Maliszewski, Arnauld Kom Njilo |

| 16 stycznia 201618:00 | Asseco Gdynia                          | 66:64(21:16, 12:11, 20:18, 13:19) | Trefl Sopot                                                 | Gdynia Arena, Gdynia Widzów: brak danych Sędzia: Piotr Pastusiak, Cezary Nowicki, Jakub Pietrzak |
| 16 stycznia 201618:00 | Pkt:Hickey 26 Zb:Hickey 5 As:Matczak 4 | 66:64(21:16, 12:11, 20:18, 13:19) | Pkt:Śmigielski 22 Zb:Duren 11 As:Dzierżak, Duren po 2 każdy | Gdynia Arena, Gdynia Widzów: brak danych Sędzia: Piotr Pastusiak, Cezary Nowicki, Jakub Pietrzak |

| 16 stycznia 201618:00 | PGE Turów Zgorzelec                            | 82:85(21:23, 19:29, 21:14, 21:19) | Polski Cukier Toruń                              | PGE Turów Arena, Zgorzelec Widzów: brak danych Sędzia: Tomasz Trawicki, Maciej Kotulski, Grzegorz Czajka |
| 16 stycznia 201618:00 | Pkt:Kostrzewski 22 Zb:Krestinin 10 As:Dillon 5 | 82:85(21:23, 19:29, 21:14, 21:19) | Pkt:Wiśniewski 19 Zb:Milošević 13 As:Wiśniewski3 | PGE Turów Arena, Zgorzelec Widzów: brak danych Sędzia: Tomasz Trawicki, Maciej Kotulski, Grzegorz Czajka |

| 16 stycznia 201618:00 | BM Slam Stal Ostrów Wielkopolski         | 85:79(18:20, 21:14, 23:23, 23:22) | Start Lublin                            | Arena Kalisz, Kalisz Widzów: 1200 Sędzia: Grzegorz Ziemblicki, Dariusz Włodkowski, Paweł Białas |
| 16 stycznia 201618:00 | Pkt:Ochońko 22 Zb:Millage 7 As:Millage 8 | 85:79(18:20, 21:14, 23:23, 23:22) | Pkt:Małecki 24 Zb:Trojan 7 As:Popović 4 | Arena Kalisz, Kalisz Widzów: 1200 Sędzia: Grzegorz Ziemblicki, Dariusz Włodkowski, Paweł Białas |

| 16 stycznia 201619:00 | WKS Śląsk Wrocław                      | 78:63(19:15, 26:15, 19:16, 14:17) | Siarka Tarnobrzeg                 | Hala Orbita, Wrocław Widzów: 880 Sędzia: Artur Fiedler, Marcin Bieńkowski, Radosław Szagun |
| 16 stycznia 201619:00 | Pkt:Williams 18 Zb:Williams 8 As:Han 4 | 78:63(19:15, 26:15, 19:16, 14:17) | Pkt:Bell 16 Zb:Bell 7 As:Patoka 3 | Hala Orbita, Wrocław Widzów: 880 Sędzia: Artur Fiedler, Marcin Bieńkowski, Radosław Szagun |

| 17 stycznia 201618:00 | King Wilki Morskie Szczecin                                                | 83:91(17:14, 16:17, 21:34, 27:28) | Energa Czarni Słupsk                                                  | Arena Szczecin, Szczecin Widzów: brak danych Sędzia: Marcin Kowalski, Dariusz Szczerba, Łukasz Jankowski |
| 17 stycznia 201618:00 | Pkt:Kikowski 23 Zb:trzech zawodników po 6 As:Robinson, Leończyk po 4 każdy | 83:91(17:14, 16:17, 21:34, 27:28) | Pkt:Blassingame 18 Zb:Blassingame, Mokros po 8 każdy As:Blassingame 8 | Arena Szczecin, Szczecin Widzów: brak danych Sędzia: Marcin Kowalski, Dariusz Szczerba, Łukasz Jankowski |

| 17 stycznia 201620:00 | Rosa Radom                                | 68:54(15:10, 15:15, 12:18, 26:11) | Anwil Włocławek                              | Hala sportowa MOSiR, Radom Widzów: brak danych Sędzia: Janusz Calik, Dariusz Lenczowski, Wojciech Liszka |
| 17 stycznia 201620:00 | Pkt:Harris 20 Zb:Sokołowski 6 As:Thomas 4 | 68:54(15:10, 15:15, 12:18, 26:11) | Pkt:Stelmach 11 Zb:Diduszko 9 As:Łączyński 4 | Hala sportowa MOSiR, Radom Widzów: brak danych Sędzia: Janusz Calik, Dariusz Lenczowski, Wojciech Liszka |

| 18 stycznia 201620:00 | MKS Dąbrowa Górnicza                   | 76:86(23:17, 17:26, 18:19, 19:24) | Polfarmex Kutno                               | Hala Widowiskowo-Sportowa Centrum, Dąbrowa Górnicza Widzów: brak danych Sędzia: Dariusz Włodkowski, Michał Proc, Adam Wierzman |
| 18 stycznia 201620:00 | Pkt:Broadus 26 Zb:Dower 6 As:Broadus 4 | 76:86(23:17, 17:26, 18:19, 19:24) | Pkt:Wołoszyn 17 Zb:Johnson 11 As:Grochowski 7 | Hala Widowiskowo-Sportowa Centrum, Dąbrowa Górnicza Widzów: brak danych Sędzia: Dariusz Włodkowski, Michał Proc, Adam Wierzman |

| 27 stycznia 201618:00 | KING Wilki Morskie Szczecin                 | 83:73(18:22, 26:18, 15:17, 24:16) | Polpharma Starogard Gdański                                 | Arena Szczecin, Szczecin Widzów: brak danych Sędzia: Dariusz Zapolski, Marcin Koralewski, Cezary Nowicki |
| 27 stycznia 201618:00 | Pkt:Robinson 23 Zb:Kikowski 6 As:Kikowski 5 | 83:73(18:22, 26:18, 15:17, 24:16) | Pkt:Hicks 18 Zb:Mirković 10 As:pięciu zawodników po 2 każdy | Arena Szczecin, Szczecin Widzów: brak danych Sędzia: Dariusz Zapolski, Marcin Koralewski, Cezary Nowicki |

| 27 stycznia 201619:30 | Trefl Sopot                              | 65:67(15:14, 24:22, 8:14, 18:17) | MKS Dąbrowa Górnicza                                        | Hala Stulecia, Sopot Widzów: 838 Sędzia: Artur Fiedler, Marcin Bieńkowski, Michał Chrakowiecki |
| 27 stycznia 201619:30 | Pkt:Dutkiewicz 18 Zb:Kulka 11 As:Majok 3 | 65:67(15:14, 24:22, 8:14, 18:17) | Pkt:Broadus 22 Zb:Dower 6 As:Piechowicz, Broadus po 2 każdy | Hala Stulecia, Sopot Widzów: 838 Sędzia: Artur Fiedler, Marcin Bieńkowski, Michał Chrakowiecki |

## 17. kolejka (1 grudnia, 22–25 stycznia, 16 marca)
| 1 grudnia 201519:00 | Trefl Sopot                                                 | 65:62(10:20, 15:13, 19:16, 21:13) | AZS Koszalin                          | Hala Stulecia, Sopot Widzów: brak danych Sędzia: Jakub Zamojski, Paweł Białas, Radosław Szagun |
| 1 grudnia 201519:00 | Pkt:Duren 19 Zb:Stefański 8 As:Śmigielski, Duren po 2 każdy | 65:62(10:20, 15:13, 19:16, 21:13) | Pkt:James 19 Zb:Walker 10 As:Walton 7 | Hala Stulecia, Sopot Widzów: brak danych Sędzia: Jakub Zamojski, Paweł Białas, Radosław Szagun |

| 22 stycznia 201618:30 | Energa Czarni Słupsk                        | 83:69(27:7, 19:20, 16:17, 21:25) | Polpharma Starogard Gdański                            | Hala Gryfia, Słupsk Widzów: 2075 Sędzia: Marek Ćmikiewicz, Artur Fiedler, Sławomir Moszakowski |
| 22 stycznia 201618:30 | Pkt:Campbell 25 Zb:Campbell 7 As:Campbell 6 | 83:69(27:7, 19:20, 16:17, 21:25) | Pkt:Dee 24 Zb:Diduszko 8 As:Hicks, Diduszko po 4 każdy | Hala Gryfia, Słupsk Widzów: 2075 Sędzia: Marek Ćmikiewicz, Artur Fiedler, Sławomir Moszakowski |

| 23 stycznia 201618:00 | Anwil Włocławek                              | 70:60(18:14, 17:13, 14:19, 21:14) | BM Slam Stal Ostrów Wielkopolski        | Hala Mistrzów, Włocławek Widzów: 2973 Sędzia: Marcin Kowalski, Dariusz Zapolski, Jan Piróg |
| 23 stycznia 201618:00 | Pkt:Diduszko 16 Zb:Diduszko 7 As:Łączyński 4 | 70:60(18:14, 17:13, 14:19, 21:14) | Pkt:Sroka 15 Zb:Millage 10 As:Millage 7 | Hala Mistrzów, Włocławek Widzów: 2973 Sędzia: Marcin Kowalski, Dariusz Zapolski, Jan Piróg |

| 23 stycznia 201618:00 | Stelmet BC Zielona Góra                                          | 83:78(24:19, 10:19, 24:13, 25:27) | WKS Śląsk Wrocław                           | Hala MOSiR, Zielona Góra Widzów: 2825 Sędzia: Tomasz Trawicki, Tomasz Trojanowski, Łukasz Jankowski |
| 23 stycznia 201618:00 | Pkt:Bost, Koszarek obaj po 20 każdy Zb:Borovnjak 7 As:Koszarek 6 | 83:78(24:19, 10:19, 24:13, 25:27) | Pkt:Jakowlew 22 Zb:Williams 8 As:Jakowlew 6 | Hala MOSiR, Zielona Góra Widzów: 2825 Sędzia: Tomasz Trawicki, Tomasz Trojanowski, Łukasz Jankowski |

| 23 stycznia 201618:00 | Siarka Tarnobrzeg                       | 69:81(14:14, 20:24, 15:23, 20:20) | KING Wilki Morskie Szczecin            | Hala MOSiR „Wisła” im. Alfreda Freyera, Tarnobrzeg Widzów: brak danych Sędzia: Marek Maliszewski, Dariusz Szczerba, Mariusz Adameczek |
| 23 stycznia 201618:00 | Pkt:Robbins 17 Zb:Młynarski 8 As:Bell 4 | 69:81(14:14, 20:24, 15:23, 20:20) | Pkt:Gaines 18 Zb:Aiken 7 As:Robinson 9 | Hala MOSiR „Wisła” im. Alfreda Freyera, Tarnobrzeg Widzów: brak danych Sędzia: Marek Maliszewski, Dariusz Szczerba, Mariusz Adameczek |

| 24 stycznia 201618:00 | Start Lublin                               | 78:101(20:26, 16:29, 24:26, 18:20) | PGE Turów Zgorzelec                                               | Hala MOSiR, Lublin Widzów: 2200 Sędzia: Wojciech Liszka, Dariusz Lenczowski, Adam Wierzman |
| 24 stycznia 201618:00 | Pkt:Kellogg 20 Zb:Salamonik 7 As:Popović 6 | 78:101(20:26, 16:29, 24:26, 18:20) | Pkt:Archibeque 21 Zb:Archibeque, Krestinin po 9 każdy As:Dillon 8 | Hala MOSiR, Lublin Widzów: 2200 Sędzia: Wojciech Liszka, Dariusz Lenczowski, Adam Wierzman |

| 24 stycznia 201620:00 | Polski Cukier Toruń                      | 84:69(19:18, 25:16, 16:21, 14:14) | MKS Dąbrowa Górnicza                  | Arena Toruń, Toruń Widzów: brak danych Sędzia: Janusz Calik, Robert Zieliński, Michał Sosin |
| 24 stycznia 201620:00 | Pkt:Gibson 24 Zb:Milošević 7 As:Gibson 7 | 84:69(19:18, 25:16, 16:21, 14:14) | Pkt:Pamuła 18 Zb:Dower 5 As:Broadus 6 | Arena Toruń, Toruń Widzów: brak danych Sędzia: Janusz Calik, Robert Zieliński, Michał Sosin |

| 25 stycznia 201618:00 | Polfarmex Kutno                                | 75:44(14:13, 29:5, 17:12, 15:14) | Asseco Gdynia                                      | Hala Sportowa SP nr 9, Kutno Widzów: brak danych Sędzia: Grzegorz Ziemblicki, Robert Mordal, Mariusz Nawrocki |
| 25 stycznia 201618:00 | Pkt:Zyskowski 15 Zb:Bartosz 10 As:Grochowski 9 | 75:44(14:13, 29:5, 17:12, 15:14) | Pkt:Parzeński 12 Zb:Parzeński 7 As:Frasunkiewicz 3 | Hala Sportowa SP nr 9, Kutno Widzów: brak danych Sędzia: Grzegorz Ziemblicki, Robert Mordal, Mariusz Nawrocki |

| 16 marca 201619:00 | Start Lublin                              | 73:76(14:21, 20:16, 22:24, 17:15) | Rosa Radom                            | Hala MOSiR, Lublin Widzów: 1700 Sędzia: Robert Mordal, Michał Sosin, Damian Myszka |
| 16 marca 201619:00 | Pkt:Kellogg 19 Zb:Kowalski 7 As:Popović 6 | 73:76(14:21, 20:16, 22:24, 17:15) | Pkt:Zajcew 18 Zb:Zajcew 6 As:Thomas 6 | Hala MOSiR, Lublin Widzów: 1700 Sędzia: Robert Mordal, Michał Sosin, Damian Myszka |

## 18. kolejka (29 stycznia–1 lutego, 10 lutego)
| 29 stycznia 201619:00 | Asseco Gdynia                                                    | 69:73(13:15, 17:13, 14:23, 25:22) | Polski Cukier Toruń                                                 | Gdynia Arena, Gdynia Widzów: 1475 Sędzia: Michał Proc, Arnauld Kom Njilo, Adam Wierzman |
| 29 stycznia 201619:00 | Pkt:Żołnierewicz 15 Zb:Matczak 8 As:trzech zawodników po 3 każdy | 69:73(13:15, 17:13, 14:23, 25:22) | Pkt:Kornijenko 22 Zb:Kornijenko 15 As:Wiśniewski, Gibson po 4 każdy | Gdynia Arena, Gdynia Widzów: 1475 Sędzia: Michał Proc, Arnauld Kom Njilo, Adam Wierzman |

| 30 stycznia 201617:00 | BM Slam Stal Ostrów Wielkopolski         | 69:62(23:16, 15:13, 17:15, 14:18) | Rosa Radom                                                  | Arena Kalisz, Kalisz Widzów: 1052 Sędzia: Tomasz Trawicki, Dariusz Szczerba, Tomasz Trybalski |
| 30 stycznia 201617:00 | Pkt:Nikołow 19 Zb:Millage 8 As:Ochońko 6 | 69:62(23:16, 15:13, 17:15, 14:18) | Pkt:Thomas 17 Zb:Hajrić 10 As:Thomas, Sokołowski po 4 każdy | Arena Kalisz, Kalisz Widzów: 1052 Sędzia: Tomasz Trawicki, Dariusz Szczerba, Tomasz Trybalski |

| 30 stycznia 201618:00 | Polpharma Starogard Gdański                              | 81:79(16:20, 15:19, 23:16, 27:24) | Siarka Tarnobrzeg                            | Miejska Hala Sportowa im. Andrzeja Grubby, Starogard Gdański Widzów: 1286 Sędzia: Paweł Białas, Cezary Nowicki, Jan Piróg |
| 30 stycznia 201618:00 | Pkt:Hicks 28 Zb:Hicks 13 As:trzech zawodników po 2 każdy | 81:79(16:20, 15:19, 23:16, 27:24) | Pkt:Młynarski 16 Zb:Robbins 12 As:Zalewski 5 | Miejska Hala Sportowa im. Andrzeja Grubby, Starogard Gdański Widzów: 1286 Sędzia: Paweł Białas, Cezary Nowicki, Jan Piróg |

| 30 stycznia 201618:00 | AZS Koszalin                                           | 78:86(14:20, 25:19, 16:27, 23:20) | Polfarmex Kutno                           | Hala Widowiskowo-Sportowa, Koszalin Widzów: brak danych Sędzia: Janusz Calik, Wojciech Liszka, Damian Ottenburger |
| 30 stycznia 201618:00 | Pkt:Auda 16 Zb:James, Mielczarek po 4 każdy As:James 4 | 78:86(14:20, 25:19, 16:27, 23:20) | Pkt:Zyskowski 20 Zb:Fraser 12 As:Fraser 5 | Hala Widowiskowo-Sportowa, Koszalin Widzów: brak danych Sędzia: Janusz Calik, Wojciech Liszka, Damian Ottenburger |

| 31 stycznia 201618:00 | MKS Dąbrowa Górnicza                     | 71:49(19:21, 10:12, 27:8, 15:8) | Start Lublin                              | Hala Widowiskowo-Sportowa Centrum, Dąbrowa Górnicza Widzów: 1290 Sędzia: Grzegorz Ziemblicki, Marcin Koralewski, Bartosz Puzoń |
| 31 stycznia 201618:00 | Pkt:Pašalić 18 Zb:Pašalić 7 As:Broadus 8 | 71:49(19:21, 10:12, 27:8, 15:8) | Pkt:Salamonik 16 Zb:Trojan 13 As:Popović4 | Hala Widowiskowo-Sportowa Centrum, Dąbrowa Górnicza Widzów: 1290 Sędzia: Grzegorz Ziemblicki, Marcin Koralewski, Bartosz Puzoń |

| 31 stycznia 201620:00 | KING Wilki Morskie Szczecin            | 67:74(20:10, 13:19, 18:21, 16:24) | Stelmet BC Zielona Góra                                       | Arena Szczecin, Szczecin Widzów: brak danych Sędzia: Marcin Kowalski, Damian Ottenburger, Sławomir Moszakowski |
| 31 stycznia 201620:00 | Pkt:Kikowski 11 Zb:Gaines 6 As:Brown 6 | 67:74(20:10, 13:19, 18:21, 16:24) | Pkt:Koszarek 16 Zb:Đurišić 9 As:Bost, Mat. Ponitka po 3 każdy | Arena Szczecin, Szczecin Widzów: brak danych Sędzia: Marcin Kowalski, Damian Ottenburger, Sławomir Moszakowski |

| 31 stycznia 201620:00 | WKS Śląsk Wrocław                                             | 81:76(17:18, 19:21, 21:23, 24:14) | Trefl Sopot                           | Hala Orbita, Wrocław Widzów: 1098 Sędzia: Tomasz Trawicki, Robert Mordal, Damian Myszka |
| 31 stycznia 201620:00 | Pkt:Williams 19 Zb:Jakowlew 7 As:trzech zawodników po 4 każdy | 81:76(17:18, 19:21, 21:23, 24:14) | Pkt:Duren 19 Zb:Majok 6 As:Dzierżak 2 | Hala Orbita, Wrocław Widzów: 1098 Sędzia: Tomasz Trawicki, Robert Mordal, Damian Myszka |

| 1 lutego 201620:40 | PGE Turów Zgorzelec                      | 75:94(23:15, 16:25, 20:27, 16:27) | Anwil Włocławek                          | PGE Turów Arena, Zgorzelec Widzów: brak danych Sędzia: Marek Ćmikiewicz, Arnauld Kom Njilo, Michał Sosin |
| 1 lutego 201620:40 | Pkt:Novak 18 Zb:Archibeque 5 As:Dillon 9 | 75:94(23:15, 16:25, 20:27, 16:27) | Pkt:Jelínek 21 Zb:Bristol 8 As:Jelínek 4 | PGE Turów Arena, Zgorzelec Widzów: brak danych Sędzia: Marek Ćmikiewicz, Arnauld Kom Njilo, Michał Sosin |

| 10 lutego 201619:00 | WKS Śląsk Wrocław                           | 73:85(18:23, 17:18, 23:23, 15:21) | Energa Czarni Słupsk                                       | Hala Orbita, Wrocław Widzów: 898 Sędzia: Robert Mordal, Cezary Nowicki, Michał Chrakowiecki |
| 10 lutego 201619:00 | Pkt:Williams 19 Zb:Williams 8 As:N. Kulon 7 | 73:85(18:23, 17:18, 23:23, 15:21) | Pkt:Harper 24 Zb:Mokros, Mbodj po 9 każdy As:Blassingame 7 | Hala Orbita, Wrocław Widzów: 898 Sędzia: Robert Mordal, Cezary Nowicki, Michał Chrakowiecki |

## 19. kolejka (3 lutego, 6–8 lutego)
| 3 lutego 201618:00 | Polski Cukier Toruń                       | 78:69(27:8, 16:24, 19:16, 16:21) | BM Slam Stal Ostrów Wielkopolski       | Arena Toruń, Toruń Widzów: brak danych Sędzia: Dariusz Zapolski, Marcin Bieńkowski, Karol Nowak |
| 3 lutego 201618:00 | Pkt:Gibson 25 Zb:Michalak 8 As:Michalak 6 | 78:69(27:8, 16:24, 19:16, 16:21) | Pkt:Millage 20 Zb:Sroka 6 As:Millage 6 | Arena Toruń, Toruń Widzów: brak danych Sędzia: Dariusz Zapolski, Marcin Bieńkowski, Karol Nowak |

| 6 lutego 201617:30 | Polfarmex Kutno                           | 71:60(18:17, 18:15, 24:15, 11:13) | WKS Śląsk Wrocław                           | Hala Sportowa SP nr 9, Kutno Widzów: brak danych Sędzia: Dariusz Zapolski, Maciej Kotulski, Grzegorz Czajka |
| 6 lutego 201617:30 | Pkt:Zyskowski 15 Zb:Fraser 10 As:Parker 8 | 71:60(18:17, 18:15, 24:15, 11:13) | Pkt:Williams 20 Zb:N. Kulon 8 As:Jakowlew 4 | Hala Sportowa SP nr 9, Kutno Widzów: brak danych Sędzia: Dariusz Zapolski, Maciej Kotulski, Grzegorz Czajka |

| 6 lutego 201618:00 | Start Lublin                                                  | 69:80(24:17, 7:21, 18:21, 20:21) | Asseco Gdynia                                 | Hala MOSiR, Lublin Widzów: 1800 Sędzia: Marek Ćmikiewicz, Dariusz Szczerba, Sławomir Moszakowski |
| 6 lutego 201618:00 | Pkt:Małecki 17 Zb:Salamonik 10 As:Popović, Małecki po 3 każdy | 69:80(24:17, 7:21, 18:21, 20:21) | Pkt:Matczak 25 Zb:Hickey 9 As:Frasunkiewicz 5 | Hala MOSiR, Lublin Widzów: 1800 Sędzia: Marek Ćmikiewicz, Dariusz Szczerba, Sławomir Moszakowski |

| 6 lutego 201618:00 | Trefl Sopot                                    | 73:75(19:10, 16:25, 18:20, 20:20) | KING Wilki Morskie Szczecin                                                   | Hala Stulecia, Sopot Widzów: 944 Sędzia: Wojciech Liszka, Marcin Bieńkowski, Tomasz Tomaszewski |
| 6 lutego 201618:00 | Pkt:Duren 16 Zb:Majok 11 As:Piotr Śmigielski 6 | 73:75(19:10, 16:25, 18:20, 20:20) | Pkt:Kikowski 20 Zb:trzech zawodników po 5 każdy As:Brown, Robinson po 5 każdy | Hala Stulecia, Sopot Widzów: 944 Sędzia: Wojciech Liszka, Marcin Bieńkowski, Tomasz Tomaszewski |

| 7 lutego 201616:00 | Anwil Włocławek                                                 | 68:57(17:21, 14:15, 21:15, 6:6) | MKS Dąbrowa Górnicza                      | Hala Mistrzów, Włocławek Widzów: 3217 Sędzia: Marcin Kowalski, Wojciech Liszka, Tomasz Tomaszewski |
| 7 lutego 201616:00 | Pkt:Jelínek 15 Zb:Anđušić 5 As:Skibniewski, Dmitriew po 5 każdy | 68:57(17:21, 14:15, 21:15, 6:6) | Pkt:Broadus 18 Zb:Williams 6 As:Dziemba 2 | Hala Mistrzów, Włocławek Widzów: 3217 Sędzia: Marcin Kowalski, Wojciech Liszka, Tomasz Tomaszewski |

| 7 lutego 201617:00 | Rosa Radom                                                 | 81:71(12:23, 22:19, 23:11, 24:18) | PGE Turów Zgorzelec                                            | Hala sportowa MOSiR, Radom Widzów: brak danych Sędzia: Dariusz Zapolski, Dariusz Lenczowski, Karol Nowak |
| 7 lutego 201617:00 | Pkt:Sokołowski 20 Zb:Thomas, Zajcew po 9 każdy As:Thomas 7 | 81:71(12:23, 22:19, 23:11, 24:18) | Pkt:Dillon, Archibeque po 15 każdy Zb:Archibeque 12 As:Tatum 3 | Hala sportowa MOSiR, Radom Widzów: brak danych Sędzia: Dariusz Zapolski, Dariusz Lenczowski, Karol Nowak |

| 7 lutego 201616:00 | Stelmet BC Zielona Góra                   | 86:80 (pd.)(18:16, 19:18, 22:21, 15:19, dogr. 12:6) | Polpharma Starogard Gdański                        | Hala MOSiR, Zielona Góra Widzów: 3018 Sędzia: Michał Proc, Arnauld Kom Njilo, Michał Sosin |
| 7 lutego 201616:00 | Pkt:Bost 21 Zb:Borovnjak 9 As:Gruszecki 5 | 86:80 (pd.)(18:16, 19:18, 22:21, 15:19, dogr. 12:6) | Pkt:Hicks 27 Zb:Kinloch 7 As:Hicks, Dee po 5 każdy | Hala MOSiR, Zielona Góra Widzów: 3018 Sędzia: Michał Proc, Arnauld Kom Njilo, Michał Sosin |

| 7 lutego 201620:00 | Siarka Tarnobrzeg                                             | 71:83(21:25, 20:13, 15:20, 15:25) | Energa Czarni Słupsk                        | Hala MOSiR „Wisła” im. Alfreda Freyera, Tarnobrzeg Widzów: brak danych Sędzia: Janusz Calik, Tomasz Trojanowski, Mariusz Nawrocki |
| 7 lutego 201620:00 | Pkt:Młynarski, Udofia po 16 każdy Zb:Robbins 10 As:Zalewski 3 | 71:83(21:25, 20:13, 15:20, 15:25) | Pkt:Mokros 18 Zb:Mokros 11 As:Blassingame 7 | Hala MOSiR „Wisła” im. Alfreda Freyera, Tarnobrzeg Widzów: brak danych Sędzia: Janusz Calik, Tomasz Trojanowski, Mariusz Nawrocki |

| 8 lutego 201620:40 | Polski Cukier Toruń                    | 84:77(20:25, 16:18, 26:13, 22:21) | AZS Koszalin                            | Arena Toruń, Toruń Widzów: brak danych Sędzia: Marcin Kowalski, Mariusz Adameczek, Bartosz Puzoń |
| 8 lutego 201620:40 | Pkt:Gibson 23 Zb:Sulima 9 As:Gibson 11 | 84:77(20:25, 16:18, 26:13, 22:21) | Pkt:Mielczarek 17 Zb:Auda 8 As:Hannah 9 | Arena Toruń, Toruń Widzów: brak danych Sędzia: Marcin Kowalski, Mariusz Adameczek, Bartosz Puzoń |

## 20. kolejka (11 lutego, 13–15 lutego)
| 11 lutego 201619:00 | AZS Koszalin                                          | 87:78(28:20, 20:22, 20:22, 19:14) | Siarka Tarnobrzeg                                             | Hala Widowiskowo-Sportowa, Koszalin Widzów: 1824 Sędzia: Grzegorz Ziemblicki, Sławomir Moszakowski, Radosław Szagun |
| 11 lutego 201619:00 | Pkt:Auda 24 Zb:Auda, Pecháček po 8 każdy As:Hannah 10 | 87:78(28:20, 20:22, 20:22, 19:14) | Pkt:Młynarski 20 Zb:Młynarski 13 As:Wall, Pecháček po 3 każdy | Hala Widowiskowo-Sportowa, Koszalin Widzów: 1824 Sędzia: Grzegorz Ziemblicki, Sławomir Moszakowski, Radosław Szagun |

| 13 lutego 201618:00 | MKS Dąbrowa Górnicza                     | 73:82(18:26, 25:14, 15:24, 15:18) | Rosa Radom                                                                                  | Hala Widowiskowo-Sportowa Centrum, Dąbrowa Górnicza Widzów: brak danych Sędzia: Janusz Calik, Grzegorz Czajka, Mariusz Nawrocki |
| 13 lutego 201618:00 | Pkt:Broadus 19 Zb:Pašalić 7 As:Broadus 6 | 73:82(18:26, 25:14, 15:24, 15:18) | Pkt:Thomas, Harris po 19 każdy Zb:trzech zawodników po 5 każdy As:Thomas, Harris po 3 każdy | Hala Widowiskowo-Sportowa Centrum, Dąbrowa Górnicza Widzów: brak danych Sędzia: Janusz Calik, Grzegorz Czajka, Mariusz Nawrocki |

| 13 lutego 201618:00 | PGE Turów Zgorzelec                                             | 90:79(25:22, 18:11, 17:21, 30:25) | BM Slam Stal Ostrów Wielkopolski         | PGE Turów Arena, Zgorzelec Widzów: brak danych Sędzia: Tomasz Trawicki, Tomasz Trojanowski, Damian Myszka |
| 13 lutego 201618:00 | Pkt:Dillon 25 Zb:Kostrzewski, Archibeque po 8 każdy As:Dillon 6 | 90:79(25:22, 18:11, 17:21, 30:25) | Pkt:Millage 21 Zb:Nikołow 8 As:Ochońko 4 | PGE Turów Arena, Zgorzelec Widzów: brak danych Sędzia: Tomasz Trawicki, Tomasz Trojanowski, Damian Myszka |

| 14 lutego 201618:00 | KING Wilki Morskie Szczecin             | 69:64(13:20, 18:13, 18:18, 20:13) | Polfarmex Kutno                         | Arena Szczecin, Szczecin Widzów: brak danych Sędzia: Grzegorz Ziemblicki, Dariusz Szczerba, Radosław Szagun |
| 14 lutego 201618:00 | Pkt:Gaines 12 Zb:Gaines 7 As:Robinson 4 | 69:64(13:20, 18:13, 18:18, 20:13) | Pkt:Wołoszyn 18 Zb:Fraser 9 As:Parker 4 | Arena Szczecin, Szczecin Widzów: brak danych Sędzia: Grzegorz Ziemblicki, Dariusz Szczerba, Radosław Szagun |

| 14 lutego 201618:00 | Polski Cukier Toruń                        | 77:68(14:14, 18:11, 28:19, 17:24) | WKS Śląsk Wrocław                                            | Arena Toruń, Toruń Widzów: brak danych Sędzia: Tomasz Trawicki, Robert Zieliński, Tomasz Trybalski |
| 14 lutego 201618:00 | Pkt:Gibson 19 Zb:Kornijenko 11 As:Gibson 7 | 77:68(14:14, 18:11, 28:19, 17:24) | Pkt:Kowałenko 16 Zb:Kowałenko 12 As:Han, Jakowlew po 4 każdy | Arena Toruń, Toruń Widzów: brak danych Sędzia: Tomasz Trawicki, Robert Zieliński, Tomasz Trybalski |

| 14 lutego 201618:00 | AZS Koszalin                            | 84:76(25:13, 18:19, 22:19, 19:25) | Start Lublin                                                 | Hala Widowiskowo-Sportowa, Koszalin Widzów: brak danych Sędzia: Marek Maliszewski, Marcin Koralewski, Łukasz Jankowski |
| 14 lutego 201618:00 | Pkt:Auda 21 Zb:Dąbrowski 11 As:Hannah 9 | 84:76(25:13, 18:19, 22:19, 19:25) | Pkt:Czujkowski, Trojan po 16 każdy Zb:Małecki 8 As:Popović 6 | Hala Widowiskowo-Sportowa, Koszalin Widzów: brak danych Sędzia: Marek Maliszewski, Marcin Koralewski, Łukasz Jankowski |

| 14 lutego 201620:00 | Energa Czarni Słupsk                                         | 41:70(12:22, 10:18, 9:16, 10:14) | Stelmet BC Zielona Góra                         | Hala Gryfia, Słupsk Widzów: 2227 Sędzia: Piotr Pastusiak, Wojciech Liszka, Dariusz Lenczowski |
| 14 lutego 201620:00 | Pkt:Harper 10 Zb:Harper, Jackson po 8 każdy As:Blassingame 5 | 41:70(12:22, 10:18, 9:16, 10:14) | Pkt:Szewczyk 13 Zb:Zamojski 6 As:Mat. Ponitka 3 | Hala Gryfia, Słupsk Widzów: 2227 Sędzia: Piotr Pastusiak, Wojciech Liszka, Dariusz Lenczowski |

| 15 lutego 201618:30 | Trefl Sopot                                                   | 66:60(8:17, 20:11, 17:13, 21:19) | Polpharma Starogard Gdański                              | Hala Stulecia, Sopot Widzów: 1212 Sędzia: Marek Maliszewski, Adam Wierzman, Adrian Szczotka |
| 15 lutego 201618:30 | Pkt:Śmigielski 19 Zb:Majok 11 As:Majok, Śmigielski po 3 każdy | 66:60(8:17, 20:11, 17:13, 21:19) | Pkt:Hicks 24 Zb:Hicks, Szymański po 6 każdy As:Flieger 5 | Hala Stulecia, Sopot Widzów: 1212 Sędzia: Marek Maliszewski, Adam Wierzman, Adrian Szczotka |

| 15 lutego 201620:40 | Asseco Gdynia                                                   | 66:86(16:22, 19:26, 17:25, 14:13) | Anwil Włocławek                                                | Gdynia Arena, Gdynia Widzów: brak danych Sędzia: Dariusz Włodkowski, Jakub Pietrzak, Jan Piróg |
| 15 lutego 201620:40 | Pkt:Kowalczyk, Matczak po 13 każdy Zb:Parzeński 10 As:Matczak 4 | 66:86(16:22, 19:26, 17:25, 14:13) | Pkt:Jelínek 17 Zb:Diduszko 8 As:czterech zawodników po 4 każdy | Gdynia Arena, Gdynia Widzów: brak danych Sędzia: Dariusz Włodkowski, Jakub Pietrzak, Jan Piróg |

## 21. kolejka (24 lutego, 26 lutego – 29 lutego)
| 24 lutego 201618:00 | Polfarmex Kutno                              | 92:82(20:19, 20:21, 32:17, 20:25) | Polpharma Starogard Gdański                                 | Hala Sportowa SP nr 9, Kutno Widzów: 1199 Sędzia: Dariusz Włodkowski, Maciej Kotulski, Tomasz Trojanowski |
| 24 lutego 201618:00 | Pkt:Fraser 16 Zb:Johnson 12 As:Grochowski 10 | 92:82(20:19, 20:21, 32:17, 20:25) | Pkt:Flieger 20 Zb:Kinloch 8 As:trzech zawodników po 4 każdy | Hala Sportowa SP nr 9, Kutno Widzów: 1199 Sędzia: Dariusz Włodkowski, Maciej Kotulski, Tomasz Trojanowski |

| 26 lutego 201618:00 | Polski Cukier Toruń                                           | 76:74(18:21, 23:19, 17:10, 18:24) | KING Wilki Morskie Szczecin                                      | Arena Toruń, Toruń Widzów: 1563 Sędzia: Marek Maliszewski, Damian Ottenburger, Tomasz Tomaszewski |
| 26 lutego 201618:00 | Pkt:Gibson 18 Zb:Milošević 9 As:Gibson, Wiśniewski po 4 każdy | 76:74(18:21, 23:19, 17:10, 18:24) | Pkt:Nowakowski 19 Zb:Majewski 5 As:Leończyk, Robinson po 5 każdy | Arena Toruń, Toruń Widzów: 1563 Sędzia: Marek Maliszewski, Damian Ottenburger, Tomasz Tomaszewski |

| 26 lutego 201619:00 | Start Lublin                            | 72:79(19:19, 25:13, 15:24, 13:23) | WKS Śląsk Wrocław                       | Hala MOSiR, Lublin Widzów: 2300 Sędzia: Wojciech Liszka, Dariusz Lenczowski, Grzegorz Czajka |
| 26 lutego 201619:00 | Pkt:Trojan 14 Zb:Trojan 10 As:Popović 6 | 72:79(19:19, 25:13, 15:24, 13:23) | Pkt:Williams 23 Zb:Williams 15 As:Han 7 | Hala MOSiR, Lublin Widzów: 2300 Sędzia: Wojciech Liszka, Dariusz Lenczowski, Grzegorz Czajka |

| 27 lutego 201616:00 | Trefl Sopot                                   | 49:61(15:13, 10:20, 14:16, 10:12) | Energa Czarni Słupsk                 | Hala Stulecia, Sopot Widzów: 1467 Sędzia: Grzegorz Ziemblicki, Michał Proc, Michał Sosin |
| 27 lutego 201616:00 | Pkt:Stefański 12 Zb:Stefański 8 As:Dzierżak 4 | 49:61(15:13, 10:20, 14:16, 10:12) | Pkt:Harper 18 Zb:Mbodj 9 As:Harper 5 | Hala Stulecia, Sopot Widzów: 1467 Sędzia: Grzegorz Ziemblicki, Michał Proc, Michał Sosin |

| 27 lutego 201618:00 | Anwil Włocławek                               | 72:52(19:11, 18:21, 13:8, 22:12) | AZS Koszalin                               | Hala Mistrzów, Włocławek Widzów: 3301 Sędzia: Dariusz Zapolski, Robert Mordal, Bartosz Puzoń |
| 27 lutego 201618:00 | Pkt:Jelínek 20 Zb:Bristol 10 As:Skibniewski 6 | 72:52(19:11, 18:21, 13:8, 22:12) | Pkt:Łukasiak 13 Zb:Witliński 7 As:Hannah 6 | Hala Mistrzów, Włocławek Widzów: 3301 Sędzia: Dariusz Zapolski, Robert Mordal, Bartosz Puzoń |

| 27 lutego 201618:00 | Stelmet BC Zielona Góra                 | 101:78(31:21, 19:24, 30:9, 21:24) | Siarka Tarnobrzeg                                     | Hala MOSiR, Zielona Góra Widzów: 2673 Sędzia: Dariusz Włodkowski, Paweł Białas, Marcin Koralewski |
| 27 lutego 201618:00 | Pkt:Borovnjak 19 Zb:Đurišić 9 As:Bost 8 | 101:78(31:21, 19:24, 30:9, 21:24) | Pkt:Udofia 18 Zb:Robbins 9 As:Bell, Udofia po 5 każdy | Hala MOSiR, Zielona Góra Widzów: 2673 Sędzia: Dariusz Włodkowski, Paweł Białas, Marcin Koralewski |

| 28 lutego 201617:30 | Polfarmex Kutno                              | 84:69(17:19, 27:21, 20:12, 20:17) | PGE Turów Zgorzelec                       | PGE Turów Arena, Zgorzelec Widzów: 1199 Sędzia: Tomasz Trawicki, Marcin Bieńkowski, Łukasz Andrzejewski |
| 28 lutego 201617:30 | Pkt:Johnson 25 Zb:Johnson 14 As:Grochowski 6 | 84:69(17:19, 27:21, 20:12, 20:17) | Pkt:Tatum 18 Zb:Kostrzewski 8 As:Dillon 4 | PGE Turów Arena, Zgorzelec Widzów: 1199 Sędzia: Tomasz Trawicki, Marcin Bieńkowski, Łukasz Andrzejewski |

| 28 lutego 201620:00 | BM Slam Stal Ostrów Wielkopolski           | 87:68(15:10, 25:20, 22:16, 25:22) | MKS Dąbrowa Górnicza                   | Arena Kalisz, Kalisz Widzów: 1000 Sędzia: Marek Ćmikiewicz, Dariusz Szczerba, Mariusz Adameczek |
| 28 lutego 201620:00 | Pkt:Nikołow 17 Zb:Wangmene 10 As:Millage 6 | 87:68(15:10, 25:20, 22:16, 25:22) | Pkt:Pašalić 19 Zb:Zmarlak 7 As:Mavra 3 | Arena Kalisz, Kalisz Widzów: 1000 Sędzia: Marek Ćmikiewicz, Dariusz Szczerba, Mariusz Adameczek |

| 29 lutego 201620:40 | Rosa Radom                                                 | 87:80(27:22, 14:25, 26:12, 20:21) | Asseco Gdynia                          | Hala sportowa MOSiR, Radom Widzów: 1000 Sędzia: Marcin Kowalski, Sławomir Moszakowski, Tomasz Trybalski |
| 29 lutego 201620:40 | Pkt:Thomas 23 Zb:Sokołowski, Witka po 10 każdy As:Thomas 6 | 87:80(27:22, 14:25, 26:12, 20:21) | Pkt:Hickey 17 Zb:Matczak 5 As:Hickey 6 | Hala sportowa MOSiR, Radom Widzów: 1000 Sędzia: Marcin Kowalski, Sławomir Moszakowski, Tomasz Trybalski |

## 22. kolejka (5 marca – 6 marca, 6 kwietnia, 19 kwietnia)
| 5 marca 201618:00 | Energa Czarni Słupsk                      | 87:84 (pd.)(18:12, 23:15, 14:31, 21:18, dogr. 11:8) | Polfarmex Kutno                            | Hala Gryfia, Słupsk Widzów: 2110 Sędzia: Tomasz Trawicki, Damian Ottenburger, Jakub Pietrzak |
| 5 marca 201618:00 | Pkt:Harper 20 Zb:Mbodj 6 As:Blassingame 7 | 87:84 (pd.)(18:12, 23:15, 14:31, 21:18, dogr. 11:8) | Pkt:Zyskowski 24 Zb:Johnson 15 As:Parker 4 | Hala Gryfia, Słupsk Widzów: 2110 Sędzia: Tomasz Trawicki, Damian Ottenburger, Jakub Pietrzak |

| 5 marca 201618:00 | Polpharma Starogard Gdański        | 74:73(15:20, 12:15, 18:20, 29:18) | Polski Cukier Toruń                         | Miejska Hala Sportowa im. Andrzeja Grubby, Starogard Gdański Widzów: 1860 Sędzia: Michał Proc, Mariusz Nawrocki, Michał Sosin |
| 5 marca 201618:00 | Pkt:Hicks 26 Zb:Kinloch 9 As:Dee 4 | 74:73(15:20, 12:15, 18:20, 29:18) | Pkt:Michalak 23 Zb:Milošević 10 As:Gibson 8 | Miejska Hala Sportowa im. Andrzeja Grubby, Starogard Gdański Widzów: 1860 Sędzia: Michał Proc, Mariusz Nawrocki, Michał Sosin |

| 5 marca 201618:00 | AZS Koszalin                           | 79:85(15:24, 21:17, 18:23, 25:21) | Rosa Radom                           | Hala Widowiskowo-Sportowa, Koszalin Widzów: 1348 Sędzia: Grzegorz Ziemblicki, Paweł Białas, Łukasz Jankowski |
| 5 marca 201618:00 | Pkt:Auda 18 Zb:Witliński 8 As:Walton 5 | 79:85(15:24, 21:17, 18:23, 25:21) | Pkt:Harris 20 Zb:Witka 7 As:Thomas 6 | Hala Widowiskowo-Sportowa, Koszalin Widzów: 1348 Sędzia: Grzegorz Ziemblicki, Paweł Białas, Łukasz Jankowski |

| 6 marca 201618:00 | Siarka Tarnobrzeg                            | 92:81(30:24, 19:6, 17:25, 26:26) | Trefl Sopot                                     | Hala MOSiR „Wisła” im. Alfreda Freyera, Tarnobrzeg Widzów: 575 Sędzia: Marek Ćmikiewicz, Michał Chrakowiecki, Jan Piróg |
| 6 marca 201618:00 | Pkt:Młynarski 22 Zb:Robbins 11 As:Zalewski 7 | 92:81(30:24, 19:6, 17:25, 26:26) | Pkt:Bilinovac 21 Zb:Stefański 8 As:Śmigielski 6 | Hala MOSiR „Wisła” im. Alfreda Freyera, Tarnobrzeg Widzów: 575 Sędzia: Marek Ćmikiewicz, Michał Chrakowiecki, Jan Piróg |

| 6 marca 201618:00 | KING Wilki Morskie Szczecin                                | 121:70(31:14, 38:19, 25:17, 27:20) | Start Lublin                                                | Arena Szczecin, Szczecin Widzów: 2150 Sędzia: Dariusz Włodkowski, Cezary Nowicki, Radosław Szagun |
| 6 marca 201618:00 | Pkt:Nowakowski 18 Zb:Aiken, Galdikas po 7 każdy As:Brown 7 | 121:70(31:14, 38:19, 25:17, 27:20) | Pkt:Jeftić 16 Zb:Jeftić 7 As:Grzeliński, Małecki po 5 każdy | Arena Szczecin, Szczecin Widzów: 2150 Sędzia: Dariusz Włodkowski, Cezary Nowicki, Radosław Szagun |

| 6 marca 201618:00 | WKS Śląsk Wrocław                                             | 69:86(18:26, 17:27, 17:20, 17:13) | Anwil Włocławek                                  | Hala Orbita, Wrocław Widzów: 2780 Sędzia: Piotr Pastusiak, Maciej Kotulski, Karol Nowak |
| 6 marca 201618:00 | Pkt:Jankowski, N. Kulon po 12 każdy Zb:Jarmakowicz 6 As:Han 3 | 69:86(18:26, 17:27, 17:20, 17:13) | Pkt:Dmitrijew 14 Zb:Diduszko 11 As:Skibniewski 9 | Hala Orbita, Wrocław Widzów: 2780 Sędzia: Piotr Pastusiak, Maciej Kotulski, Karol Nowak |

| 6 marca 201620:00 | MKS Dąbrowa Górnicza                                                            | 85:92(24:24, 17:17, 21:19, 23:32) | PGE Turów Zgorzelec                        | Hala Widowiskowo-Sportowa Centrum, Dąbrowa Górnicza Widzów: 1030 Sędzia: Wojciech Liszka, Dariusz Lenczowski, Arnauld Kom Njilo |
| 6 marca 201620:00 | Pkt:Broadus 23 Zb:Piechowicz, Williams po 8 każdy As:Broadus, Pamuła po 4 każdy | 85:92(24:24, 17:17, 21:19, 23:32) | Pkt:Tatum 22 Zb:Archibeque 11 As:Dillon 10 | Hala Widowiskowo-Sportowa Centrum, Dąbrowa Górnicza Widzów: 1030 Sędzia: Wojciech Liszka, Dariusz Lenczowski, Arnauld Kom Njilo |

| 6 kwietnia 201619:00 | Asseco Gdynia                                  | 89:64(22:26, 18:20, 21:16, 28:6) | BM Slam Stal Ostrów Wielkopolski         | Gdynia Arena, Gdynia Widzów: 1327 Sędzia: Marek Maliszewski, Mariusz Nawrocki, Karol Nowak |
| 6 kwietnia 201619:00 | Pkt:Żołnierewicz 22 Zb:Szczotka 11 As:Hickey 6 | 89:64(22:26, 18:20, 21:16, 28:6) | Pkt:Millage 18 Zb:Millage 6 As:Ochońko 3 | Gdynia Arena, Gdynia Widzów: 1327 Sędzia: Marek Maliszewski, Mariusz Nawrocki, Karol Nowak |

| 19 kwietnia 201619:00 | Asseco Gdynia                                               | 55:71(14:23, 18:10, 12:18, 11:20) | Stelmet BC Zielona Góra                             | Gdynia Arena, Gdynia Sędzia: Marcin Kowalski, Robert Zieliński, Sławomir Moszakowski |
| 19 kwietnia 201619:00 | Pkt:Szczotka 12 Zb:Szczotka 6 As:Hickey, Matczak po 3 każdy | 55:71(14:23, 18:10, 12:18, 11:20) | Pkt:Mat. Ponitka 15 Zb:Mat. Ponitka 6 As:Koszarek 4 | Gdynia Arena, Gdynia Sędzia: Marcin Kowalski, Robert Zieliński, Sławomir Moszakowski |

## 23. kolejka (8 marca – 14 marca)
| 8 marca 201619:00 | Stelmet BC Zielona Góra                 | 102:79(22:15, 35:15, 20:25, 25:24) | Trefl Sopot                                 | Hala MOSiR, Zielona Góra Widzów: 3010 Sędzia: Tomasz Trawicki, Sławomir Moszakowski, Jan Piróg |
| 8 marca 201619:00 | Pkt:Szewczyk 21 Zb:Szewczyk 7 As:Bost 8 | 102:79(22:15, 35:15, 20:25, 25:24) | Pkt:Majok 18 Zb:Stefański 6 As:Śmigielski 5 | Hala MOSiR, Zielona Góra Widzów: 3010 Sędzia: Tomasz Trawicki, Sławomir Moszakowski, Jan Piróg |

| 9 marca 201618:00 | KING Wilki Morskie Szczecin             | 98:84(28:15, 27:24, 21:17, 22:28) | Rosa Radom                                                 | Arena Szczecin, Szczecin Widzów: 1424 Sędzia: Marek Ćmikiewicz, Dariusz Szczerba, Łukasz Andrzejewski |
| 9 marca 201618:00 | Pkt:Gaines 22 Zb:Aiken 10 As:Robinson 9 | 98:84(28:15, 27:24, 21:17, 22:28) | Pkt:Zajcew 21 Zb:Zajcew 5 As:Sokołowski, Thomas po 4 każdy | Arena Szczecin, Szczecin Widzów: 1424 Sędzia: Marek Ćmikiewicz, Dariusz Szczerba, Łukasz Andrzejewski |

| 12 marca 201618:00 | Siarka Tarnobrzeg                                                                 | 59:84(20:21, 13:16, 15:25, 11:22) | Polski Cukier Toruń                                         | Hala MOSiR „Wisła” im. Alfreda Freyera, Tarnobrzeg Widzów: 610 Sędzia: Janusz Calik, Robert Zieliński, Tomasz Trojanowski |
| 12 marca 201618:00 | Pkt:Udofia, Zalewski po 12 każdy Zb:Młynarski 8 As:Młynarski, Zalewski po 2 każdy | 59:84(20:21, 13:16, 15:25, 11:22) | Pkt:Cummings 28 Zb:Milošević 12 As:Gibson, Śnieg po 4 każdy | Hala MOSiR „Wisła” im. Alfreda Freyera, Tarnobrzeg Widzów: 610 Sędzia: Janusz Calik, Robert Zieliński, Tomasz Trojanowski |

| 12 marca 201618:00 | Energa Czarni Słupsk                                            | 94:60(22:22, 25:12, 23:12, 24:14) | Start Lublin                                  | Hala Gryfia, Słupsk Widzów: 2012 Sędzia: Artur Fiedler, Marcin Bieńkowski, Cezary Nowicki |
| 12 marca 201618:00 | Pkt:Harper 28 Zb:Borowski, Jackson po 10 każdy As:Blassingame 7 | 94:60(22:22, 25:12, 23:12, 24:14) | Pkt:Kellogg 21 Zb:Salamonik 6 As:Grzeliński 5 | Hala Gryfia, Słupsk Widzów: 2012 Sędzia: Artur Fiedler, Marcin Bieńkowski, Cezary Nowicki |

| 13 marca 201618:00 | WKS Śląsk Wrocław                       | 79:73(26:15, 12:26, 24:14, 17:18) | BM Slam Stal Ostrów Wielkopolski                           | Hala Orbita, Wrocław Widzów: 1689 Sędzia: Dariusz Zapolski, Jakub Pietrzak, Bartosz Puzoń |
| 13 marca 201618:00 | Pkt:Jakowlew 26 Zb:Kowałenko 8 As:Han 5 | 79:73(26:15, 12:26, 24:14, 17:18) | Pkt:Nikołow 19 Zb:Millage, Nikołow po 8 każdy As:Delaney 2 | Hala Orbita, Wrocław Widzów: 1689 Sędzia: Dariusz Zapolski, Jakub Pietrzak, Bartosz Puzoń |

| 13 marca 201618:00 | AZS Koszalin                                                | 57:78(10:14, 14:18, 14:22, 19:24) | PGE Turów Zgorzelec                         | Hala Widowiskowo-Sportowa, Koszalin Widzów: 1413 Sędzia: Piotr Pastusiak, Michał Proc, Adam Wierzman |
| 13 marca 201618:00 | Pkt:Auda 13 Zb:Dąbrowski 5 As:Mielczarek, Walton po 3 każdy | 57:78(10:14, 14:18, 14:22, 19:24) | Pkt:Dylewicz 19 Zb:Archibeque 12 As:Novak 6 | Hala Widowiskowo-Sportowa, Koszalin Widzów: 1413 Sędzia: Piotr Pastusiak, Michał Proc, Adam Wierzman |

| 13 marca 201618:00 | MKS Dąbrowa Górnicza                      | 72:78 (pd.)(17:14, 10:15, 20:24, 21:15, dogr. 4:10) | Asseco Gdynia                                                         | Hala Widowiskowo-Sportowa Centrum, Dąbrowa Górnicza Widzów: 1250 Sędzia: Grzegorz Ziemblicki, Mariusz Nawrocki, Tomasz Trybalski |
| 13 marca 201618:00 | Pkt:Broadus 20 Zb:Zmarlak 10 As:Broadus 8 | 72:78 (pd.)(17:14, 10:15, 20:24, 21:15, dogr. 4:10) | Pkt:Żołnierewicz 18 Zb:Matczak, Szczotka po 8 każdy As:Żołnierewicz 7 | Hala Widowiskowo-Sportowa Centrum, Dąbrowa Górnicza Widzów: 1250 Sędzia: Grzegorz Ziemblicki, Mariusz Nawrocki, Tomasz Trybalski |

| 13 marca 201620:00 | Polfarmex Kutno                                               | 50:81(5:23, 15:18, 18:19, 12:21) | Stelmet BC Zielona Góra                                             | Hala Sportowa SP nr 9, Kutno Widzów: 1199 Sędzia: Marcin Kowalski, Marek Maliszewski, Karol Nowak |
| 13 marca 201620:00 | Pkt:Gabiński 16 Zb:Bartosz, Fraser po 7 każdy As:Grochowski 6 | 50:81(5:23, 15:18, 18:19, 12:21) | Pkt:Moldoveanu 13 Zb:Đurišić, Mat. Ponitka po 6 każdy As:Koszarek 5 | Hala Sportowa SP nr 9, Kutno Widzów: 1199 Sędzia: Marcin Kowalski, Marek Maliszewski, Karol Nowak |

| 14 marca 201620:40 | Polpharma Starogard Gdański                 | 62:79(11:20, 22:20, 20:23, 9:16) | Anwil Włocławek                             | Miejska Hala Sportowa im. Andrzeja Grubby, Starogard Gdański Widzów: 1812 Sędzia: Wojciech Liszka, Łukasz Andrzejewski, Tomasz Tomaszewski |
| 14 marca 201620:40 | Pkt:Hicks 19 Zb:Diduszko 16 As:Paliukėnas 4 | 62:79(11:20, 22:20, 20:23, 9:16) | Pkt:Jelínek 22 Zb:Bristol 12 As:Dmitrijew 5 | Miejska Hala Sportowa im. Andrzeja Grubby, Starogard Gdański Widzów: 1812 Sędzia: Wojciech Liszka, Łukasz Andrzejewski, Tomasz Tomaszewski |

## 24. kolejka (16 marca, 19 marca – 21 marca)
| 16 marca 201618:30 | PGE Turów Zgorzelec                            | 91:83(24:25, 22:17, 21:22, 24:19) | Asseco Gdynia                                                              | PGE Turów Arena, Zgorzelec Widzów: 1479 Sędzia: Marek Ćmikiewicz, Marcin Koralewski, Radosław Szagun |
| 16 marca 201618:30 | Pkt:Archibeque 24 Zb:Archibeque 13 As:Dillon 8 | 91:83(24:25, 22:17, 21:22, 24:19) | Pkt:Żołnierewicz 21 Zb:Frasunkiewicz 8 As:Matczak, Żołnierewicz po 5 każdy | PGE Turów Arena, Zgorzelec Widzów: 1479 Sędzia: Marek Ćmikiewicz, Marcin Koralewski, Radosław Szagun |

| 19 marca 201617:30 | Polfarmex Kutno                       | 74:62(22:13, 17:17, 21:16, 14:16) | Trefl Sopot                                | Hala Sportowa SP nr 9, Kutno Widzów: 1199 Sędzia: Grzegorz Ziemblicki, Marcin Koralewski, Łukasz Jankowski |
| 19 marca 201617:30 | Pkt:Parker 19 Zb:Fraser 8 As:Parker 4 | 74:62(22:13, 17:17, 21:16, 14:16) | Pkt:Śmigielski 15 Zb:Majok 5 As:Dzierżak 5 | Hala Sportowa SP nr 9, Kutno Widzów: 1199 Sędzia: Grzegorz Ziemblicki, Marcin Koralewski, Łukasz Jankowski |

| 19 marca 201618:00 | MKS Dąbrowa Górnicza                     | 73:53(17:12, 18:17, 21:14, 17:10) | AZS Koszalin                      | Hala Widowiskowo-Sportowa Centrum, Dąbrowa Górnicza Widzów: 850 Sędzia: Marek Ćmikiewicz, Maciej Kotulski, Grzegorz Czajka |
| 19 marca 201618:00 | Pkt:Pašalić 14 Zb:Zmarlak 9 As:Zmarlak 6 | 73:53(17:12, 18:17, 21:14, 17:10) | Pkt:Auda 18 Zb:Auda 6 As:Walton 4 | Hala Widowiskowo-Sportowa Centrum, Dąbrowa Górnicza Widzów: 850 Sędzia: Marek Ćmikiewicz, Maciej Kotulski, Grzegorz Czajka |

| 20 marca 201618:00 | PGE Turów Zgorzelec                                          | 99:84(28:13, 22:28, 23:27, 26:16) | WKS Śląsk Wrocław                                                          | PGE Turów Arena, Zgorzelec Widzów: 1990 Sędzia: Tomasz Trawicki, Marcin Bieńkowski, Michał Chrakowiecki |
| 20 marca 201618:00 | Pkt:Novak 23 Zb:Archibeque 13 As:Dillon, Dylewicz po 4 każdy | 99:84(28:13, 22:28, 23:27, 26:16) | Pkt:Jankowski 24 Zb:Kowałenko, Maciej Krakowczyk po 8 każdy As:Jankowski 6 | PGE Turów Arena, Zgorzelec Widzów: 1990 Sędzia: Tomasz Trawicki, Marcin Bieńkowski, Michał Chrakowiecki |

| 20 marca 201618:00 | BM Slam Stal Ostrów Wielkopolski                                | 72:87(17:19, 20:22, 20:21, 15:25) | KING Wilki Morskie Szczecin                | Arena Kalisz, Kalisz Widzów: 1000 Sędzia: Wojciech Liszka, Dariusz Lenczowski, Karol Nowak |
| 20 marca 201618:00 | Pkt:Wangmene 14 Zb:Wangmene 8 As:czterech zawodników po 2 każdy | 72:87(17:19, 20:22, 20:21, 15:25) | Pkt:Majewski 15 Zb:Nowakowski 6 As:Brown 6 | Arena Kalisz, Kalisz Widzów: 1000 Sędzia: Wojciech Liszka, Dariusz Lenczowski, Karol Nowak |

| 20 marca 201618:00 | Rosa Radom                                | 72:66(13:21, 18:19, 20:9, 21:17) | Polpharma Starogard Gdański         | Hala sportowa MOSiR, Radom Widzów: 776 Sędzia: Piotr Pastusiak, Dariusz Włodkowski, Adrian Szczotka |
| 20 marca 201618:00 | Pkt:Sokołowski 19 Zb:Zajcew 7 As:Thomas 8 | 72:66(13:21, 18:19, 20:9, 21:17) | Pkt:Dee 22 Zb:Paliukėnas 9 As:Dee 4 | Hala sportowa MOSiR, Radom Widzów: 776 Sędzia: Piotr Pastusiak, Dariusz Włodkowski, Adrian Szczotka |

| 20 marca 201618:00 | Start Lublin                                              | 70:59(23:10, 24:10, 9:18, 14:21) | Siarka Tarnobrzeg                            | Hala MOSiR, Lublin Widzów: 1800 Sędzia: Marcin Kowalski, Sławomir Moszakowski, Jan Piróg |
| 20 marca 201618:00 | Pkt:Kellogg 19 Zb:Trojan 9 As:Kellogg, Popović po 4 każdy | 70:59(23:10, 24:10, 9:18, 14:21) | Pkt:Młynarski 20 Zb:Robbins 13 As:Zalewski 4 | Hala MOSiR, Lublin Widzów: 1800 Sędzia: Marcin Kowalski, Sławomir Moszakowski, Jan Piróg |

| 20 marca 201620:00 | Polski Cukier Toruń                           | 83:80(28:23, 9:19, 20:23, 26:15) | Stelmet BC Zielona Góra                                           | Arena Toruń, Toruń Widzów: 3560 Sędzia: Janusz Calik, Damian Ottenburger, Bartosz Puzoń |
| 20 marca 201620:00 | Pkt:Milošević 18 Zb:Milošević 13 As:Gibson 10 | 83:80(28:23, 9:19, 20:23, 26:15) | Pkt:trzech zawodników po 12 każdy Zb:Mat. Ponitka 6 As:Koszarek 7 | Arena Toruń, Toruń Widzów: 3560 Sędzia: Janusz Calik, Damian Ottenburger, Bartosz Puzoń |

| 21 marca 201620:40 | Anwil Włocławek                             | 91:83(24:31, 17:14, 22:15, 28:23) | Energa Czarni Słupsk                                                | Hala Mistrzów, Włocławek Widzów: 3053 Sędzia: Piotr Pastusiak, Dariusz Zapolski, Mariusz Nawrocki |
| 21 marca 201620:40 | Pkt:Jelínek 25 Zb:Diduszko 7 As:Łączyński 8 | 91:83(24:31, 17:14, 22:15, 28:23) | Pkt:Blassingame 17 Zb:trzech zawodników po 6 każdy As:Blassingame 5 | Hala Mistrzów, Włocławek Widzów: 3053 Sędzia: Piotr Pastusiak, Dariusz Zapolski, Mariusz Nawrocki |

## 25. kolejka (23 marca, 26 marca, 28 marca)
| 23 marca 201619:00 | Siarka Tarnobrzeg                            | 58:63(10:8, 16:14, 8:16, 24:25) | Polfarmex Kutno                                                | Hala MOSiR „Wisła” im. Alfreda Freyera, Tarnobrzeg Widzów: 400 Sędzia: Dariusz Włodkowski, Mariusz Adameczek, Paweł Białas |
| 23 marca 201619:00 | Pkt:Robbins 17 Zb:Młynarski 8 As:Młynarski 4 | 58:63(10:8, 16:14, 8:16, 24:25) | Pkt:Zyskowski 16 Zb:Fraser 14 As:Grochowski, Parker po 3 każdy | Hala MOSiR „Wisła” im. Alfreda Freyera, Tarnobrzeg Widzów: 400 Sędzia: Dariusz Włodkowski, Mariusz Adameczek, Paweł Białas |

| 26 marca 201616:00 | KING Wilki Morskie Szczecin               | 94:93(23:24, 22:26, 14:21, 35:22) | PGE Turów Zgorzelec                           | Arena Szczecin, Szczecin Widzów: 2258 Sędzia: Dariusz Zapolski, Marcin Koralewski, Jakub Pietrzak |
| 26 marca 201616:00 | Pkt:Gaines 22 Zb:Majewski 5 As:Robinson 8 | 94:93(23:24, 22:26, 14:21, 35:22) | Pkt:Archibeque 21 Zb:Dylewicz 10 As:Dillon 10 | Arena Szczecin, Szczecin Widzów: 2258 Sędzia: Dariusz Zapolski, Marcin Koralewski, Jakub Pietrzak |

| 26 marca 201617:00 | Trefl Sopot                                                                    | 55:84(14:23, 16:22, 17:24, 8:15) | Polski Cukier Toruń                            | Hala Stulecia, Sopot Widzów: 1023 Sędzia: Łukasz Andrzejewski, Tomasz Tomaszewski, Michał Sosin |
| 26 marca 201617:00 | Pkt:Ireland, Majok po 13 każdy Zb:trzech zawodników po 5 każdy As:Śmigielski 3 | 55:84(14:23, 16:22, 17:24, 8:15) | Pkt:Michalak 20 Zb:Milošević 9 As:Wiśniewski 5 | Hala Stulecia, Sopot Widzów: 1023 Sędzia: Łukasz Andrzejewski, Tomasz Tomaszewski, Michał Sosin |

| 26 marca 201617:00 | Stelmet BC Zielona Góra                     | 100:53(24:18, 27:12, 27:10, 22:13) | Start Lublin                                                    | Hala MOSiR, Zielona Góra Widzów: 2856 Sędzia: Marek Ćmikiewicz, Cezary Nowicki, Radosław Szagun |
| 26 marca 201617:00 | Pkt:Đurišić 18 Zb:Đurišić 11 As:Hrycaniuk 5 | 100:53(24:18, 27:12, 27:10, 22:13) | Pkt:Trojan 14 Zb:Trojan 6 As:Jan Grzeliński, Kellogg po 5 każdy | Hala MOSiR, Zielona Góra Widzów: 2856 Sędzia: Marek Ćmikiewicz, Cezary Nowicki, Radosław Szagun |

| 26 marca 201618:00 | Siarka Tarnobrzeg                       | 84:83(20:25, 21:21, 25:22, 18:15) | Anwil Włocławek                             | Hala MOSiR „Wisła” im. Alfreda Freyera, Tarnobrzeg Widzów: 550 Sędzia: Marek Maliszewski, Robert Zieliński, Adam Wierzman |
| 26 marca 201618:00 | Pkt:Bell 19 Zb:Robbins 9 As:Zalewski 10 | 84:83(20:25, 21:21, 25:22, 18:15) | Pkt:Tomaszek 16 Zb:Bristol 13 As:Stelmach 4 | Hala MOSiR „Wisła” im. Alfreda Freyera, Tarnobrzeg Widzów: 550 Sędzia: Marek Maliszewski, Robert Zieliński, Adam Wierzman |

| 26 marca 201618:00 | Polpharma Starogard Gdański                                   | 80:79(25:21, 14:17, 26:15, 15:26) | BM Slam Stal Ostrów Wielkopolski          | Miejska Hala Sportowa im. Andrzeja Grubby, Starogard Gdański Widzów: 1822 Sędzia: Mariusz Nawrocki, Tomasz Trybalski, Damian Myszka |
| 26 marca 201618:00 | Pkt:Mirković 27 Zb:Diduszko, Mirković po 8 każdy As:Flieger 7 | 80:79(25:21, 14:17, 26:15, 15:26) | Pkt:Nikołow 18 Zb:Delaney 10 As:Ochońko 4 | Miejska Hala Sportowa im. Andrzeja Grubby, Starogard Gdański Widzów: 1822 Sędzia: Mariusz Nawrocki, Tomasz Trybalski, Damian Myszka |

| 26 marca 201618:00 | MKS Dąbrowa Górnicza                     | 76:61(26:14, 18:20, 16:18, 16:9) | WKS Śląsk Wrocław                       | Hala Widowiskowo-Sportowa Centrum, Dąbrowa Górnicza Widzów: 830 Sędzia: Janusz Calik, Dariusz Lenczowski, Tomasz Trojanowski |
| 26 marca 201618:00 | Pkt:Pašalić 22 Zb:Zmarlak 8 As:Broadus 7 | 76:61(26:14, 18:20, 16:18, 16:9) | Pkt:Jakowlew 15 Zb:Kowałenko 7 As:Han 5 | Hala Widowiskowo-Sportowa Centrum, Dąbrowa Górnicza Widzów: 830 Sędzia: Janusz Calik, Dariusz Lenczowski, Tomasz Trojanowski |

| 26 marca 201618:00 | AZS Koszalin                                                    | 83:65(22:20, 19:14, 19:16, 23:15) | Asseco Gdynia                                   | Hala Widowiskowo-Sportowa, Koszalin Widzów: 1439 Sędzia: Tomasz Trawicki, Damian Ottenburger, Bartosz Puzoń |
| 26 marca 201618:00 | Pkt:Mielczarek 22 Zb:Witliński 11 As:Gliddon, Walton po 4 każdy | 83:65(22:20, 19:14, 19:16, 23:15) | Pkt:Kowalczyk 11 Zb:Hickey 6 As:Frasunkiewicz 4 | Hala Widowiskowo-Sportowa, Koszalin Widzów: 1439 Sędzia: Tomasz Trawicki, Damian Ottenburger, Bartosz Puzoń |

| 28 marca 201618:00 | Energa Czarni Słupsk                           | 70:62(22:18, 17:10, 19:17, 12:17) | Rosa Radom                                                | Hala Gryfia, Słupsk Widzów: 2135 Sędzia: Marcin Kowalski, Dariusz Szczerba, Sławomir Moszakowski |
| 28 marca 201618:00 | Pkt:Blassingame 19 Zb:Campbell 9 As:Campbell 4 | 70:62(22:18, 17:10, 19:17, 12:17) | Pkt:Harris 22 Zb:Adams, Sokołowski po 7 każdy As:Thomas 3 | Hala Gryfia, Słupsk Widzów: 2135 Sędzia: Marcin Kowalski, Dariusz Szczerba, Sławomir Moszakowski |

## 26. kolejka (29 marca; 31 marca – 3 kwietnia)
| 29 marca 201619:00 | BM Slam Stal Ostrów Wielkopolski         | 77:79(14:19, 19:13, 23:28, 21:19) | AZS Koszalin                               | Arena Kalisz, Kalisz Widzów: 800 Sędzia: Janusz Calik, Robert Mordal, Michał Sosin |
| 29 marca 201619:00 | Pkt:Nikołow 24 Zb:Nikołow 9 As:Nikołow 3 | 77:79(14:19, 19:13, 23:28, 21:19) | Pkt:Mielczarek 25 Zb:Walton 7 As:Gliddon 4 | Arena Kalisz, Kalisz Widzów: 800 Sędzia: Janusz Calik, Robert Mordal, Michał Sosin |

| 31 marca 201619:00 | Asseco Gdynia                                               | 79:89(7:22, 20:24, 21:20, 31:23) | WKS Śląsk Wrocław                             | Gdynia Arena, Gdynia Widzów: 1351 Sędzia: Dariusz Zapolski, Adam Wierzman, Jakub Pietrzak |
| 31 marca 201619:00 | Pkt:Matczak 25 Zb:Matczak, Szczotka po 6 każdy As:Matczak 4 | 79:89(7:22, 20:24, 21:20, 31:23) | Pkt:Jakowlew 21 Zb:Jankowski 13 As:Jakowlew 4 | Gdynia Arena, Gdynia Widzów: 1351 Sędzia: Dariusz Zapolski, Adam Wierzman, Jakub Pietrzak |

| 1 kwietnia 201618:00 | Polski Cukier Toruń                      | 72:71(23:12, 18:18, 18:16, 13:25) | Polfarmex Kutno                              | Arena Toruń, Toruń Widzów: 2102 Sędzia: Marek Ćmikiewicz, Artur Fiedler, Robert Zieliński |
| 1 kwietnia 201618:00 | Pkt:Gibson 19 Zb:Milošević 8 As:Gibson 5 | 72:71(23:12, 18:18, 18:16, 13:25) | Pkt:Zyskowski 22 Zb:Faber 11 As:Grochowski 8 | Arena Toruń, Toruń Widzów: 2102 Sędzia: Marek Ćmikiewicz, Artur Fiedler, Robert Zieliński |

| 1 kwietnia 201619:00 | Start Lublin                                 | 69:70(14:20, 20:17, 13:13, 22:20) | Trefl Sopot                            | Hala MOSiR, Lublin Widzów: 1700 Sędzia: Wojciech Liszka, Tomasz Trojanowski, Tomasz Trybalski |
| 1 kwietnia 201619:00 | Pkt:Salamonik 18 Zb:Jeftić 8 As:Grzeliński 3 | 69:70(14:20, 20:17, 13:13, 22:20) | Pkt:Ireland 28 Zb:Majok 9 As:Ireland 3 | Hala MOSiR, Lublin Widzów: 1700 Sędzia: Wojciech Liszka, Tomasz Trojanowski, Tomasz Trybalski |

| 1 kwietnia 201620:00 | BM Slam Stal Ostrów Wielkopolski          | 80:73(15:19, 22:18, 27:11, 16:25) | Energa Czarni Słupsk                       | Arena Kalisz, Kalisz Widzów: 965 Sędzia: Tomasz Trawicki, Paweł Białas, Łukasz Andrzejewski |
| 1 kwietnia 201620:00 | Pkt:Millage 18 Zb:Delaney 11 As:Millage 5 | 80:73(15:19, 22:18, 27:11, 16:25) | Pkt:Blassingame 12 Zb:Harper 7 As:Harper 5 | Arena Kalisz, Kalisz Widzów: 965 Sędzia: Tomasz Trawicki, Paweł Białas, Łukasz Andrzejewski |

| 2 kwietnia 201618:00 | MKS Dąbrowa Górnicza                      | 73:82(18:36, 22:18, 18:16, 15:12) | KING Wilki Morskie Szczecin                              | Hala Widowiskowo-Sportowa Centrum, Dąbrowa Górnicza Widzów: 790 Sędzia: Marek Maliszewski, Marcin Bieńkowski, Adrian Szczotka |
| 2 kwietnia 201618:00 | Pkt:Pamuła 19 Zb:Zmarlak 7 As:Wieczorek 7 | 73:82(18:36, 22:18, 18:16, 15:12) | Pkt:Gaines 17 Zb:trzech zawodników po 4 każdy As:Brown 6 | Hala Widowiskowo-Sportowa Centrum, Dąbrowa Górnicza Widzów: 790 Sędzia: Marek Maliszewski, Marcin Bieńkowski, Adrian Szczotka |

| 2 kwietnia 201618:00 | PGE Turów Zgorzelec                             | 74:75(19:28, 20:13, 15:19, 20:15) | Polpharma Starogard Gdański              | PGE Turów Arena, Zgorzelec Widzów: 1423 Sędzia: Marcin Kowalski, Maciej Kotulski, Grzegorz Czajka |
| 2 kwietnia 201618:00 | Pkt:Kostrzewski 25 Zb:Archibeque 14 As:Dillon 5 | 74:75(19:28, 20:13, 15:19, 20:15) | Pkt:Hicks 24 Zb:Mirković 16 As:Flieger 4 | PGE Turów Arena, Zgorzelec Widzów: 1423 Sędzia: Marcin Kowalski, Maciej Kotulski, Grzegorz Czajka |

| 2 kwietnia 201618:00 | Rosa Radom                                                | 75:55(18:8, 20:10, 20:16, 17:21) | Siarka Tarnobrzeg                                         | Hala sportowa MOSiR, Radom Widzów: 649 Sędzia: Michał Chrakowiecki, Jan Piróg, Łukasz Jankowsk |
| 2 kwietnia 201618:00 | Pkt:Sokołowski 14 Zb:Adams 10 As:Adams, Thomas po 3 każdy | 75:55(18:8, 20:10, 20:16, 17:21) | Pkt:Robbins 18 Zb:Robbins 10 As:Bell, Zalewski po 5 każdy | Hala sportowa MOSiR, Radom Widzów: 649 Sędzia: Michał Chrakowiecki, Jan Piróg, Łukasz Jankowsk |

| 3 kwietnia 201620:00 | Anwil Włocławek                                  | 65:62(14:17, 20:13, 9:15, 22:17) | Stelmet BC Zielona Góra                            | Hala Mistrzów, Włocławek Widzów: 3373 Sędzia: Grzegorz Ziemblicki, Dariusz Szczerba, Dariusz Włodkowski |
| 3 kwietnia 201620:00 | Pkt:Skibniewski 15 Zb:Jelínek 8 As:Skibniewski 4 | 65:62(14:17, 20:13, 9:15, 22:17) | Pkt:Moldoveanu 13 Zb:Hrycaniuk 7 As:Mat. Ponitka 4 | Hala Mistrzów, Włocławek Widzów: 3373 Sędzia: Grzegorz Ziemblicki, Dariusz Szczerba, Dariusz Włodkowski |

## 27. kolejka (4 kwietnia, 6 kwietnia, 9 kwietnia – 10 kwietnia)
| 4 kwietnia 201618:30 | WKS Śląsk Wrocław                       | 84:78 (pd.)(20:17, 18:22, 21:20, 16:16, dogr. 9:3) | AZS Koszalin                                                    | Hala Orbita, Wrocław Sędzia: Artur Fiedler, Arnauld Kom Njilo, Marcin Bieńkowski |
| 4 kwietnia 201618:30 | Pkt:Jakowlew 33 Zb:Han 10 As:Jakowlew 5 | 84:78 (pd.)(20:17, 18:22, 21:20, 16:16, dogr. 9:3) | Pkt:Pecháček 26 Zb:Witliński 11 As:trzech zawodników po 3 każdy | Hala Orbita, Wrocław Sędzia: Artur Fiedler, Arnauld Kom Njilo, Marcin Bieńkowski |

| 6 kwietnia 201619:00 | Energa Czarni Słupsk                        | 78:71(23:15, 20:11, 16:20, 19:25) | Polski Cukier Toruń                    | Hala Gryfia, Słupsk Sędzia: Janusz Calik, Wojciech Liszka, Michał Chrakowiecki |
| 6 kwietnia 201619:00 | Pkt:Harper 20 Zb:Jackson 8 As:Blassingame 7 | 78:71(23:15, 20:11, 16:20, 19:25) | Pkt:Gibson 18 Zb:Sulima 10 As:Gibson 9 | Hala Gryfia, Słupsk Sędzia: Janusz Calik, Wojciech Liszka, Michał Chrakowiecki |

| 9 kwietnia 201616:00 | Trefl Sopot                            | 66:64(19:21, 16:12, 20:17, 11:14) | Anwil Włocławek                              | Hala Stulecia, Sopot Sędzia: Marcin Kowalski, Sławomir Moszakowski, Radosław Szagun |
| 9 kwietnia 201616:00 | Pkt:Ireland 17 Zb:Majok 7 As:Ireland 4 | 66:64(19:21, 16:12, 20:17, 11:14) | Pkt:Jelínek 12 Zb:Dmitrijew 6 As:Dmitrijew 4 | Hala Stulecia, Sopot Sędzia: Marcin Kowalski, Sławomir Moszakowski, Radosław Szagun |

| 9 kwietnia 201618:00 | Start Lublin                           | 75:81(21:13, 14:23, 24:25, 16:20) | Polfarmex Kutno                                              | Hala MOSiR, Lublin Sędzia: Michał Proc, Adam Wierzman, Damian Myszka |
| 9 kwietnia 201618:00 | Pkt:Jeftić 18 Zb:Jeftić 8 As:Małecki 5 | 75:81(21:13, 14:23, 24:25, 16:20) | Pkt:Parker 18 Zb:Fraser, Wołoszyn po 8 każdy As:Grochowski 7 | Hala MOSiR, Lublin Sędzia: Michał Proc, Adam Wierzman, Damian Myszka |

| 9 kwietnia 201618:00 | Siarka Tarnobrzeg                                          | 72:70(17:14, 11:19, 18:17, 26:20) | BM Slam Stal Ostrów Wielkopolski       | Hala MOSiR „Wisła” im. Alfreda Freyera, Tarnobrzeg Sędzia: Janusz Calik, Dariusz Lenczowski, Adrian Szczotka |
| 9 kwietnia 201618:00 | Pkt:Bell 25 Zb:Młynarski, Robbins po 7 każdy As:Zalewski 7 | 72:70(17:14, 11:19, 18:17, 26:20) | Pkt:Nikołow 21 Zb:Sroka 8 As:Ochońko 4 | Hala MOSiR „Wisła” im. Alfreda Freyera, Tarnobrzeg Sędzia: Janusz Calik, Dariusz Lenczowski, Adrian Szczotka |

| 9 kwietnia 201618:00 | Energa Czarni Słupsk                         | 93:71(20:17, 22:10, 24:21, 27:23) | PGE Turów Zgorzelec                           | Hala Gryfia, Słupsk Sędzia: Marek Ćmikiewicz, Bartosz Puzoń, Jan Piróg |
| 9 kwietnia 201618:00 | Pkt:Seweryn 18 Zb:Mbodj 11 As:Blassingame 12 | 93:71(20:17, 22:10, 24:21, 27:23) | Pkt:Dylewicz 17 Zb:Kostrzewski 11 As:Dillon 4 | Hala Gryfia, Słupsk Sędzia: Marek Ćmikiewicz, Bartosz Puzoń, Jan Piróg |

| 9 kwietnia 201618:00 | Polpharma Starogard Gdański               | 78:65(19:18, 19:9, 22:14, 18:24) | MKS Dąbrowa Górnicza                                           | Miejska Hala Sportowa im. Andrzeja Grubby, Starogard Gdański Sędzia: Marek Maliszewski, Marcin Koralewski, Łukasz Jankowski |
| 9 kwietnia 201618:00 | Pkt:Dee 18 Zb:Mirković 8 As:Paliukėnas 10 | 78:65(19:18, 19:9, 22:14, 18:24) | Pkt:Broadus 16 Zb:Szymański 12 As:trzech zawodników po 2 każdy | Miejska Hala Sportowa im. Andrzeja Grubby, Starogard Gdański Sędzia: Marek Maliszewski, Marcin Koralewski, Łukasz Jankowski |

| 10 kwietnia 201613:45 | Stelmet BC Zielona Góra                       | 88:64(22:12, 23:18, 25:11, 18:23) | Rosa Radom                            | Hala MOSiR, Zielona Góra Sędzia: Piotr Pastusiak, Dariusz Zapolski, Robert Mordal |
| 10 kwietnia 201613:45 | Pkt:Mat. Ponitka 18 Zb:Borovnjak 8 As:Bost 10 | 88:64(22:12, 23:18, 25:11, 18:23) | Pkt:Thomas 19 Zb:Thomas 6 As:Thomas 5 | Hala MOSiR, Zielona Góra Sędzia: Piotr Pastusiak, Dariusz Zapolski, Robert Mordal |

| 10 kwietnia 201618:00 | KING Wilki Morskie Szczecin                 | 100:106(32:25, 20:23, 21:30, 27:28) | Asseco Gdynia                               | Arena Szczecin, Szczecin Sędzia: Grzegorz Ziemblicki, Dariusz Szczerba, Cezary Nowicki |
| 10 kwietnia 201618:00 | Pkt:Kikowski 21 Zb:Leończyk 6 As:Robinson 6 | 100:106(32:25, 20:23, 21:30, 27:28) | Pkt:Hickey 30 Zb:Żołnierewicz 9 As:Hickey 5 | Arena Szczecin, Szczecin Sędzia: Grzegorz Ziemblicki, Dariusz Szczerba, Cezary Nowicki |

## 28. kolejka (6 kwietnia, 13 kwietnia)
| 6 kwietnia 201618:30 | WKS Śląsk Wrocław                                             | 73:80 (pd.)(21:18, 13:19, 18:12, 17:20, dogr. 4:11) | Rosa Radom                                | Hala Orbita, Wrocław Widzów: 882 Sędzia: Tomasz Trawicki, Dariusz Lenczowski, Łukasz Andrzejewski |
| 6 kwietnia 201618:30 | Pkt:Jakowlew 20 Zb:Jarmakowicz, Kowałenko po 9 każdy As:Han 9 | 73:80 (pd.)(21:18, 13:19, 18:12, 17:20, dogr. 4:11) | Pkt:Sokołowski 18 Zb:Thomas 8 As:Thomas 3 | Hala Orbita, Wrocław Widzów: 882 Sędzia: Tomasz Trawicki, Dariusz Lenczowski, Łukasz Andrzejewski |

| 13 kwietnia 201618:00 | Anwil Włocławek                               | 84:58(16:11, 23:18, 22:20, 23:9) | Polfarmex Kutno                        | Hala Mistrzów, Włocławek Widzów: 2922 Sędzia: Tomasz Trawicki, Paweł Białas, Jan Piróg |
| 13 kwietnia 201618:00 | Pkt:Jelínek 17 Zb:Tomaszek 8 As:Skibniewski 7 | 84:58(16:11, 23:18, 22:20, 23:9) | Pkt:Gabiński 18 Zb:Faber 7 As:Parker 4 | Hala Mistrzów, Włocławek Widzów: 2922 Sędzia: Tomasz Trawicki, Paweł Białas, Jan Piróg |

| 13 kwietnia 201618:30 | PGE Turów Zgorzelec                            | 108:85(27:25, 24:16, 29:25, 28:19) | Siarka Tarnobrzeg                           | PGE Turów Arena, Zgorzelec Widzów: 1305 Sędzia: Sławomir Moszakowski, Cezary Nowicki, Łukasz Andrzejewski |
| 13 kwietnia 201618:30 | Pkt:Archibeque 29 Zb:Archibeque 11 As:Dillon 7 | 108:85(27:25, 24:16, 29:25, 28:19) | Pkt:Młynarski 26 Zb:Robbins 8 As:Zalewski 7 | PGE Turów Arena, Zgorzelec Widzów: 1305 Sędzia: Sławomir Moszakowski, Cezary Nowicki, Łukasz Andrzejewski |

| 13 kwietnia 201619:00 | Asseco Gdynia                            | 79:70 (pd.)(17:26, 18:11, 15:12, 12:13, dogr. 17:8) | Polpharma Starogard Gdański                            | Gdynia Arena, Gdynia Widzów: 1451 Sędzia: Michał Proc, Michał Chrakowiecki, Michał Sosin |
| 13 kwietnia 201619:00 | Pkt:Matczak 21 Zb:Szczotka 8 As:Hickey 5 | 79:70 (pd.)(17:26, 18:11, 15:12, 12:13, dogr. 17:8) | Pkt:Flieger 19 Zb:Kinloch 8 As:Dee, Flieger po 4 każdy | Gdynia Arena, Gdynia Widzów: 1451 Sędzia: Michał Proc, Michał Chrakowiecki, Michał Sosin |

| 13 kwietnia 201619:00 | MKS Dąbrowa Górnicza                     | 89:76(23:21, 14:22, 20:10, 32:23) | Energa Czarni Słupsk                          | Hala Widowiskowo-Sportowa Centrum, Dąbrowa Górnicza Widzów: 550 Sędzia: Marcin Kowalski, Dariusz Szczerba, Tomasz Trybalski |
| 13 kwietnia 201619:00 | Pkt:Broadus 22 Zb:Broadus 9 As:Broadus 6 | 89:76(23:21, 14:22, 20:10, 32:23) | Pkt:Česnauskis 16 Zb:Mbodj 7 As:Blassingame 5 | Hala Widowiskowo-Sportowa Centrum, Dąbrowa Górnicza Widzów: 550 Sędzia: Marcin Kowalski, Dariusz Szczerba, Tomasz Trybalski |

| 13 kwietnia 201619:00 | BM Slam Stal Ostrów Wielkopolski          | 58:70(10:21, 16:16, 18:18, 14:15) | Stelmet BC Zielona Góra                                          | Arena Kalisz, Kalisz Widzów: 953 Sędzia: Marek Ćmikiewicz, Artur Fiedler, Tomasz Tomaszewski |
| 13 kwietnia 201619:00 | Pkt:Millage 10 Zb:Wangmene 6 As:Ochońko 2 | 58:70(10:21, 16:16, 18:18, 14:15) | Pkt:Moldoveanu, Szewczyk po 12 każdy Zb:Mat. Ponitka 8 As:Bost 4 | Arena Kalisz, Kalisz Widzów: 953 Sędzia: Marek Ćmikiewicz, Artur Fiedler, Tomasz Tomaszewski |

| 13 kwietnia 201619:00 | Rosa Radom                            | 73:64(24:10, 14:13, 16:18, 19:23) | Trefl Sopot                                               | Hala sportowa MOSiR, Radom Widzów: 850 Sędzia: Mariusz Nawrocki, Adam Wierzman, Karol Nowak |
| 13 kwietnia 201619:00 | Pkt:Harris 22 Zb:Zajcew 6 As:Thomas 5 | 73:64(24:10, 14:13, 16:18, 19:23) | Pkt:Ireland 13 Zb:Majok 7 As:Dzierżak, Ireland po 4 każdy | Hala sportowa MOSiR, Radom Widzów: 850 Sędzia: Mariusz Nawrocki, Adam Wierzman, Karol Nowak |

| 13 kwietnia 201619:00 | Start Lublin                               | 63:96(16:16, 11:34, 16:18, 20:28) | Polski Cukier Toruń                                  | Hala MOSiR, Lublin Widzów: 2000 Sędzia: Marek Maliszewski, Robert Zieliński, Marcin Bieńkowski |
| 13 kwietnia 201619:00 | Pkt:Popović 9 Zb:Kellogg 8 As:Grzeliński 5 | 63:96(16:16, 11:34, 16:18, 20:28) | Pkt:Cummings 18 Zb:Krzysztof Sulima 10 As:Michalak 4 | Hala MOSiR, Lublin Widzów: 2000 Sędzia: Marek Maliszewski, Robert Zieliński, Marcin Bieńkowski |

| 13 kwietnia 201620:00 | KING Wilki Morskie Szczecin                                                    | 101:73(28:15, 30:13, 21:22, 22:23) | AZS Koszalin                                   | Arena Szczecin, Szczecin Widzów: 1823 Sędzia: Dariusz Zapolski, Arnauld Kom Njilo, Bartosz Puzoń |
| 13 kwietnia 201620:00 | Pkt:Kikowski, Robinson po 19 każdy Zb:Aiken, Leończyk po 9 każdy As:Robinson 7 | 101:73(28:15, 30:13, 21:22, 22:23) | Pkt:Pecháček 15 Zb:Pecháček 14 As:Nowakowski 3 | Arena Szczecin, Szczecin Widzów: 1823 Sędzia: Dariusz Zapolski, Arnauld Kom Njilo, Bartosz Puzoń |

## 29. kolejka (21 lutego, 16 kwietnia – 18 kwietnia, 20 kwietnia)
| 21 lutego 201616:00 | KING Wilki Morskie Szczecin              | 89:64(25:23, 15:13, 30:12, 19:16) | WKS Śląsk Wrocław                      | Arena Szczecin, Szczecin Widzów: 2012 Sędzia: Artur Fiedler, Krzysztof Tuński, Jacek Dolski |
| 21 lutego 201616:00 | Pkt:Brown 16 Zb:Leończyk 8 As:Robinson 5 | 89:64(25:23, 15:13, 30:12, 19:16) | Pkt:Williams 17 Zb:Williams 8 As:Han 4 | Arena Szczecin, Szczecin Widzów: 2012 Sędzia: Artur Fiedler, Krzysztof Tuński, Jacek Dolski |

| 16 kwietnia 201617:00 | Stelmet BC Zielona Góra                       | 83:64(25:11, 19:20, 22:16, 17:17) | PGE Turów Zgorzelec                            | Hala MOSiR, Zielona Góra Widzów: 3431 Sędzia: Tomasz Trawicki, Marek Maliszewski, Mariusz Adameczek |
| 16 kwietnia 201617:00 | Pkt:Gruszecki 15 Zb:Borovnjak 7 As:Koszarek 9 | 83:64(25:11, 19:20, 22:16, 17:17) | Pkt:Kostrzewski 14 Zb:Archibeque 9 As:Dillon 7 | Hala MOSiR, Zielona Góra Widzów: 3431 Sędzia: Tomasz Trawicki, Marek Maliszewski, Mariusz Adameczek |

| 16 kwietnia 201618:00 | Siarka Tarnobrzeg                     | 87:93(23:31, 16:23, 24:18, 24:21) | MKS Dąbrowa Górnicza                                       | Hala MOSiR „Wisła” im. Alfreda Freyera, Tarnobrzeg Widzów: 630 |
| 16 kwietnia 201618:00 | Pkt:Bell 22 Zb:Patoka 6 As:Zalewski 6 | 87:93(23:31, 16:23, 24:18, 24:21) | Pkt:Pašalić 19 Zb:Szymański, Zmarlak po 8 każdy As:Mavra 3 | Hala MOSiR „Wisła” im. Alfreda Freyera, Tarnobrzeg Widzów: 630 |

| 16 kwietnia 201618:00 | Energa Czarni Słupsk                         | 101:58(35:21, 20:15, 17:6, 29:16) | Asseco Gdynia                                                       | Hala Gryfia, Słupsk Widzów: 2053 Sędzia: Piotr Pastusiak, Maciej Kotulski, Grzegorz Czajka |
| 16 kwietnia 201618:00 | Pkt:Harper 21 Zb:Jackson 11 As:Blassingame 4 | 101:58(35:21, 20:15, 17:6, 29:16) | Pkt:Kowalczyk, Matczak po 14 każdy Zb:Szczotka 8 As:Frasunkiewicz 3 | Hala Gryfia, Słupsk Widzów: 2053 Sędzia: Piotr Pastusiak, Maciej Kotulski, Grzegorz Czajka |

| 16 kwietnia 201618:00 | Polpharma Starogard Gdański                                  | 81:72(17:22, 19:11, 17:19, 28:20) | AZS Koszalin                                     | Miejska Hala Sportowa im. Andrzeja Grubby, Starogard Gdański Widzów: 1856 Sędzia: Artur Fiedler, Tomasz Tomaszewski, Radosław Szagun |
| 16 kwietnia 201618:00 | Pkt:Flieger 24 Zb:Diduszko, Kinloch po 10 każdy As:Flieger 5 | 81:72(17:22, 19:11, 17:19, 28:20) | Pkt:Mielczarek 17 Zb:Witliński 9 As:Nowakowski 4 | Miejska Hala Sportowa im. Andrzeja Grubby, Starogard Gdański Widzów: 1856 Sędzia: Artur Fiedler, Tomasz Tomaszewski, Radosław Szagun |

| 17 kwietnia 201617:00 | Trefl Sopot                                                 | 78:60(27:14, 21:13, 5:16, 25:17) | BM Slam Stal Ostrów Wielkopolski       | Hala Stulecia, Sopot Widzów: 996 Sędzia: Dariusz Włodkowski, Mariusz Nawrocki, Tomasz Trybalski |
| 17 kwietnia 201617:00 | Pkt:Ireland 25 Zb:Ireland 8 As:Dzierżak, Ireland po 2 każdy | 78:60(27:14, 21:13, 5:16, 25:17) | Pkt:Millage 18 Zb:Zębski 6 As:Zębski 4 | Hala Stulecia, Sopot Widzów: 996 Sędzia: Dariusz Włodkowski, Mariusz Nawrocki, Tomasz Trybalski |

| 17 kwietnia 201620:45 | Polfarmex Kutno                           | 62:64(14:17, 16:16, 16:11, 16:20) | Rosa Radom                            | Hala Sportowa SP nr 9, Kutno Widzów: 1199 Sędzia: Marek Ćmikiewicz, Artur Fiedler, Damian Ottenburger |
| 17 kwietnia 201620:45 | Pkt:Zyskowski 16 Zb:Fraser 14 As:Parker 7 | 62:64(14:17, 16:16, 16:11, 16:20) | Pkt:Thomas 15 Zb:Thomas 7 As:Thomas 4 | Hala Sportowa SP nr 9, Kutno Widzów: 1199 Sędzia: Marek Ćmikiewicz, Artur Fiedler, Damian Ottenburger |

| 18 kwietnia 201620:40 | Polski Cukier Toruń                                              | 70:68(9:18, 24:11, 15:22, 22:17) | Anwil Włocławek                                | Arena Toruń, Toruń Widzów: 3898 Sędzia: Marcin Kowalski, Dariusz Zapolski, Sławomir Moszakowski |
| 18 kwietnia 201620:40 | Pkt:Wiśniewski 14 Zb:Denison 9 As:Denison, Wiśniewski po 5 każdy | 70:68(9:18, 24:11, 15:22, 22:17) | Pkt:Dmitrijew 26 Zb:Dmitrijew 8 As:Łączyński 8 | Arena Toruń, Toruń Widzów: 3898 Sędzia: Marcin Kowalski, Dariusz Zapolski, Sławomir Moszakowski |

| 20 kwietnia 201619:00 | Polpharma Starogard Gdański           | 75:73(17:22, 17:15, 21:20, 20:16) | Start Lublin                               | Miejska Hala Sportowa im. Andrzeja Grubby, Starogard Gdański Widzów: 1750 Sędzia: Damian Ottenburger, Jakub Pietrzak, Ewa Matuszewska |
| 20 kwietnia 201619:00 | Pkt:Dee 19 Zb:Diduszko 7 As:Flieger 3 | 75:73(17:22, 17:15, 21:20, 20:16) | Pkt:Popović 16 Zb:Salamonik 9 As:Popović 6 | Miejska Hala Sportowa im. Andrzeja Grubby, Starogard Gdański Widzów: 1750 Sędzia: Damian Ottenburger, Jakub Pietrzak, Ewa Matuszewska |

## 30. kolejka (21 kwietnia, 24 kwietnia)
| 21 kwietnia 201618:00 | Anwil Włocławek                              | 94:63(15:14, 25:19, 35:12, 19:18) | KING Wilki Morskie Szczecin            | Hala Mistrzów, Włocławek Sędzia: Marek Maliszewski, Maciej Kotulski, Marcin Koralewski |
| 21 kwietnia 201618:00 | Pkt:Jelínek 17 Zb:Bristol 7 As:Skibniewski 5 | 94:63(15:14, 25:19, 35:12, 19:18) | Pkt:Gaines 14 Zb:Aiken 5 As:Robinson 5 | Hala Mistrzów, Włocławek Sędzia: Marek Maliszewski, Maciej Kotulski, Marcin Koralewski |

| 24 kwietnia 201620:00 | WKS Śląsk Wrocław                                  | 53:72(16:17, 12:22, 15:18, 10:15) | Polpharma Starogard Gdański                                    | Hala Orbita, Wrocław Sędzia: Dariusz Włodkowski, Maciej Kotulski, Tomasz Trybalski |
| 24 kwietnia 201620:00 | Pkt:Jarmakowicz 16 Zb:Jarmakowicz 7 As:Jankowski 2 | 53:72(16:17, 12:22, 15:18, 10:15) | Pkt:Hicks 14 Zb:Mirković 12 As:Mirković, Paliukėnas po 3 każdy | Hala Orbita, Wrocław Sędzia: Dariusz Włodkowski, Maciej Kotulski, Tomasz Trybalski |

| 24 kwietnia 201620:00 | AZS Koszalin                                | 75:89(19:27, 10:32, 32:13, 14:17) | Energa Czarni Słupsk                     | Hala Widowiskowo-Sportowa, Koszalin Sędzia: Marcin Kowalski, Dariusz Szczerba, Cezary Nowicki |
| 24 kwietnia 201620:00 | Pkt:Pecháček 18 Zb:Mielczarek 6 As:Walton 6 | 75:89(19:27, 10:32, 32:13, 14:17) | Pkt:Harper 27 Zb:Jackson 16 As:Surmacz 4 | Hala Widowiskowo-Sportowa, Koszalin Sędzia: Marcin Kowalski, Dariusz Szczerba, Cezary Nowicki |

| 24 kwietnia 201620:00 | Asseco Gdynia                                                        | 72:54(17:15, 22:11, 22:17, 11:11) | Siarka Tarnobrzeg                      | Gdynia Arena, Gdynia Sędzia: Tomasz Trawicki, Arnauld Kom Njilo, Mariusz Adameczek |
| 24 kwietnia 201620:00 | Pkt:Kowalczyk 15 Zb:Frasunkiewicz 10 As:trzech zawodników po 2 każdy | 72:54(17:15, 22:11, 22:17, 11:11) | Pkt:Robbins 18 Zb:Robbins 11 As:Bell 4 | Gdynia Arena, Gdynia Sędzia: Tomasz Trawicki, Arnauld Kom Njilo, Mariusz Adameczek |

| 24 kwietnia 201620:00 | MKS Dąbrowa Górnicza                    | 80:86(17:24, 23:25, 28:20, 12:17) | Stelmet BC Zielona Góra                        | Hala Widowiskowo-Sportowa Centrum, Dąbrowa Górnicza Sędzia: Janusz Calik, Dariusz Lenczowski, Tomasz Trojanowski |
| 24 kwietnia 201620:00 | Pkt:Broadus 21 Zb:Zmarlak 6 As:Pamuła 5 | 80:86(17:24, 23:25, 28:20, 12:17) | Pkt:Borovnjak 18 Zb:Moldoveanu 8 As:Koszarek 5 | Hala Widowiskowo-Sportowa Centrum, Dąbrowa Górnicza Sędzia: Janusz Calik, Dariusz Lenczowski, Tomasz Trojanowski |

| 24 kwietnia 201620:00 | PGE Turów Zgorzelec                      | 92:90(24:15, 18:20, 29:20, 21:35) | Trefl Sopot                             | PGE Turów Arena, Zgorzelec Sędzia: Robert Mordal, Grzegorz Czajka, Damian Myszka |
| 24 kwietnia 201620:00 | Pkt:Novak 25 Zb:Archibeque 13 As:Novak 6 | 92:90(24:15, 18:20, 29:20, 21:35) | Pkt:Ireland 35 Zb:Kulka 10 As:Ireland 4 | PGE Turów Arena, Zgorzelec Sędzia: Robert Mordal, Grzegorz Czajka, Damian Myszka |

| 24 kwietnia 201620:00 | BM Slam Stal Ostrów Wielkopolski           | 79:75(26:20, 16:24, 15:12, 22:19) | Polfarmex Kutno                              | Arena Kalisz, Kalisz Sędzia: Michał Proc, Mariusz Nawrocki, Karol Nowak |
| 24 kwietnia 201620:00 | Pkt:Wangmene 18 Zb:Wangmene 8 As:Millage 3 | 79:75(26:20, 16:24, 15:12, 22:19) | Pkt:Zyskowski 16 Zb:Fraser 7 As:Grochowski 7 | Arena Kalisz, Kalisz Sędzia: Michał Proc, Mariusz Nawrocki, Karol Nowak |

| 24 kwietnia 201620:00 | Rosa Radom                                | 64:55(9:14, 15:19, 13:12, 27:10) | Polski Cukier Toruń                        | Hala sportowa MOSiR, Radom Sędzia: Grzegorz Ziemblicki, Wojciech Liszka, Tomasz Tomaszewski |
| 24 kwietnia 201620:00 | Pkt:Harris 12 Zb:Thomas 9 As:Sokołowski 4 | 64:55(9:14, 15:19, 13:12, 27:10) | Pkt:Denison 13 Zb:Kornijenko 8 As:Gibson 5 | Hala sportowa MOSiR, Radom Sędzia: Grzegorz Ziemblicki, Wojciech Liszka, Tomasz Tomaszewski |

| 24 kwietnia 201620:00 | Anwil Włocławek                               | 93:67(21:18, 27:18, 16:9, 29:22) | Start Lublin                              | Hala Mistrzów, Włocławek Sędzia: Piotr Pastusiak, Adam Wierzman, Michał Chrakowiecki |
| 24 kwietnia 201620:00 | Pkt:Bristol 16 Zb:Bristol 13 As:Skibniewski 6 | 93:67(21:18, 27:18, 16:9, 29:22) | Pkt:Trojan 16 Zb:Trojan 5 As:Grzeliński 6 | Hala Mistrzów, Włocławek Sędzia: Piotr Pastusiak, Adam Wierzman, Michał Chrakowiecki |

## Statystyki po sezonie zasadniczym

### Liderzy statystyk indywidualnych według średniej
| Kategoria                  | Gracz             | Drużyna                          | Wynik |
| -------------------------- | ----------------- | -------------------------------- | ----- |
| Punkty                     | David Jelínek     | Anwil Włocławek                  | 17,75 |
| Zbiórki                    | Kirk Archibeque   | PGE Turów Zgorzelec              | 9,83  |
| Asysty                     | Jerel Blassingame | Energa Czarni Słupsk             | 6,2   |
| Przechwyty                 | Russell Robinson  | King Wilki Morskie Szczecin      | 2,94  |
| Bloki                      | Zach Robbins      | Siarka Tarnobrzeg                | 3,06  |
| Straty                     | Josh Parker       | Polfarmex Kutno                  | 3,28  |
| Faule                      | Cheikh Mbodj      | Energa Czarni Słupsk             | 3,66  |
| Czas gry                   | Curtis Millage    | BM Slam Stal Ostrów Wielkopolski | 34:31 |
| Skuteczność z gry          | Justin Jackson    | Energa Czarni Słupsk             | 70,0% |
| Skuteczność rzutów wolnych | Vlad Moldoveanu   | Stelmet BC Zielona Góra          | 95,3% |
| Skuteczność za 3           | Łukasz Koszarek   | Stelmet BC Zielona Góra          | 49,5% |
| Eval                       | Jarvis Williams   | Śląsk Wrocław                    | 20,3  |

### Rekordy
| Kategoria        | Gracz                        | Drużyna                                            | Wynik |
| ---------------- | ---------------------------- | -------------------------------------------------- | ----- |
| Punkty           | Curtis Millage               | BM Slam Stal Ostrów Wielkopolski                   | 41    |
| Zbiórki          | Stevan Milošević             | Polski Cukier Toruń                                | 20    |
| Asysty           | Jerel Blassingame            | Energa Czarni Słupsk                               | 12    |
| Przechwyty       | Torey Thomas                 | Rosa Radom                                         | 8     |
| Bloki            | Zach Robbins Alexis Wangmene | Siarka Tarnobrzeg BM Slam Stal Ostrów Wielkopolski | 8     |
| Celne rzuty za 3 | Piotr Pamuła                 | MKS Dąbrowa Górnicza                               | 8     |

### Liderzy statystyk drużynowych według średniej
| Kategoria                    | Drużyna                 | Wynik |
| ---------------------------- | ----------------------- | ----- |
| Punkty                       | PGE Turów Zgorzelec     | 83,6  |
| Zbiórki                      | PGE Turów Zgorzelec     | 40,72 |
| Asysty                       | Stelmet BC Zielona Góra | 18,6  |
| Przechwyty                   | Rosa Radom              | 7,97  |
| Bloki                        | Siarka Tarnobrzeg       | 4,19  |
| Straty                       | Polfarmex Kutno         | 16,4  |
| Skuteczność z gry            | Stelmet BC Zielona Góra | 47,8% |
| Skuteczność z rzutów wolnych | Stelmet BC Zielona Góra | 77,5% |
| Skuteczność za 3             | Stelmet BC Zielona Góra | 38,2% |